# Санкт-Петербург
Санкт-Петербу́рг (в 1914—1924 годах — Петрогра́д, в 1924—1991 годах — Ленингра́д; разг. Питер, СПб) — второй по численности населения город России. Город федерального значения. Административный центр Северо-Западного федерального округа. Основан 16 (27) мая 1703 года царём Петром I. В 1714—1728 и 1732—1918 годах был столицей Российского государства.
Назван в честь апостола Петра — небесного покровителя царя-основателя, но впоследствии больше ассоциируется с именем самого Петра I. Город исторически и культурно связан со становлением Российской империи и вхождением России в современную историю в роли европейской великой державы.
Расположен на северо-западе страны на побережье Финского залива и в устье реки Невы. Граничит с Ленинградской областью, также имеет морские границы с Финляндией и Эстонией.
В Санкт-Петербурге находятся: Конституционный суд РФ, Геральдический совет при Президенте РФ, полпредство Северо-Западного федерального округа, органы власти Ленинградской области, межпарламентская ассамблея СНГ. Также размещены: главное командование ВМФ РФ и штаб Ленинградского военного округа ВС РФ.
Был центром восстания декабристов, трёх революций: 1905—1907 годов, Февральской, Октябрьской. В ходе Великой Отечественной войны в 1941—1944 годах 872 дня находился в блокаде, в результате которой погибло около миллиона человек. 1 мая 1945 года Ленинград был объявлен городом-героем. В составе города федерального значения Санкт-Петербурга также находятся 3 города воинской славы: Кронштадт, Колпино и Ломоносов.
Население: 5 652 922 (2025) человека. Санкт-Петербург — самый северный в мире город с населением более миллиона человек. Также Санкт-Петербург является самым западным городом-миллионником России. Среди городов, полностью расположенных в Европе, он является третьим по населению (уступая лишь Москве и Лондону), а также первым по численности жителей городом, не являющимся столицей. Инновационный сценарий «Стратегия развития Санкт‑Петербурга до 2030 года» предполагает, что к 2030 году население составит 5,9 миллиона человек. Город — центр Санкт-Петербургской городской агломерации. Площадь города 1439 км², после расширения территории Москвы 1 июля 2012 года Санкт-Петербург является вторым по площади и населению городом страны.
Санкт-Петербург — важный экономический, научный и культурный центр России, крупный транспортный узел. Исторический центр города и связанные с ним комплексы памятников входят в список объектов всемирного наследия ЮНЕСКО; это один из самых важных в стране центров туризма. Среди наиболее значимых культурно-туристических объектов: Эрмитаж, Кунсткамера, Мариинский театр, Российская национальная библиотека, Русский музей, Петропавловская крепость, Исаакиевский собор, Невский проспект. На сохранение объектов культурного наследия направлена, в том числе, программа сохранения и развития исторического центра Санкт-Петербурга. В 2019 году Санкт-Петербург посетили около 10,4 миллиона туристов.

## Физико-географическая характеристика

### Географическое положение

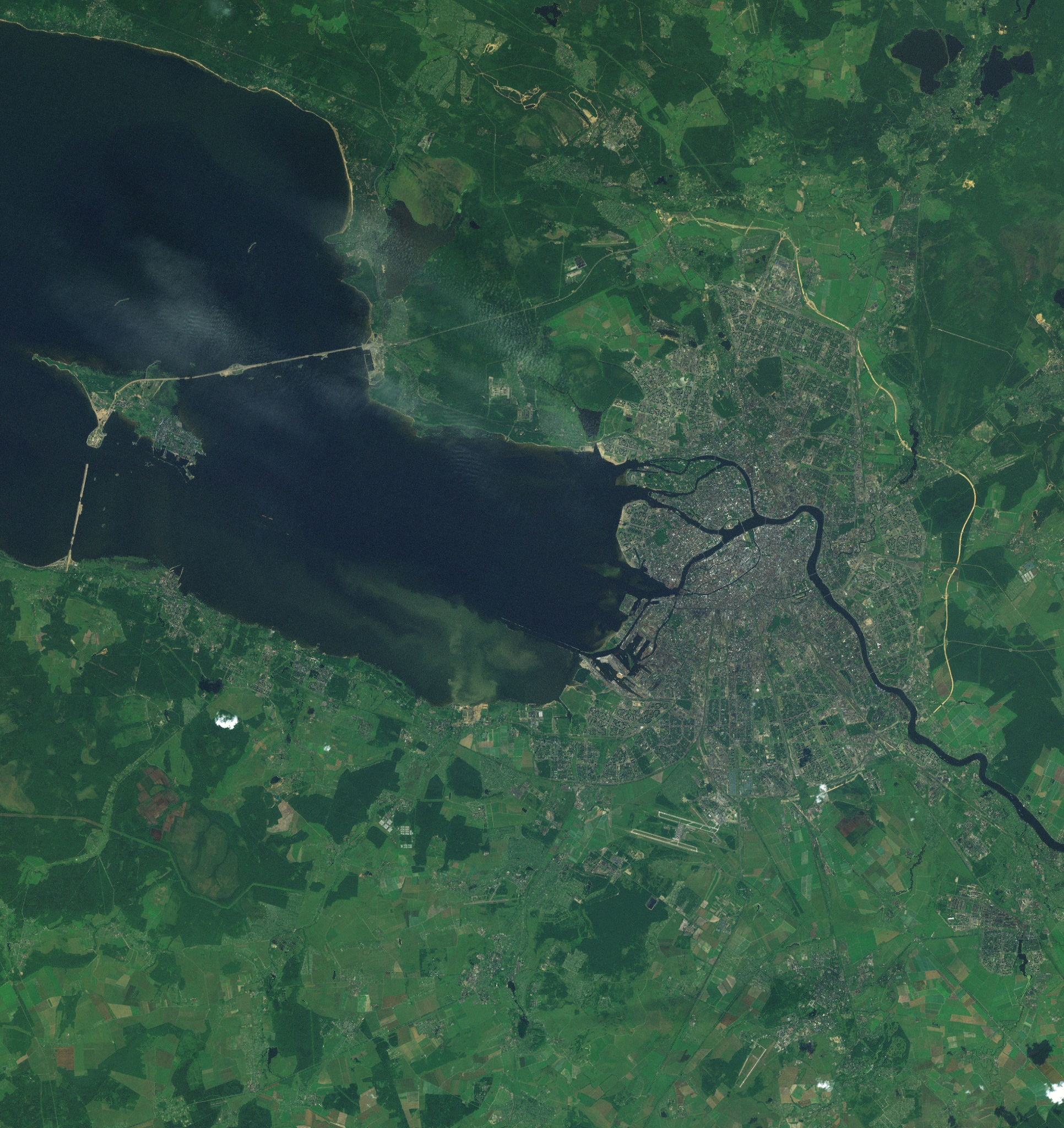
Вид города из космоса, ≈ 84 км

Расположен на северо-западе Российской Федерации, в пределах Приневской низменности. Координаты центра:59°57′ с. ш. 30°19′ в. д.. Занимая прилегающее к устью реки Невы побережье Невской губы Финского залива и многочисленные острова Невской дельты, город протянулся с северо-запада на юго-восток на 90 км. Высота города над уровнем моря по районам: центр: 1—5 м, север: 5—30 м, юг и юго-запад: 5—22 м. Самое высокое место в черте города: Дудергофские высоты в районе Красного Села с максимальной высотой 176 м. На территории города находится нулевая отметка отсчёта высот и глубин, служащая исходным пунктом для нивелирных сетей нескольких государств. До начала XX века проходящий через расположенную в городе обсерваторию меридиан использовался в качестве нулевого для отсчёта географической долготы на картах Российской империи.
Санкт-Петербург находится в часовой зоне МСК (московское время). Смещение применяемого времени относительно UTC составляет +3:00.

### Гидрография
Общая протяжённость всех водотоков на территории Санкт-Петербурга достигает 282 км, а их водная поверхность составляет около 7 % всей площади города. За время существования города гидрологическая сеть претерпела существенные изменения. Его строительство в низком болотистом месте потребовало сооружения каналов и прудов для осушения. Вынутая при этом земля использовалась для повышения поверхности. В конце XIX века дельта реки Нева состояла из 48 рек и каналов, образующих 101 остров. С течением времени (по мере строительства города) многие водоёмы теряли своё первоначальное значение, загрязнялись и засыпались. В XX веке в результате засыпки каналов, проток и рукавов число островов сократилось до 42.
Основная водная магистраль города: река Нева, которая впадает в Невскую губу Финского залива, относящегося к Балтийскому морю. Наиболее значительны рукава дельты: Большая и Малая Нева, Большая, Средняя и Малая Невки, Фонтанка, Мойка, Екатерингофка, Крестовка, Карповка, Ждановка, Смоленка, Пряжка, Кронверкский пролив; каналы: Морской канал, Обводный канал, канал Грибоедова, Крюков канал. Основные притоки Невы в черте города: слева: Ижора, Славянка, Мурзинка, справа: Охта, Чёрная речка. Крупнейшие острова в дельте Невы: Васильевский, Петроградский, Крестовский, Декабристов. Крупнейший остров в Финском заливе: Котлин. Через водные объекты города перекинуто около 800 мостов (не считая мостов на территориях промышленных предприятий), в том числе 218 пешеходных и 22 разводных. Из этого количества часть находится в местах, некогда являвшихся пригородами Санкт-Петербурга: в Кронштадте — пять, в Пушкине — 54, Петергофе — 51, Павловске — 16, Ломоносове — семь мостов. Самый длинный мост: Большой Обуховский (вантовый) мост через реку Неву (полная длина мостового перехода 2824 м), самый широкий мост: Синий мост на реке Мойке (99,5 м).
Значительная часть территории города (острова дельты Невы, широкая полоса между Финским заливом и линией Балтийской железной дороги, левобережье до Фонтанки и др.) расположена на высотах, не превышающих 1,2 — 3 м над уровнем моря. Эти районы подвержены опасности наводнений, связанных, главным образом, с ветровым нагоном вод в восточной части Финского залива. Катастрофический характер наводнения носили 7 (19) ноября 1824 года (подъём уровня вод выше ординара на 4,21 м) и 23 сентября 1924 года (3,69 м). В момент этого наводнения было затоплено около 70 км² территории города. За более чем трёхсотлетнюю историю Петербурга было зарегистрировано, по разным источникам, около 300 наводнений. Последнее опасное наводнение (вода поднялась до 187 см от Кронштадтского футштока) было 16 ноября 2010 года, очень опасное (220 см) — 10 января 2007 года. В августе 2011 года вступил в строй комплекс защитных сооружений Санкт-Петербурга от наводнений (т. н. «Дамба») в Невской губе Финского залива. Впервые полностью он был задействован при наводнении 28 декабря 2011 года. Если бы дамбу не закрыли, то, по прогнозам специалистов, вода в Неве в этот раз поднялась бы до отметки 281 см (наводнение было бы в первой пятёрке по величине за всю историю наблюдений), под воду могла уйти пятая часть территории города. Таким образом, был предотвращён ущерб, который мог составить около 25 миллиардов рублей. За первые 10 лет эксплуатации дамбы предотвращено 26 наводнений с потенциальным ущербом на сумму 120 миллиардов рублей (при общей стоимости строительства всего комплекса в 106 миллиардов рублей).

### Климат
Климат умеренный, переходный от умеренно континентального к умеренно морскому. Такой тип климата объясняется географическим положением и атмосферной циркуляцией, характерной для Ленинградской области. Это обусловливается сравнительно небольшим количеством поступающего на земную поверхность и в атмосферу солнечного тепла. По классификации климатов Кёппена он классифицируется как влажный континентальный. Влияние циклонов Балтийского моря даёт тёплое, влажное и короткое лето и длинную, холодную сырую зиму.
Суммарный приток солнечной радиации здесь в 1,5 раза меньше, чем на юге Украины, и вдвое меньше, чем в Средней Азии. За год в городе бывает в среднем 62 солнечных дня. Поэтому на протяжении бо́льшей части года преобладают дни с облачной пасмурной погодой, рассеянным освещением. Продолжительность дня меняется от 5 часов 51 минуты 22 декабря до 18 часов 50 минут 22 июня. В городе наблюдаются так называемые Белые ночи (принято считать, что они наступают 25—26 мая и заканчиваются 16—17 июля), когда солнце опускается за горизонт не более чем на 9° и вечерние сумерки практически сливаются с утренними. В общей сложности продолжительность белых ночей более 50 дней. Годовая амплитуда сумм прямой солнечной радиации на горизонтальную поверхность при ясном небе от 25 МДж/м² в декабре до 686 МДж/м² в июне. Облачность уменьшает в среднем за год приход суммарной солнечной радиации на 21 %, а прямой солнечной радиации на 60 %. Среднегодовая суммарная радиация составляет 3156 МДж/м².
Характерна частая смена воздушных масс, обусловленная в значительной степени циклонической деятельностью. Летом преобладают западные и северо-западные ветры, зимой — западные и юго-западные. Петербургские метеостанции располагают данными с 1722 года. Самая высокая температура, отмеченная в Санкт-Петербурге за весь период наблюдений: +37,1 °C, а самая низкая: −35,9 °C.
| Показатель                    | Янв.  | Фев.  | Март  | Апр.  | Май  | Июнь | Июль | Авг. | Сен. | Окт.  | Нояб. | Дек.  | Год   |
| ----------------------------- | ----- | ----- | ----- | ----- | ---- | ---- | ---- | ---- | ---- | ----- | ----- | ----- | ----- |
| Абсолютный максимум, °C       | 8,7   | 10,2  | 16,1  | 25,3  | 33,0 | 35,9 | 35,3 | 37,1 | 30,4 | 21,0  | 12,3  | 10,9  | 37,1  |
| Средний суточный максимум, °C | −2,5  | −2,4  | 2,3   | 9,5   | 16,3 | 20,5 | 23,3 | 21,4 | 15,9 | 8,7   | 2,8   | −0,5  | 9,6   |
| Средняя температура, °C       | −4,8  | −5    | −1    | 5,2   | 11,5 | 16,1 | 19,1 | 17,4 | 12,4 | 6,2   | 0,9   | −2,5  | 6,3   |
| Средний суточный минимум, °C  | −7,2  | −7,6  | −4    | 1,7   | 7,2  | 12,2 | 15,3 | 13,9 | 9,4  | 4,1   | −0,9  | −4,5  | 3,3   |
| Абсолютный минимум, °C        | −35,9 | −35,2 | −29,9 | −21,8 | −6,6 | 0,1  | 4,9  | 1,3  | −3,1 | −12,9 | −22,2 | −34,4 | −35,9 |
| Норма осадков, мм             | 46    | 36    | 36    | 37    | 47   | 69   | 84   | 87   | 57   | 64    | 56    | 51    | 670   |
| Источник:                     |       |       |       |       |      |      |      |      |      |       |       |       |       |

### Растительность
До возникновения города почвы вдоль рек формировались преимущественно под растительностью заливных лугов и прибрежных ивняков, а на территории в ближайшем окружении господствовали елово-сосново-берёзовые леса с примесью ольхи.
Зелёные насаждения Санкт-Петербурга и пригородов вместе с водной поверхностью занимают около 40 % городской территории (по данным 2002 года). К 2000 году на одного жителя города приходилось около 65 м² насаждений. Общая площадь зелёных насаждений превышает 31 тысячу га, в их числе 68 парков, 166 садов, 730 скверов, 232 бульвара, 750 озеленённых улиц. Парки города расположены в различных ландшафтных условиях: на нижней и верхней террасах побережья Финского залива (парки Стрельны, Петергофа и Ломоносова), моренной равнине (парки города Пушкина), камовых холмах (Шуваловский парк, Осиновая Роща). Основу ряда парков составляют естественные леса, до сих пор сохранившие свой породный состав (Сосновка, Удельный парк). Многие парки, созданные в послевоенные годы, разбиты на территории, где древесная растительность фактически отсутствовала (Московский парк Победы, Приморский парк Победы). На окраинах города сохранились лесные массивы, оставшиеся от подзоны южной тайги: Юнтоловская лесная дача, Ржевский лесопарк, лесные островки вдоль реки Охты, Таллинского шоссе, между рекой Невой и железной дорогой в Москву.

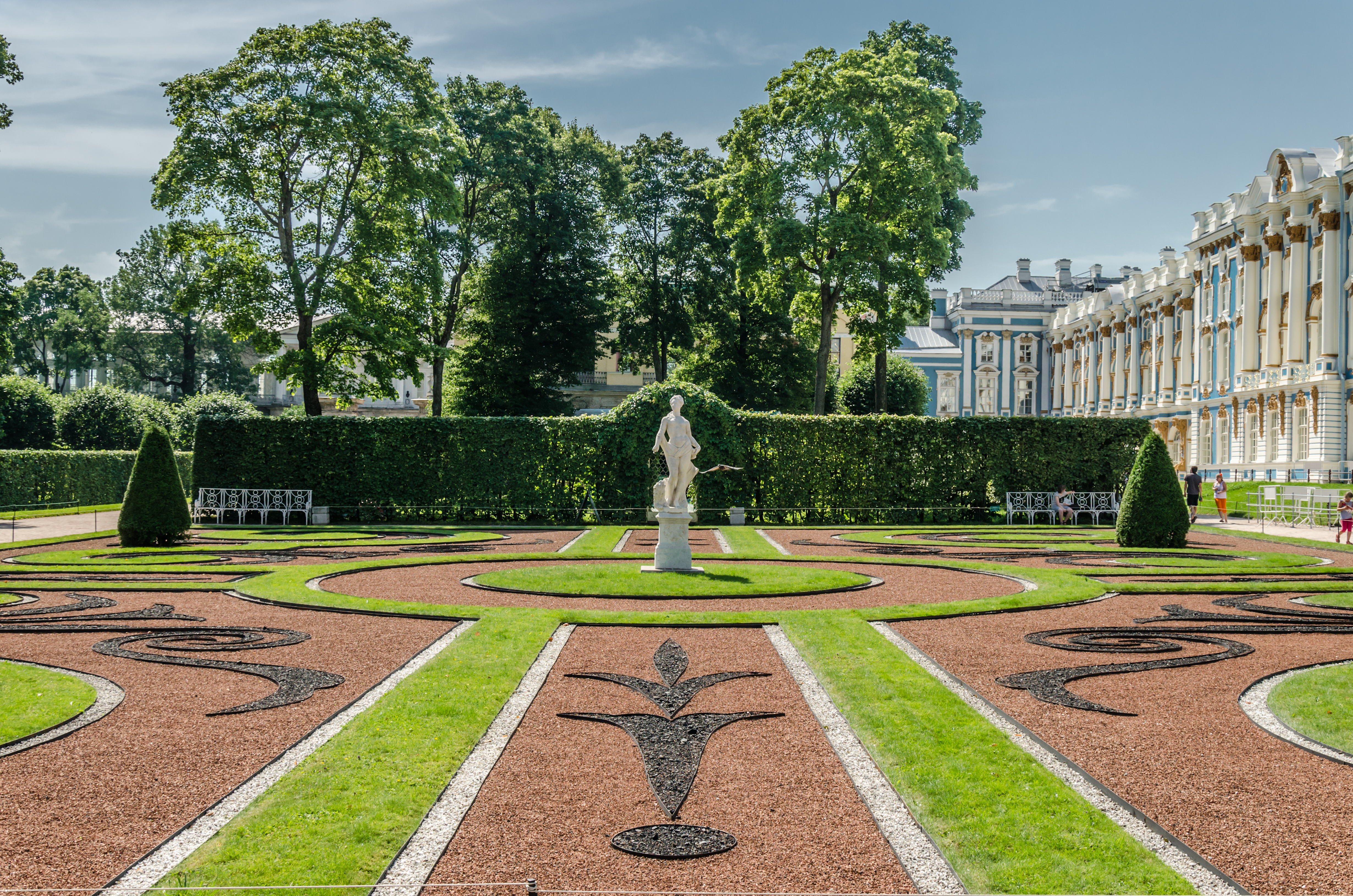
Екатерининский парк в Пушкине
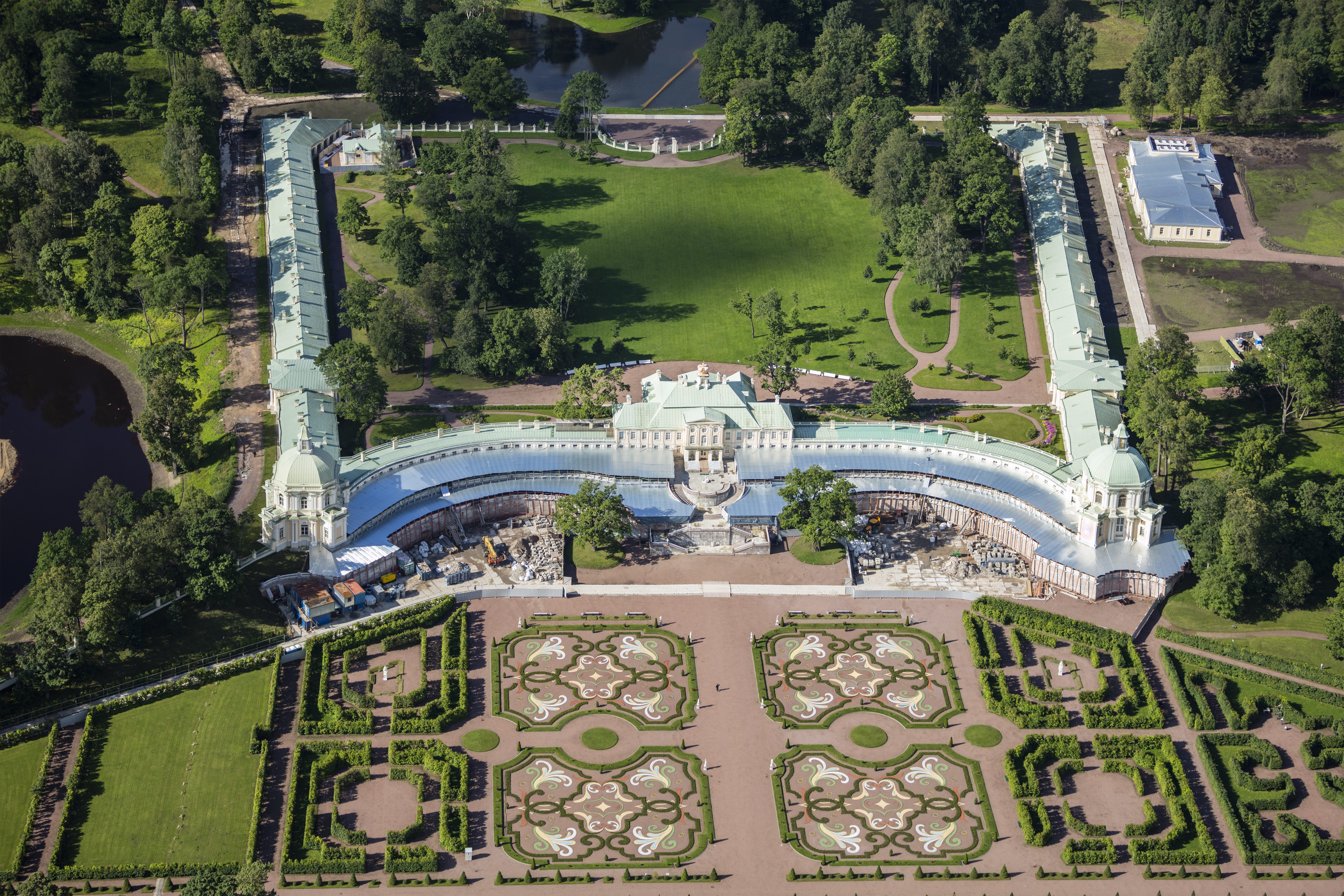
Большой (Меншиковский) дворец в Ораниенбауме
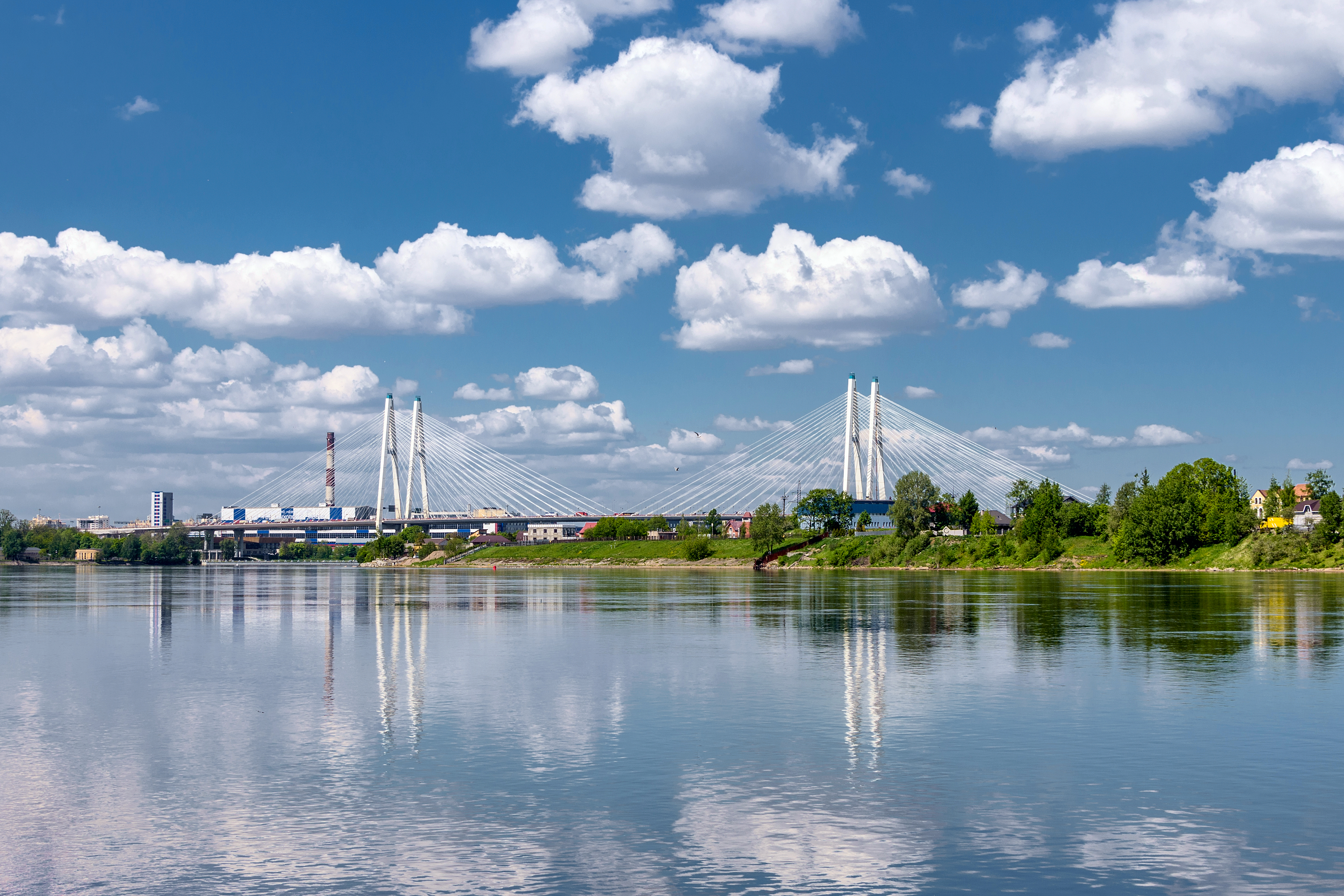
Большой Обуховский (вантовый) мост через Неву

В городе существуют семь особо охраняемых природных территорий: три государственных природных заказника («Юнтоловский», «Гладышевский», «Северное побережье Невской губы») и четыре памятника природы («Дудергофские высоты», «Комаровский берег», «Стрельнинский берег», «Парк Сергиевка»). Генеральным планом развития Санкт-Петербурга планируется появление ещё пяти заказников и двух памятников природы.

### Экологические проблемы

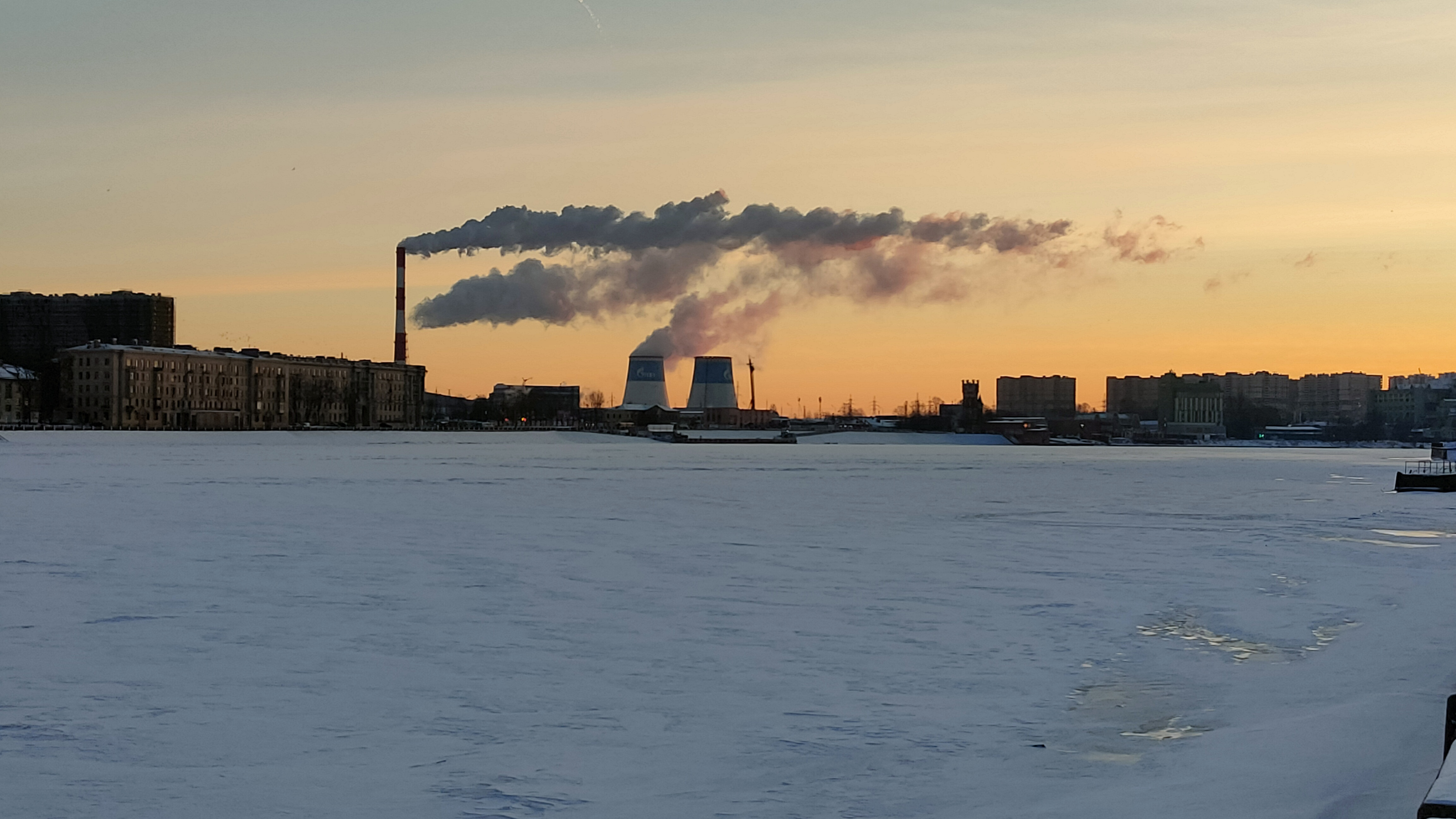
Правобережная ТЭЦ

По данным Министерства природных ресурсов и экологии Российской Федерации, в экологическом рейтинге крупных городов России за 2011 год Санкт-Петербург занял второе место. В городе действует 21 автоматическая станция мониторинга атмосферного воздуха. Выбросы в атмосферу в 2009 году составили 625,3 тысячи тонн. Количество выбросов вредных веществ на душу населения составляет 135,9 кг в год, на единицу площади — 434,5 т на км². 91,9 % всех выбросов даёт транспорт. В 2009 году, по сравнению с предыдущим годом, количество выбросов увеличилось на транспорте на 1 %, от стационарных источников — на 9,8 %.
Экологическое состояние реки Невы, Невской губы и Финского залива неудовлетворительно. В пределах города Нева загрязнена промышленными стоками, в неё сливают отходы сотни промышленных предприятий. По Неве активно транспортируются нефтепродукты. В реку ежегодно попадает более 80 тысяч тонн загрязняющих веществ. Каждый год Петербургский Комитет по природопользованию фиксирует в акватории Невы в среднем более сорока разливов нефтепродуктов. В 2022 году Роспотребнадзор Петербурга из 24 пляжей на территории города признал пригодными для купания только два. В 2009 году в городе образовалось 8 миллионов м³ твёрдых бытовых отходов. Промышленность является источником разнообразных отходов производства, значительная часть которых представляет серьёзную опасность для окружающей среды. Отходы I—III классов до 2014 года свозились для утилизации токсичных отходов, продуктов деятельности химических, медицинских, промышленных предприятий на полигон «Красный Бор» (30 км к югу от города в Тосненском районе Ленинградской области).
В связи с вводом в строй сооружений по защите Санкт-Петербурга от наводнений произошло уменьшение водообмена Невской губы с восточной частью Финского залива на 10-20 %, что дополнительно увеличило концентрацию биогенов в Невской губе. Свой вклад даёт неудачный выбор мест выброса северных и юго-западных очистных сооружений и высокая загрязнённость грунтов в некоторых районах Невской губы. Беспокойство вызывает начавшееся постепенное заболачивание мелководных частей Финского залива между городом и дамбой и связанное с этим гниение остатков растений, которое со временем может привести к дополнительной эвтрофикации водоёма и исключению из акватории обширных участков Невской губы, в грунтах которых к тому же будет захоронено значительное количество вредных соединений. Проблемы могут возникнуть и в связи с созданием новых крупных намывных территорий в акватории Невской губы со стороны Васильевского острова. По информации Росгидромета, это может создать угрозу наводнения в городе при закрытой дамбе из-за уменьшения времени её заполнения.
По прогнозам НИПЦ Генплана Санкт-Петербурга к середине XXI века климат города может измениться с текущего влажно-континентального на морской со средними температурами в январе от −5 до +2 °C. Ближайший к Петербургу похожий регион с морским климатом — в Дании.

## История

### Предыстория, основание города и XVIII век

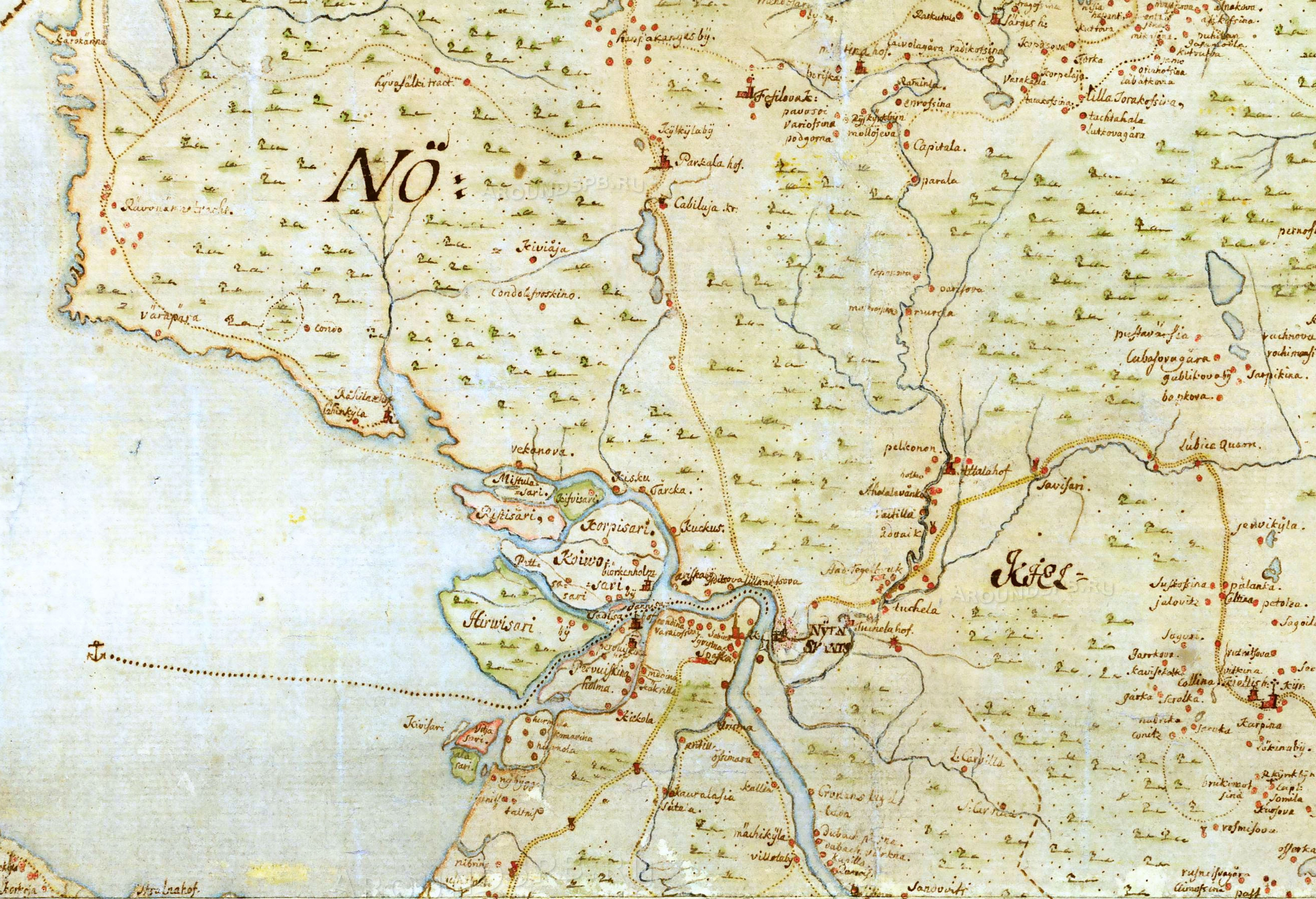
Устье Невы начала XVIII века. Фрагмент шведской «Генеральной карты провинции Ингерманландия» 1704 года

Пребывание человека на территории современного Санкт-Петербурга прослеживается со времени последнего таяния ледника, покрывавшего данную территорию. Примерно 12 тысяч лет назад лёд отступил, и вслед за ним пришли люди. В начале IX века эти земли вошли в состав Древнерусского государства, составив часть территории Великого Новгорода под названием Водская пятина, названной так по финно-угорскому народу водь, проживавшему на этих землях. Местность справа по течению Невы именовалась Карельской землёй, слева — Ижорской землёй. В VIII—XIII веках здесь проходил водный путь «из варяг в греки» из Скандинавии через Восточную Европу в Византию. В этот период Новгородская республика постоянно вела войны со шведами. 15 июля 1240 года при впадении реки Ижоры в Неву состоялось сражение между новгородским ополчением под командованием князя Александра Ярославича и шведским войском. В 1300 году шведами при впадении реки Охты в Неву была построена крепость Ландскрона, однако спустя год она была взята объединённой дружиной из новгородцев и местных карел и срыта до основания. На месте бывшей крепости долгое время существовало новгородское торжище «Невское устье», то есть рынок. В XV веке Ижорская земля в составе Новгородской республики была присоединена к Великому Московскому княжеству. В результате поражения в войне со Швецией по Столбовскому миру 1617 года территории по реке Неве вошли в состав Шведской Ингерманландии, торговым и административным центром которой стал город Ниен около крепости Ниеншанц, построенной в 1611 году на месте Ландскроны.

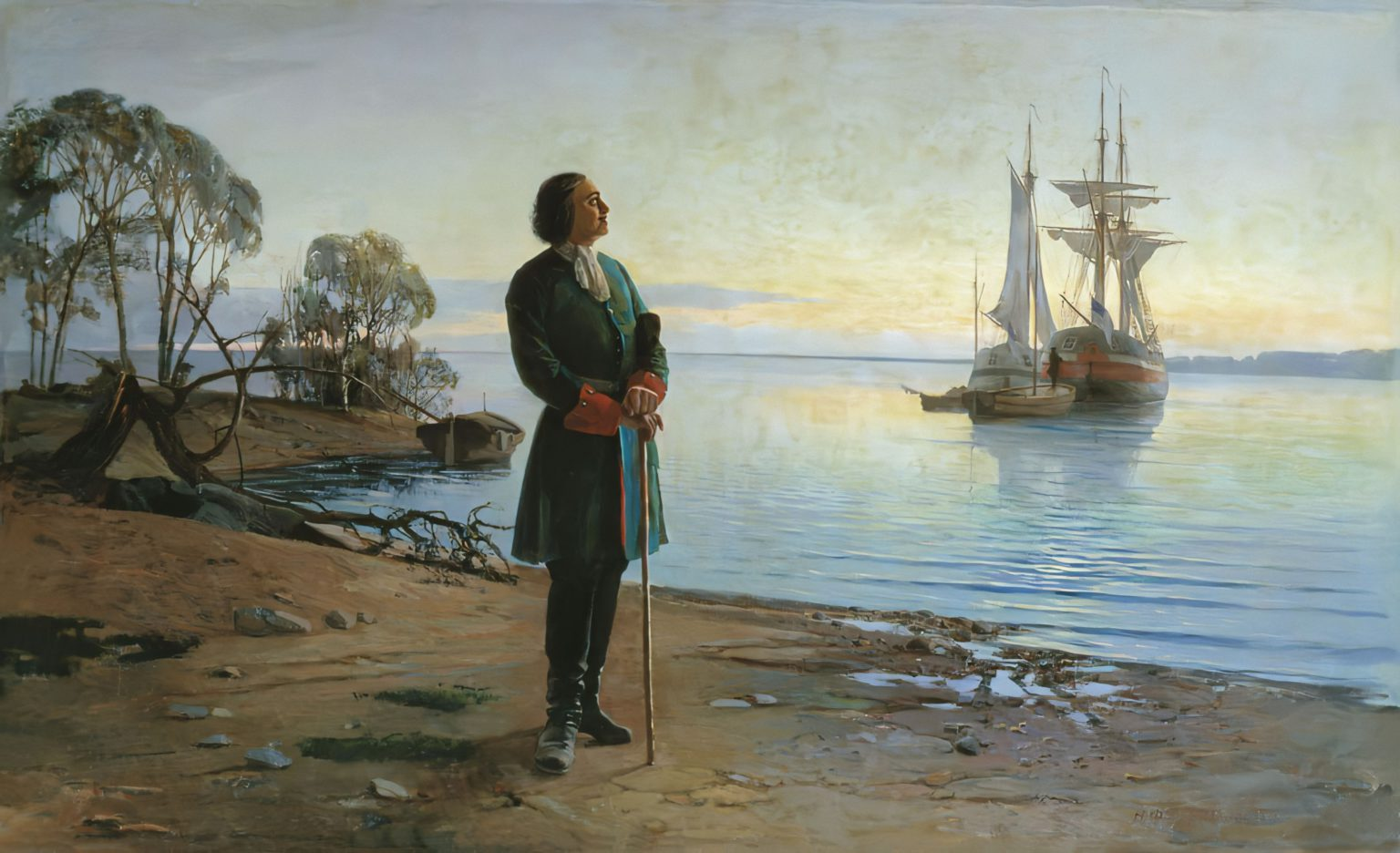
Здесь будет город заложен. 1880 год. Николай Добровольский

В 1656 году, во время русско-шведской войны, Ниеншанц был взят и разрушен русскими войсками, однако по условиям Кардисского мира 1661 года эти земли остались в составе Швеции. Вскоре город Ниен с крепостью Ниеншанц были восстановлены и просуществовали до начала Северной войны 1700—1721 годов.
В результате Северной войны долина реки Невы была отвоёвана у Швеции и вошла в состав Российской империи по Ништадтскому мирному договору от 30 августа (10 сентября) 1721 года. 16 (27) мая 1703 года в устье Невы, неподалёку от Ниена был заложен город Санкт-Петербург. Этим днём датируется закладка царём Петром I Петропавловской крепости, первого сооружения города, на Заячьем острове. Она огнём орудий должна была перекрывать фарватеры двух крупнейших рукавов дельты реки: Невы и Большой Невки. В 1704 году для защиты морских рубежей России на острове Финского залива Котлин была основана крепость Кронштадт. Новому городу Пётр I придавал важное стратегическое значение в обеспечении водного пути из России в Западную Европу.
В первой четверти XVIII века название писалось как Сан(к)т-Питер-Бурх. При появлении города специального акта, определяющего название города, принято не было, однако в письмах Петра I и официальной газете «Ведомости» практически всегда упоминается название «Сан(к)т-Питер-Бурх» в соответствии с голландским вариантом (нидерл. Sankt Pieter Burch — «Город Святого Петра»). Написание «Санкт-Петербург» впервые зафиксировано в газете «Ведомости» в июле 1724 года.
С началом строительства Санкт-Петербурга по всей России было запрещено строительство каменных строений, и все каменщики направлялись на строительство нового города. Царём Петром приближённым, а также зажиточным людям раздавались земельные участки под обязательство строить на них здания следующих размеров: дворяне, имевшие от 700 до 1000 дворовых, должны были строить дома с размером по фасаду не менее 10 сажен (21, 3 м); владельцы 500—700 дворов строили дома на восемь сажен (17,1 м), владельцы 100—300 дворов могли строить мазанки или деревянные дома любых размеров. В первые десять лет существования главной частью был Городской остров (современный Петроградский остров), здесь находились Гостиный двор, Троицкая церковь, множество служебных зданий, ремесленные слободы и воинские части. Первым промышленным предприятием стала Адмиралтейская верфь, открытая в 1705 году на Адмиралтейской стороне (левый берег Невы), где в дальнейшем были построены Галерная верфь, Зимний и Летний дворцы Петра I с Летним садом. В 1706 году в Петербурге открыт Адмиралтейский госпиталь.
В 1712 году Пётр I издал указ о создании Генерального плана Санкт-Петербурга. С этого времени начали активно застраиваться Васильевский остров, избранный центром города, Выборгская сторона, развёрнуто строительство пригородных дворцов Петергофа, Екатерингофа, Ораниенбаума. С 1713 года все лица, служащие царскому двору, должны были селиться в новой столице. В 1713 году в Санкт-Петербург переехал Правительствующий сенат и город стал столицей Российской империи; с этого момента из документов исчезает фраза «Государь находится в походе», указывающая на то, что царь находится вне стен московского Кремля. 17 марта 1719 года в Санкт-Петербурге была открыта инженерная школа (по решению Петра I в 1723 году инженерные классы Московской школы пушкарского приказа были переведены в Петербург вместе со всеми преподавателями). В 1724 году из Москвы был переведён Монетный двор, в Трубецкой бастион Петропавловской крепости. К 1725 году построены Смольный двор, Литейный двор, водяные пильные мельницы, кирпичные, восковой, пороховые, оружейный, шпалерный, кожевенный и другие заводы, пищевые предприятия. В том же году была основана Петербургская академия наук, где с 1728 года стала выходить первая русская газета «Санкт-Петербургские ведомости».

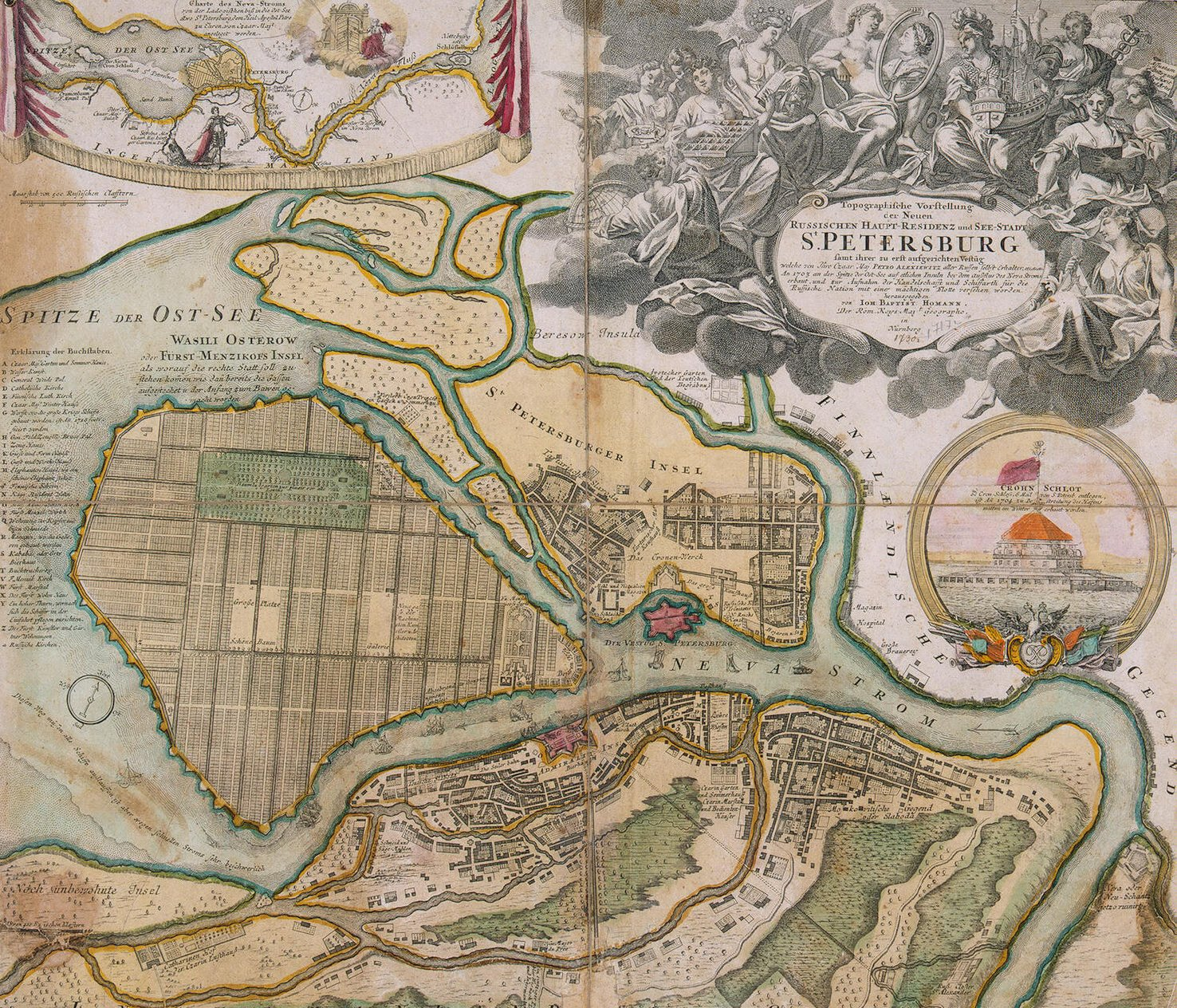
Генеральный план 1716–1717 годов, Доменико Трезини, 1716 г.
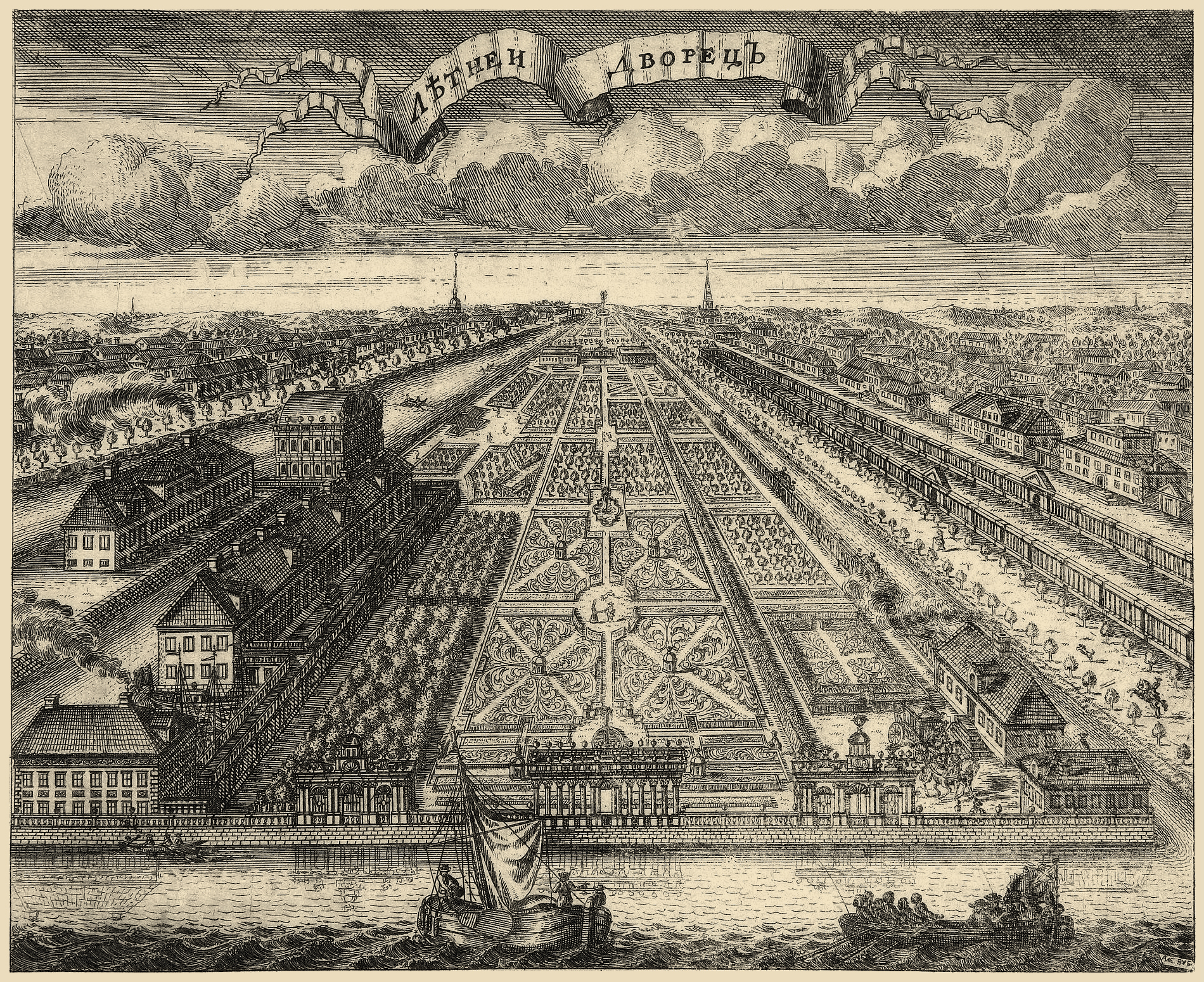
Летний сад в 1716 году.
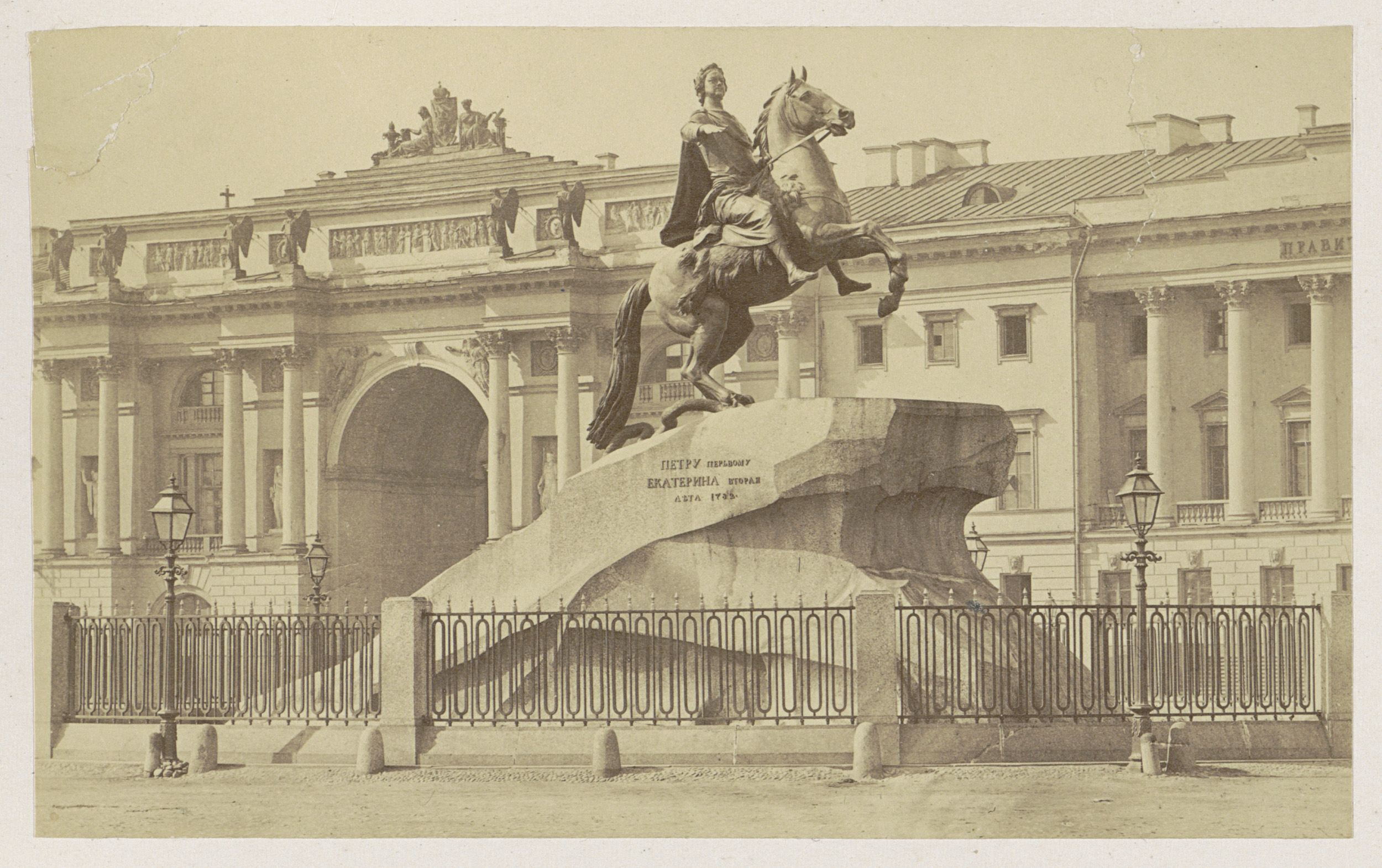
Пётр I (Медный всадник)
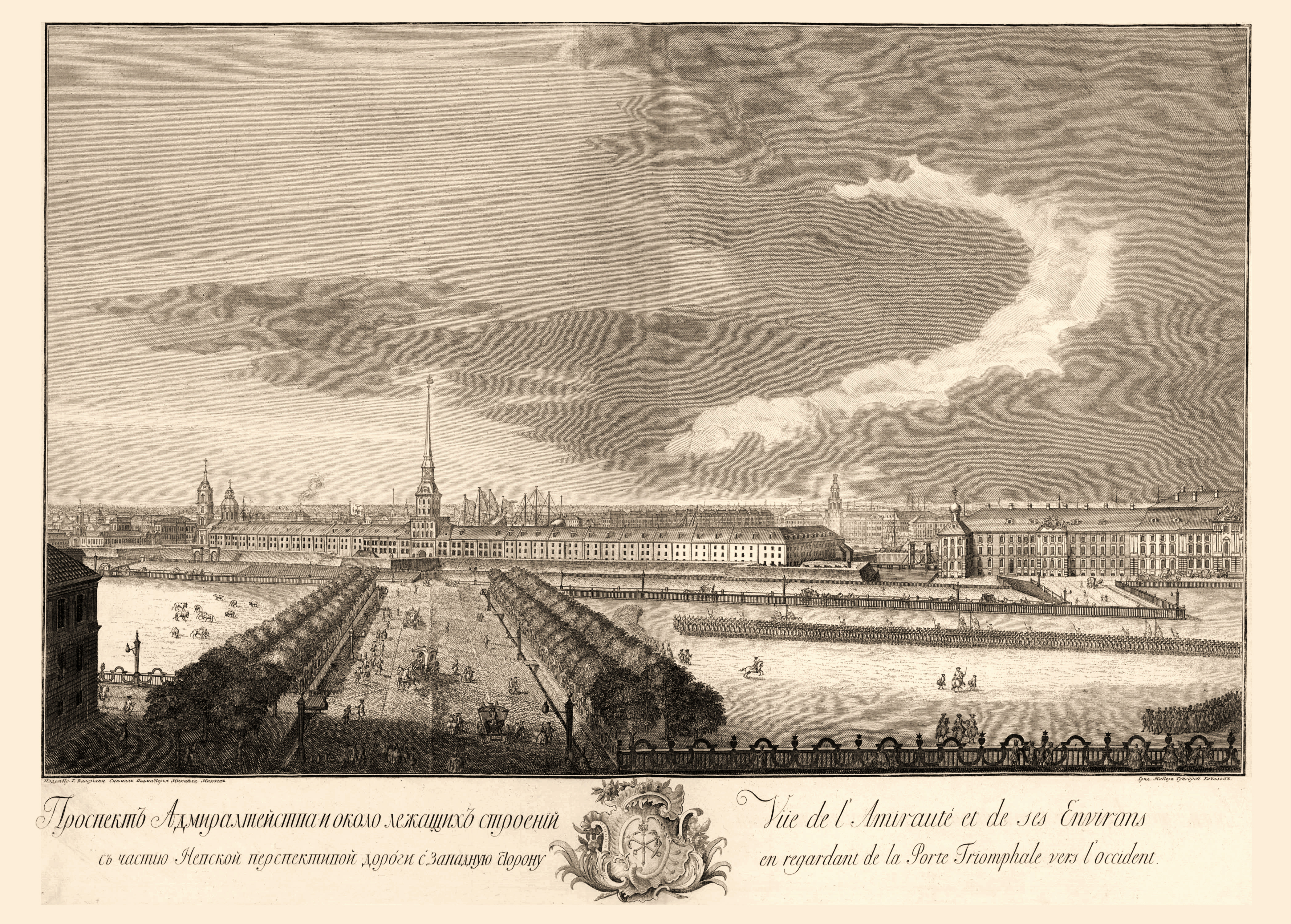
Проспект Адмиралтейства и окололежащих строений, 1753 г.
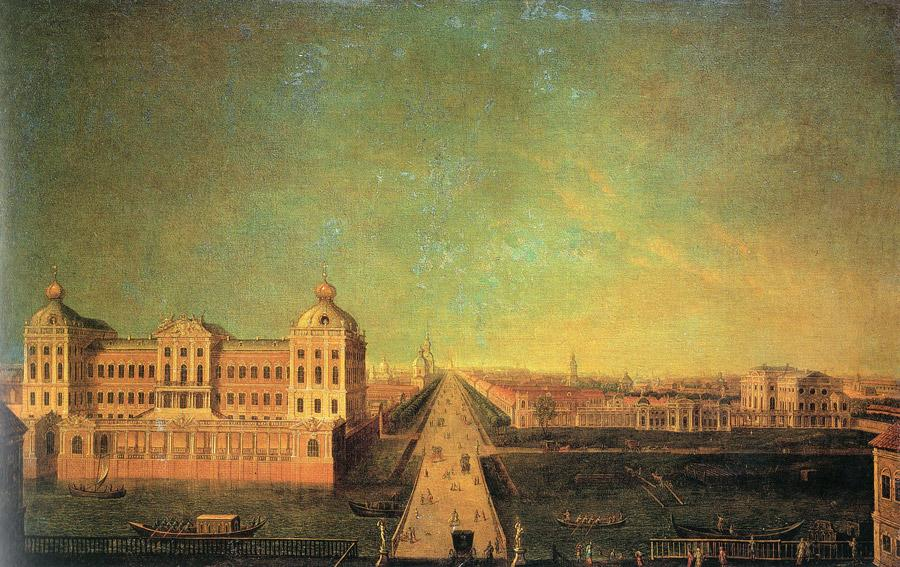
Аничков дворец, усадьба И.И. Шувалов, 2-я половина XVIII века

Пожары и наводнения привели к середине XVIII века многие здания, построенные в петровское время, в ветхое состояние, а некоторые были уничтожены. Так, летом 1736 и 1737 годов произошли два пожара, выгорела вся деревянная Морская слобода и значительная часть Адмиралтейского острова. В 1737 году указом императрицы Анны Иоанновны создаётся комиссия о Санкт-Петербургском строении (возглавлял комиссию П. М. Еропкин). По этому плану утверждалась идея трёхлучевого развития Петербурга от Адмиралтейства, становившегося композиционным центром, а роль главной магистрали отводилась Невскому проспекту. Санкт-Петербург стал одним из крупнейших научных центров России. Создан целый ряд учебных заведений: Смольный институт благородных девиц, Императорская Академия художеств, Горное училище, Главное народное училище по подготовке учителей и другие. 30 августа (10 сентября) 1756 года издан указ о создании первого в стране государственного театра. В 1762 году на смену предыдущей комиссии пришла комиссия о каменном строении Санкт-Петербурга и Москвы, которая регулировала застройку набережных малых рек и каналов, формирование архитектурных ансамблей центральных площадей. Началось строительство гранитных набережных Невы, Фонтанки, а затем других рек и каналов центра города. К концу XVIII века население города составило 220 тысяч человек и обогнало по численности Москву, в нём действовало более 60 православных и 15 иноверческих церквей. По данным на 1780 год, насчитывалось более 1200 улиц и переулков, 3,3 тысячи домов, вся центральная часть полностью была замощена булыжником и покрыта поперечными досками. После 1785 года создан орган, «заведующий делами всесословного городского населения и образующийся путём всесословных выборов» — городская дума.

### Петербург в XIX веке

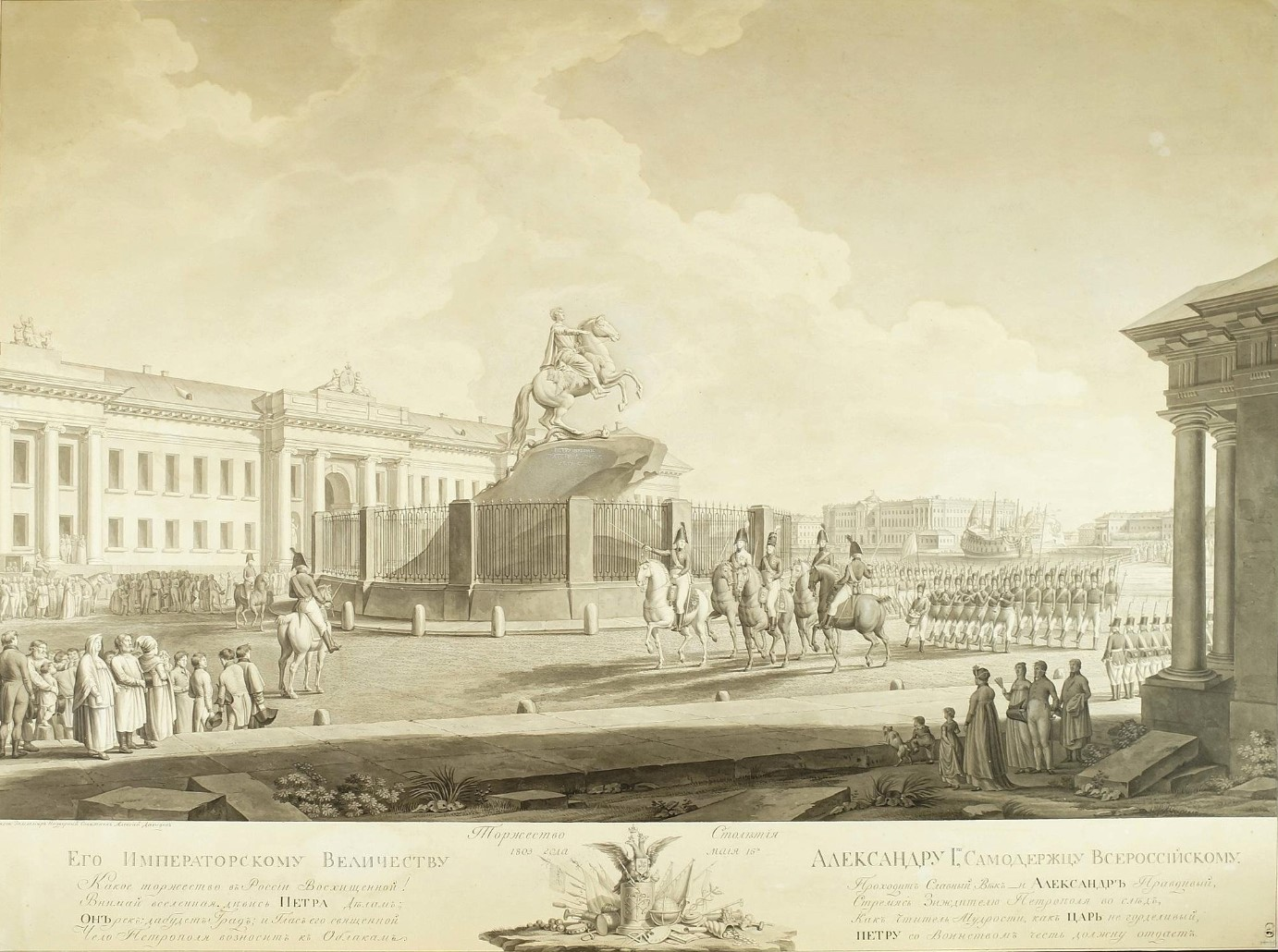
СПб. Торжество 100-летия города у памятника Петру I. Рис.1803 г.

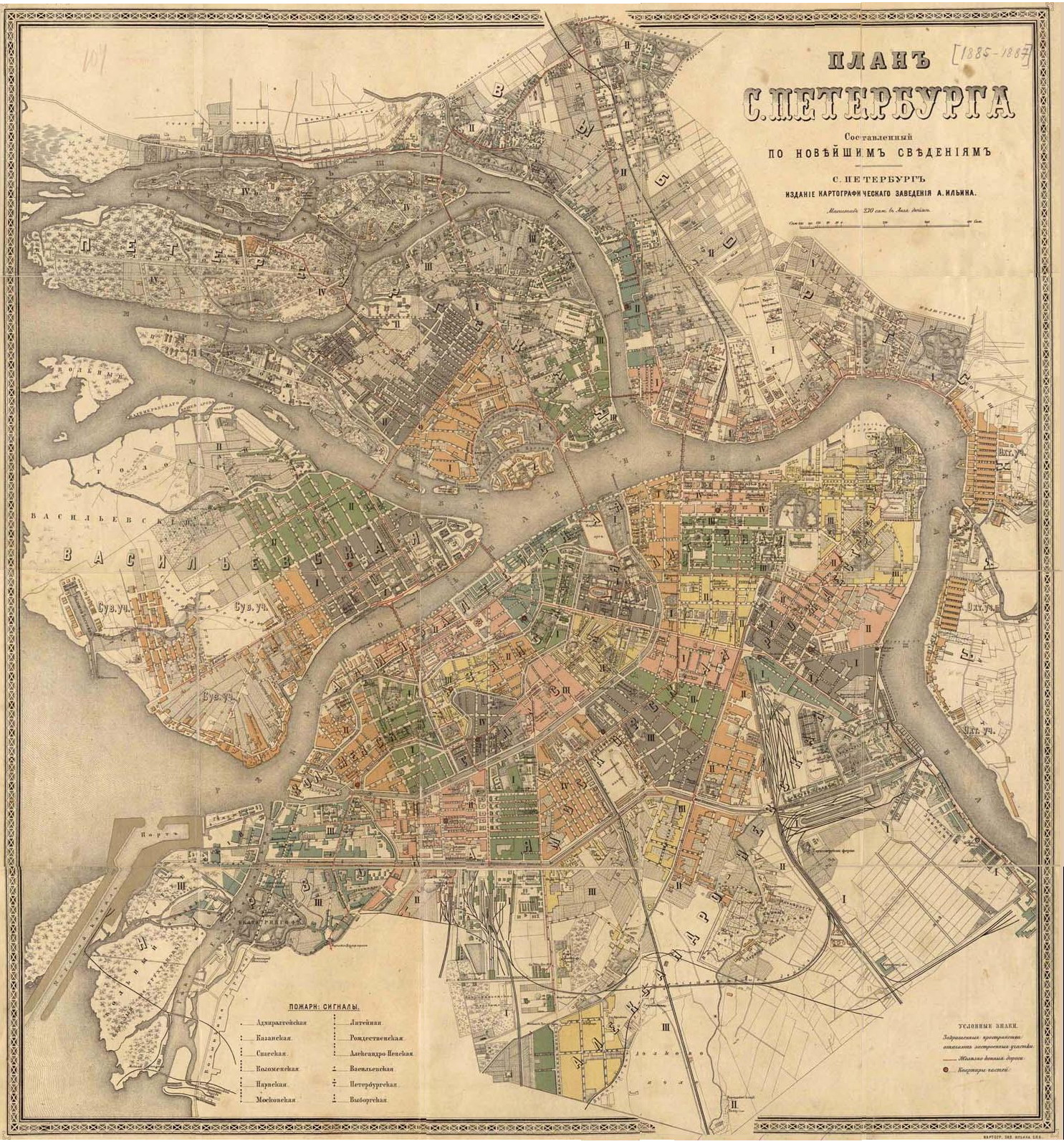
План Санкт-Петербурга с сетью конки. 1887 г.

В 1809 году открыт Институт корпуса инженеров путей сообщения, в 1810 году рождено высшее инженерное образование, в основанном в 1806 году Главном инженерном училище, в 1811 году основан Царскосельский лицей. 7 (19) ноября 1824 года произошло самое значительное и разрушительное наводнение за всю историю Санкт-Петербурга, вода поднялась на 421 см выше ординара. В результате погибло по различным подсчётам от 400 до 4000 человек, материальный ущерб оценивался многими миллионами рублей. 14 (26) декабря 1825 года на Сенатской площади совершена неудачная попытка государственного переворота, целью которого было упразднение самодержавия. В первой половине XIX века закончено оформление архитектурных ансамблей Дворцовой, Сенатской, Александринской, Михайловской площадей, Стрелки Васильевского острова. Над их созданием, а также над другими архитектурными памятниками трудились К. И. Росси (Аничков дворец (реконструкция), Елагин дворец, здание Сената и Синода, Михайловский дворец, здание Александринского театра), Дж. Кваренги (Смольный институт), А. Д. Захаров (проект застройки Васильевского острова 1803—1804 гг., Адмиралтейство), Ж. Тома де Томон (здание биржи с ростральными колоннами), А. Н. Воронихин (Казанский собор, дом Государственного казначейства), О. Монферран (Александровская колонна, Исаакиевский собор) и многие другие. К середине 1830-х годов в Санкт-Петербурге действовало около 300 фабрик и заводов, к середине 1870-х — 25 банков, а к концу столетия более 500 предприятий. На петербургских окраинах построены крупные заводы: Путиловский, Обуховский, Балтийский. Растут индустриальные и жилые районы на Выборгской стороне, за Нарвской, Московской, Невской заставами, формируется плотная многоэтажная застройка с многочисленными доходными домами в центре города. В 1800 году на Адмиралтейских заводах пущена первая паровая машина, в 1815 году спущен на воду первый русский пароход «Елизавета», в 1843 году на Александровском чугунолитейном заводе начат выпуск подвижного состава для железной дороги, а в 1845 году выпущен первый отечественный паровоз. В 1839 году открылась Пулковская обсерватория, в 1845 году — Русское географическое общество. Важным событием стало строительство в 1836 году первой железной дороги между Петербургом и Царским Селом, а 18 августа 1851 года из Петербурга в Москву ушёл первый поезд, вскоре сообщение между двумя городами стало регулярным. В 1837 году построен Царскосельский вокзал, в 1850-х годах — Николаевский, Варшавский, Балтийский вокзалы, а в 1870 году — Финляндский вокзал. В 1863 была запущена первая пассажирская конно-железная дорога — конка. Для водоснабжения населения с 1863 года прокладывался водопровод в центральных районах города, с 1876 года — на Васильевском острове, Петербургской и Выборгской сторонах. В 1885 году завершена постройка 32-километрового Морского канала и морского порта на Гутуевском острове. В 1882 году появилась первая городская телефонная станция, а с 1897 года на заводе Эриксона началось производство телефонных аппаратов. В Санкт-Петербурге позже, чем в других крупных городах Российской империи появился электрический трамвай — в 1907 году. К середине 1890-х годов в городе действовали свыше двадцати высших учебных заведений.

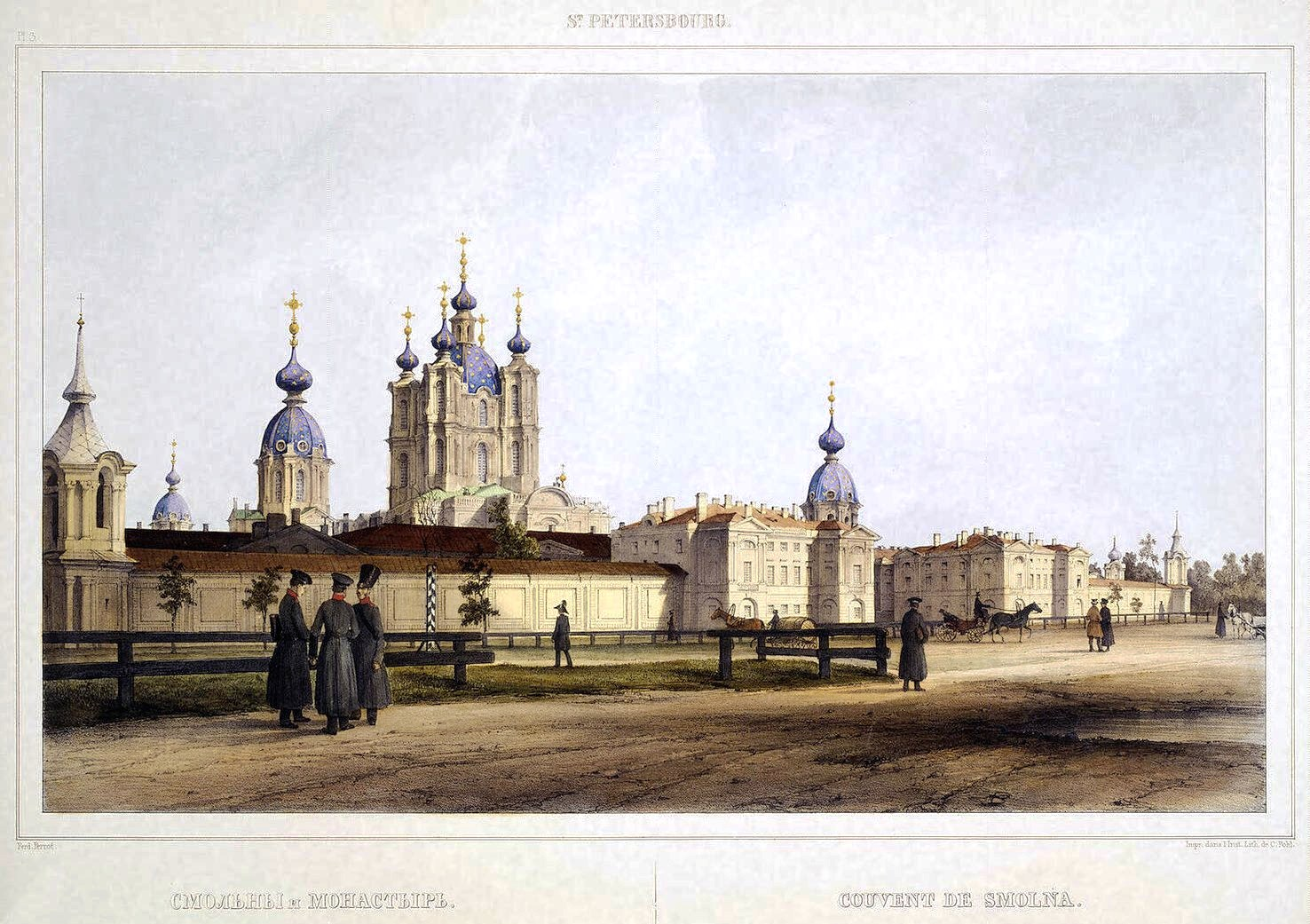
Ф.-В. Перро. Вид Смольного монастыря. 1841 год
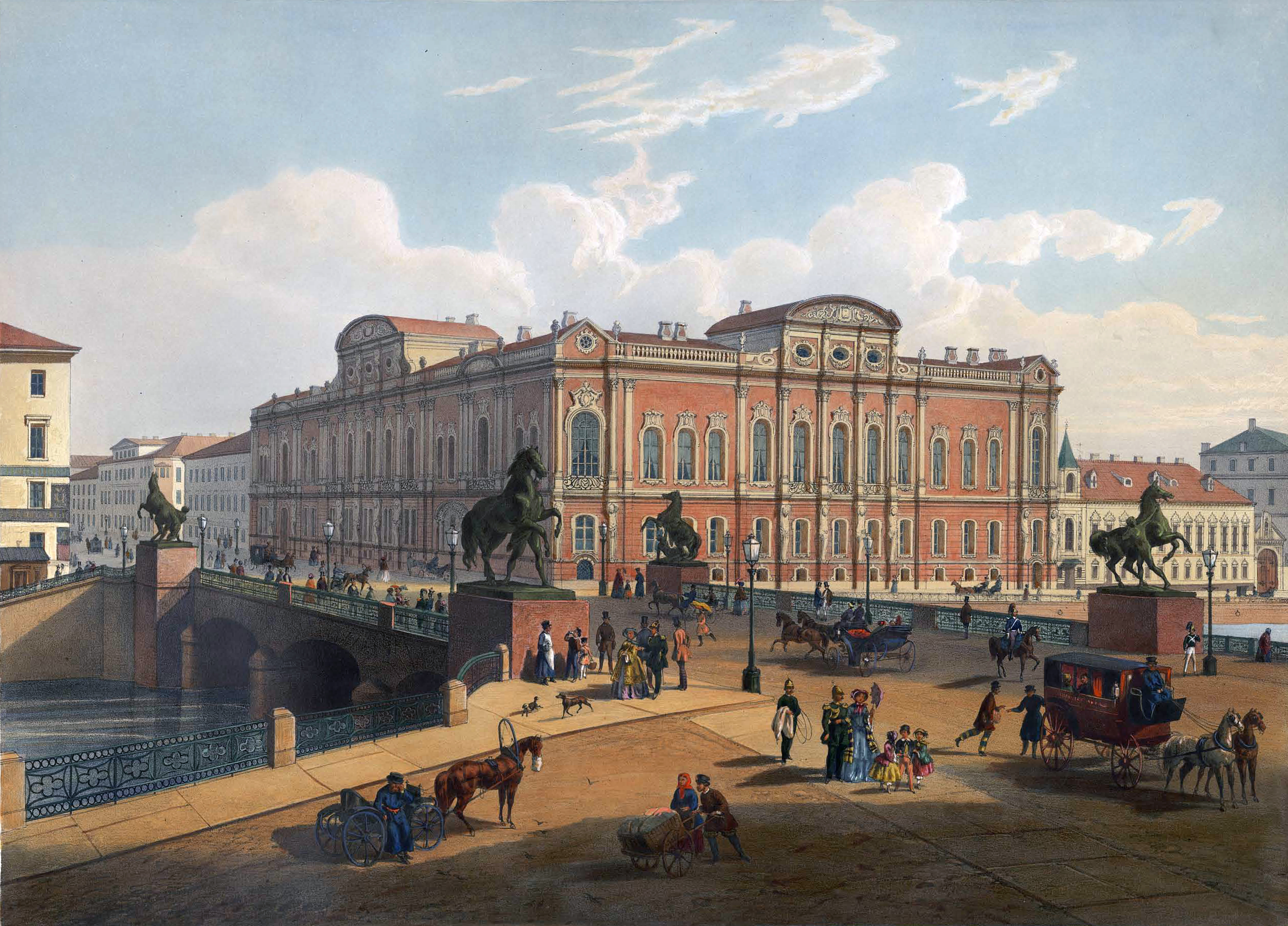
Аничков мост и дворец Белосельских-Белозерских, 1851–1860 годов, литография по рисунку И. Шарлеманя
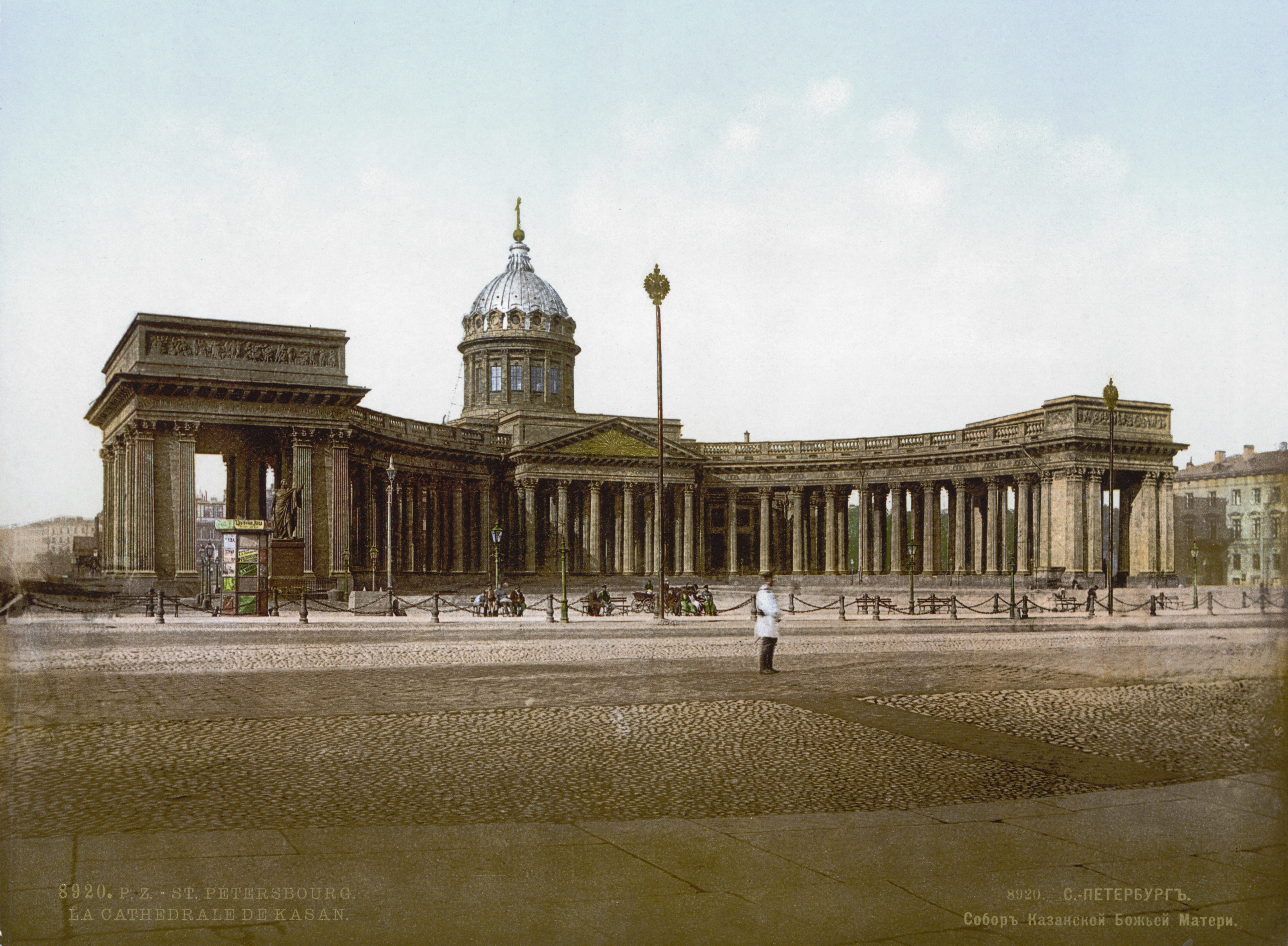
Казанский собор в конце XIX века
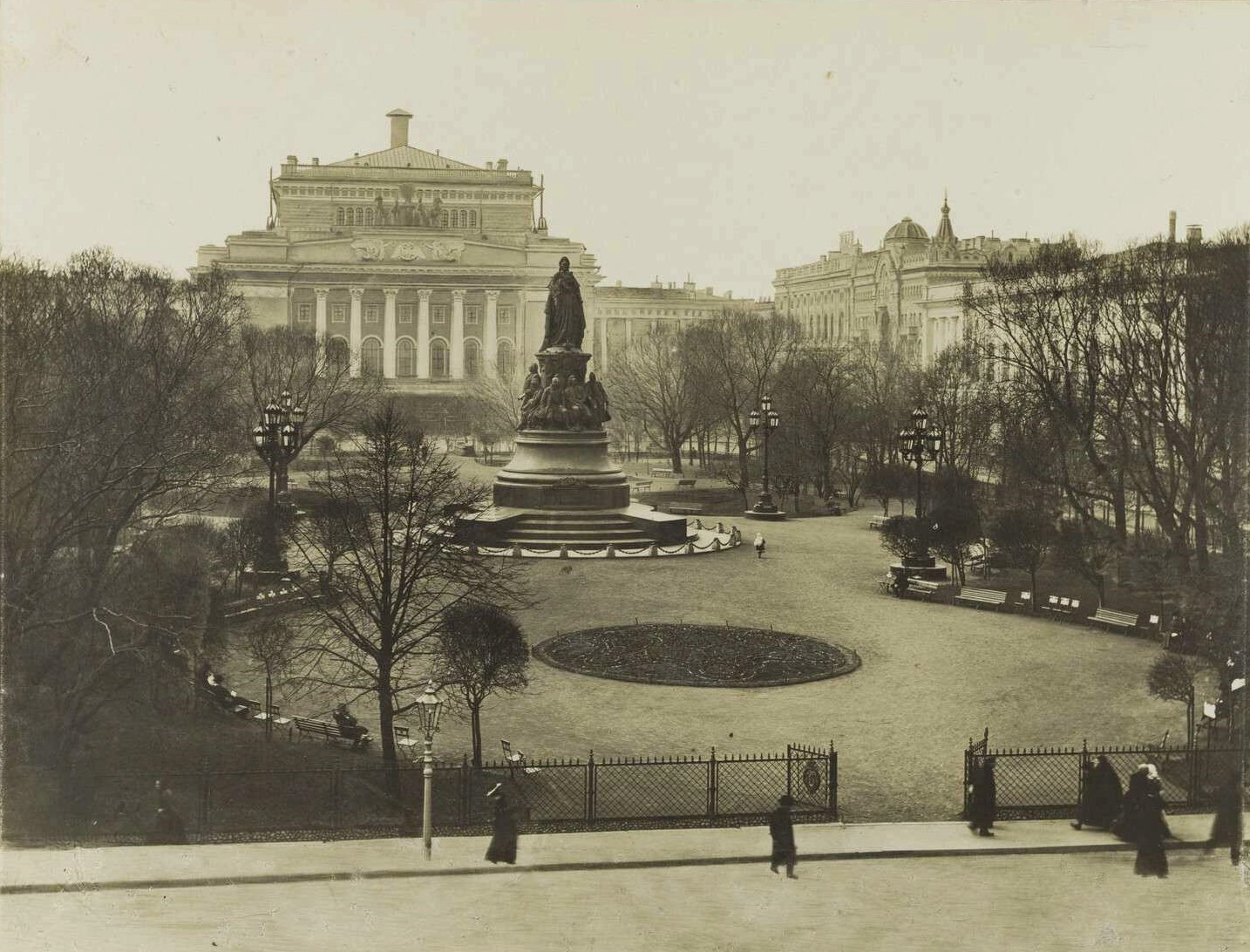
Александринский театр и памятник Екатерине II
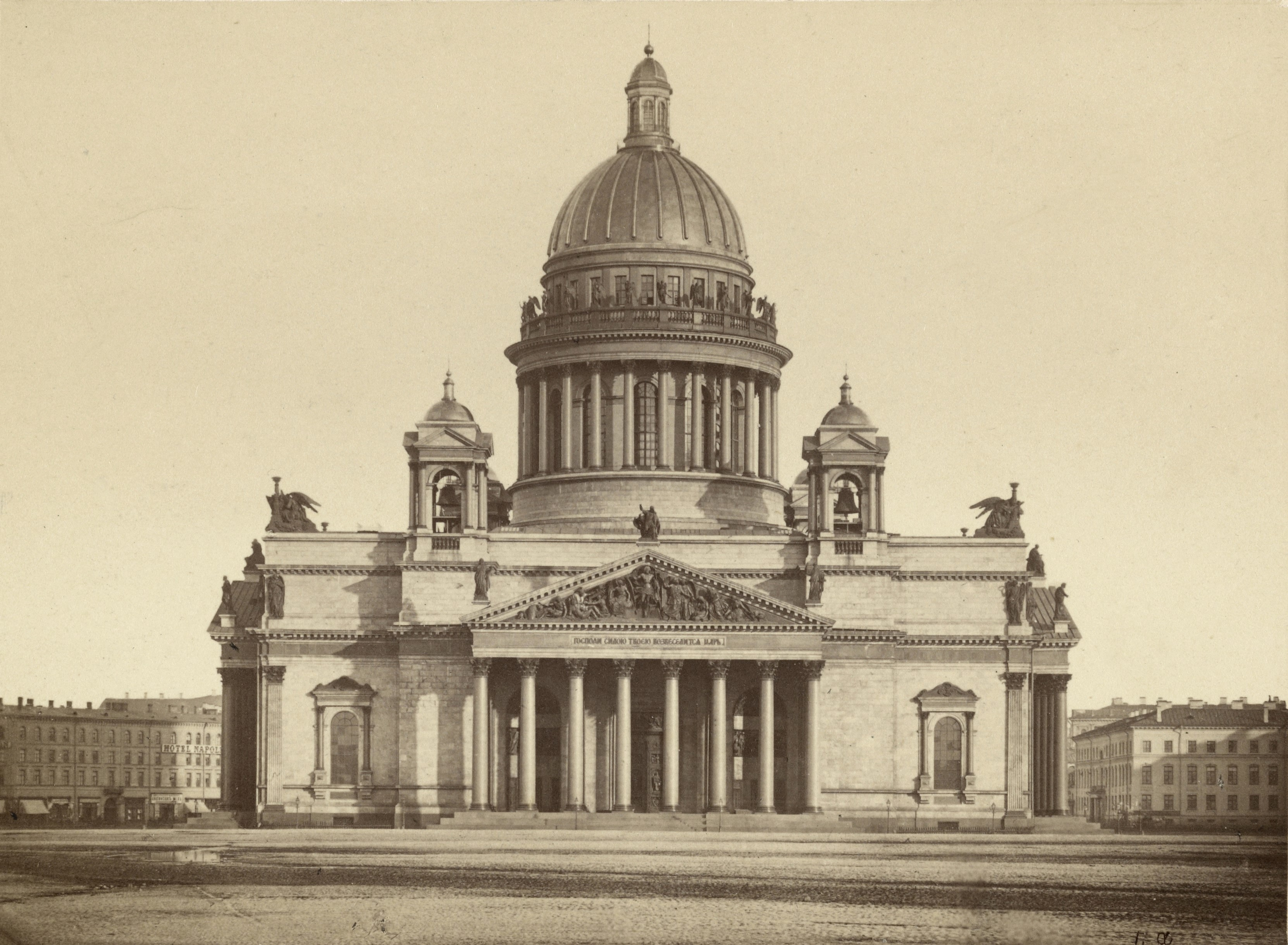
Исаакиевский собор, 1860-е годы

По результатам переписи 1897 года население города составляло 1 265 000 жителей, а к началу Первой мировой войны превысило 2 миллиона (3-е место в Европе после Лондона и Парижа). Результатом русской революции 1905—1907 годов, началом которой считается Кровавое воскресенье 9 января, стало создание первого в истории России парламента — Государственной думы. К 1913 году объём промышленного производства Петербурга достиг 632 миллионов рублей, на 1012 предприятиях было занято 242,6 тысячи человек. Столица давала 12 % индустриальной продукции России, в том числе 70 % электрических изделий, 50 % химической продукции, 25 % машин, 17 % текстиля. В городе действовало 567 банков. Энергооснащённость столичной индустрии обеспечивали 294 электроустановки и три ТЭЦ. К 1914 году в 60 высших учебных заведениях Санкт-Петербурга обучалось около 40 тысяч студентов.

### Начало XX века и переименования
Первая мировая война сильно повлияла на судьбу Санкт-Петербурга. В августе 1914 года на волне антигерманских настроений по указу Николая II город переименован в Петроград. При этом изменился смысл названия города: он стал называться не в честь святого, а в честь своего основателя. К 1917 году появились проблемы со снабжением, обычным явлением стали очереди. Волнения 23—27 февраля (12 марта) 1917 года и другие события Февральской революции завершились отречением императора Николая II, падением монархии и формированием Временного правительства. 25 октября (7 ноября) 1917 в ходе Октябрьской социалистической революции власть в городе перешла в руки большевиков, создана Российская Советская Республика со столицей в Петрограде. В ходе Гражданской войны из-за близости фронта с германской армией правительство В. И. Ленина переехало в Москву, город лишился столичного статуса 5 марта 1918 года.
26 января 1924 года, после смерти В. И. Ленина, II Всесоюзный съезд Советов СССР удовлетворил просьбу Петросовета и переименовал своим постановлением Петроград в Ленинград.

### Советский период
После революционных событий 1917—1919 годов население города сократилось, к 1920 году оно составляло лишь 722 тыс. человек. Из рабочих окраин в центральные районы было переселено около 300 тыс. человек. В 1919 году был создан совет по урегулированию плана Петрограда и его окраин. В 1923 году начинается жилищное строительство в городе (Жилмассивов). В 1930-е годы были благоустроены Елагин и Крестовский острова с выходом к Финскому заливу. 23 сентября 1924 года произошло второе по величине наводнение за всю историю города, вода поднялась на 380 см выше ординара. В 1931 году два крупнейших города РСФСР — Москва (16 июня) и Ленинград (3 декабря) были выделены в отдельные административные единицы — города республиканского подчинения РСФСР. В 1933 году на западной оконечности Крестовского острова началось сооружение стадиона имени С. М. Кирова. В 1935—1937 годах разработан первый генеральный план Ленинграда, предусматривавший развитие в южном направлении с границами в районе Пулковских высот. Центром должна была стать площадь на пересечении Международного проспекта и Центральной дуговой магистрали (теперь Московская площадь) с Домом Советов и другими административными зданиями. К 1939 году разработан новый вариант генерального плана, который так и не был утверждён, но в соответствии с ним началось строительство жилых кварталов на Малой Охте, Ивановской улице, в Автове и на Международном проспекте. По всему городу построены дворцы культуры, к середине 1930 годов они имелись во всех промышленных районах. В 1932 году был открыт первый ленинградский аэропорт Пулково. 1 декабря 1934 года жертвой убийства стал первый секретарь Ленинградского обкома и горкома ВКП(б), член Политбюро ЦК ВКП(б) С. М. Киров. Это событие положит начало «Кировскому потоку» и Большому террору, на смену ему приходит А. А. Жданов.
Героизм и стойкость ленинградцев проявились во время Великой Отечественной войны. 8 сентября 1941 года противник вышел к Ладожскому озеру, захватил Шлиссельбург, взяв под контроль исток Невы, и блокировал Ленинград с суши. Этот день принято считать началом блокады города войсками гитлеровской Германии с юга и Финляндии с севера. Почти 900 дней и ночей в условиях полной блокады жители не только удержали город, но и оказали огромную помощь фронту. За годы блокады погибло, по разным данным, от 600 тысяч до 1,5 миллиона человек. Так, на Нюрнбергском процессе фигурировало число 632 тысячи человек. Только 3 % из них погибли от бомбёжек и артобстрелов; остальные 97 % умерли от голода. С другой стороны, в энциклопедии «Великая Отечественная война 1941—1945 годов», вышедшей в свет в военном издательстве Министерства обороны РФ в 2011—2015 гг., эти цифры признаны существенно заниженными, поскольку были «не учтены неопознанные блокадники, погибшие в черте города, и ленинградцы, умершие от голода в процессе эвакуации». В результате встречного наступления Ленинградского и Волховского фронтов 18 января 1943 года блокадное кольцо было прорвано, но только 27 января 1944 года блокада была полностью снята. После её снятия в Ленинграде осталось лишь 560 тысяч жителей.
Сразу после этих событий началось восстановление города. В сентябре 1945 года начался учебный год и открылся концертный сезон в Большом зале Филармонии. В 1950 году вступил в строй стадион имени Кирова. В 1951 году принят новый генеральный план развития Ленинграда, по которому предлагалось развивать территорию города вокруг исторического центра во всех направлениях приблизительно в равной мере. В 1950-х годах создавались новые архитектурные ансамбли: площади Ленина, площади Калинина, Комсомольской площади; законченный архитектурный облик обрели Московский проспект, проспект Энгельса, проспект Стачек, Среднеохтинский проспект, Приморский проспект. В 1951 году запущен первый аэровокзал в Пулкове (в 1973 году построено новое здание). 15 ноября 1955 года сдана в эксплуатацию первая очередь ленинградского метрополитена. В 1957 году возобновлена традиция полуденного выстрела пушки с Нарышкина бастиона Петропавловской крепости (прерванная в 1934 году), а на Марсовом поле зажжён первый в стране официальный Вечный огонь. В этом же году с верфей Судостроительного завода имени А. Марти спущен на воду первый в мире атомный ледокол «Ленин», а в 1962 году на Кировском заводе начат выпуск тракторов «Кировец». В 1960 году открыт Мемориал жертв блокады на Пискарёвском кладбище и закончено строительство нового здания Финляндского вокзала. В 1962 году на Аптекарском острове возведена 316-метровая телебашня и построен новый телецентр. С постройкой в начале 1960-х годов нескольких крупных домостроительных комбинатов началась массовая застройка города домами-хрущёвками, а с 1970-х годов «домами-кораблями». 6 мая 1965 года городу Ленинграду присвоено звание Город-Герой (впервые так назван в приказе Верховного Главнокомандующего Вооружёнными Силами СССР И. В. Сталина от 1 мая 1945 года). В 1966 году одобрен последний советский генеральный план Ленинграда. В соответствии с ним в 1960-х годах началась массовая застройка западной части Васильевского острова на намывных территориях, вдоль Новоизмайловского проспекта, проспекта Юрия Гагарина, проспекта Космонавтов. Новыми крупными жилыми районами становятся Купчино, Автово, Ульянка, Дачное, Гражданка, Полюстрово, Охта. К юбилею Октября, в 1967 году построены дворец спорта «Юбилейный» и Большой концертный зал «Октябрьский». В 1970-х годах застраивались Урицк, Сосновая Поляна, Весёлый Посёлок, район севернее Муринского ручья, территория бывшего Комендантского аэродрома, южная часть Купчино, Шувалово и Озерки, Юго-Запад, Ржевка и Пороховые. В 1979 году в Финском заливе начато строительство дамбы, которая защитила город от наводнений. В 1982 году в Гавани на Васильевском острове построен Морской вокзал. В 1988 году родился 5-миллионный житель Ленинграда. В 1990 году исторический центр города внесён в список объектов Всемирного наследия ЮНЕСКО.

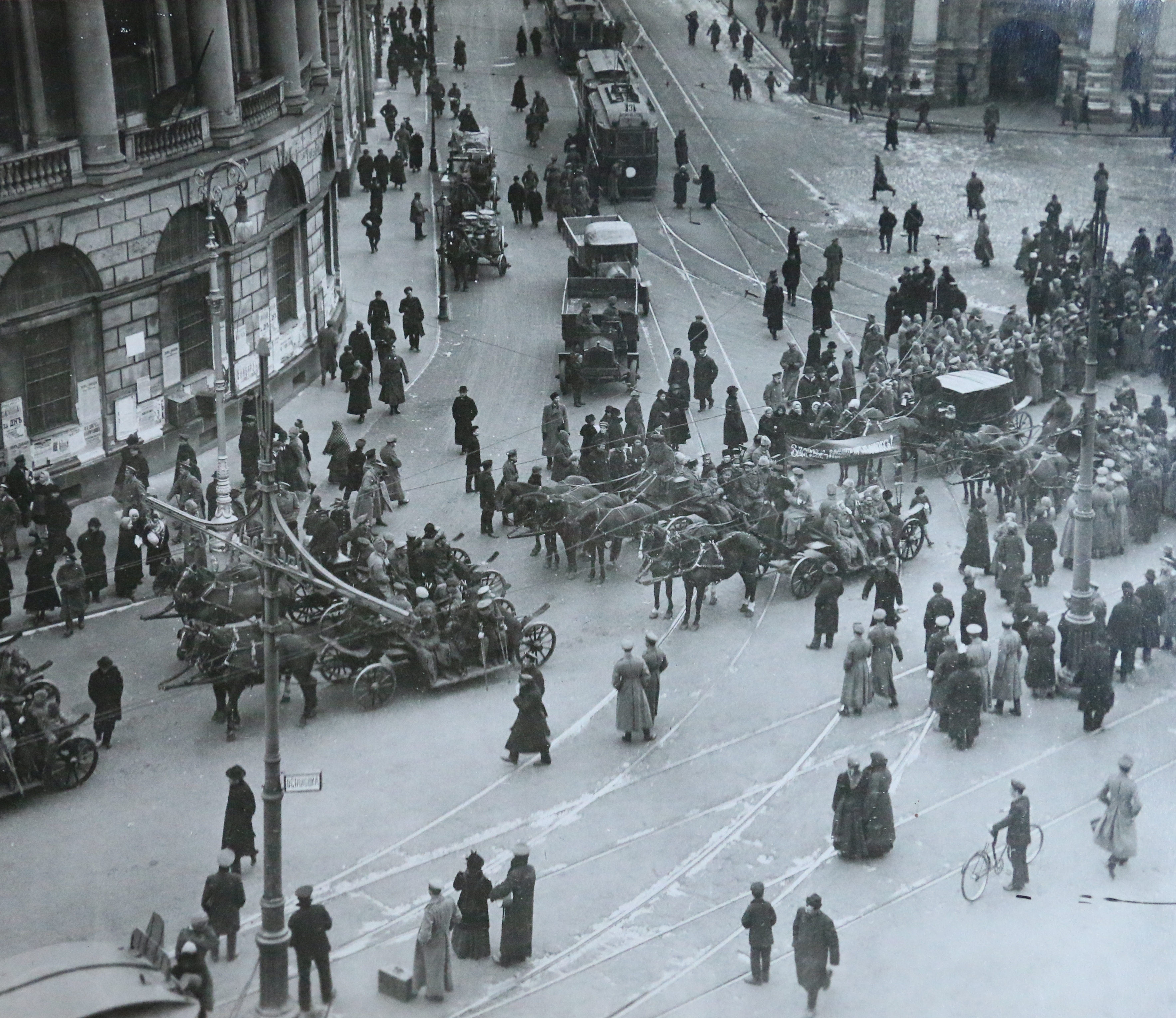
Петроград, Угол Невского проспекта и Садовой улицы. Демонстрация, апрель 1917 г.
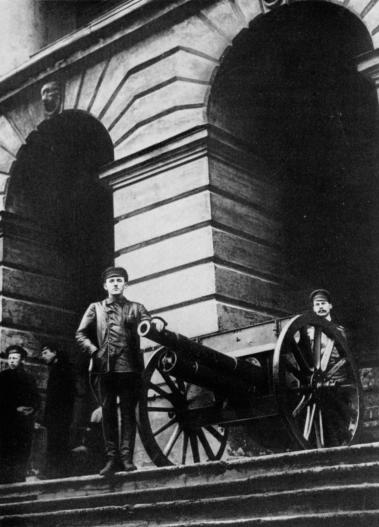
У здания Смольного института Февраль 1918 года
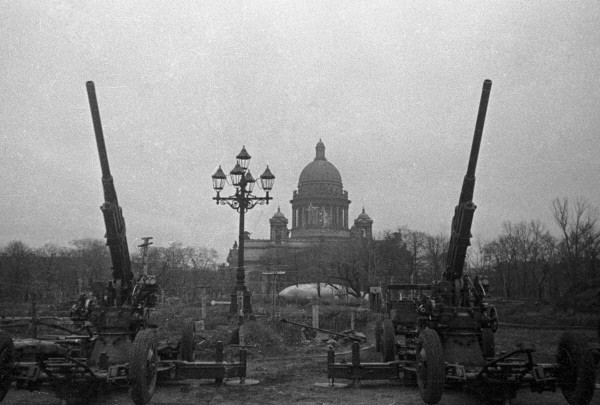
Зенитчики на страже ленинградского неба. Октябрь 1941 года
Храм Спаса на Крови Июнь 1973 года
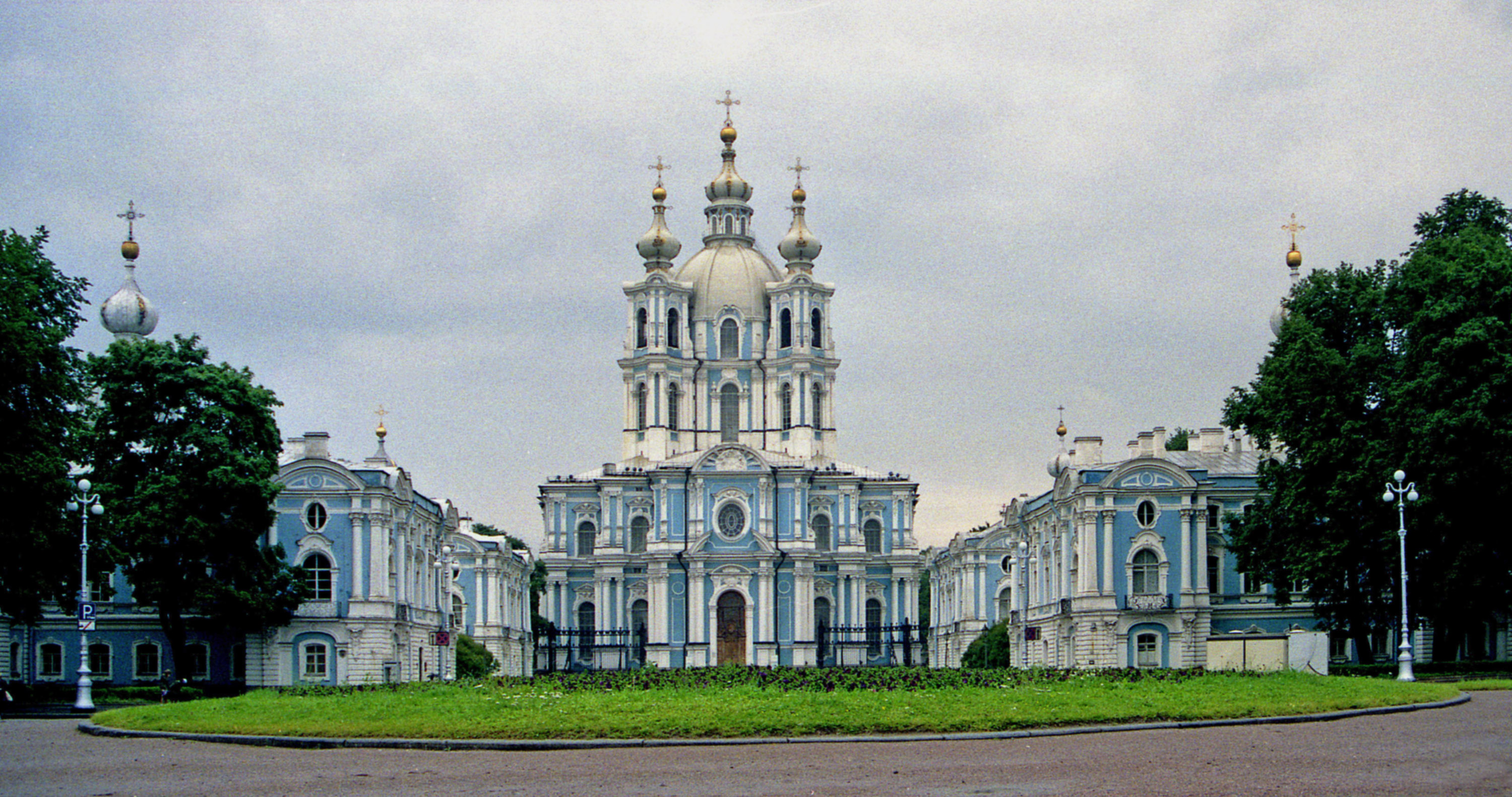
Смольный собор. 1991 год

### Постсоветский период
В 1991 году, по результатам референдума, 54 % горожан высказались за возвращение первоначального названия города Санкт-Петербург. 6 сентября 1991 года указом Президиума Верховного Совета РСФСР оно было возвращено, а 21 апреля 1992 года внесено в Конституцию РСФСР Съездом народных депутатов Российской Федерации. 25 декабря 1993 года вступила в силу принятая на всенародном голосовании Конституция РФ, которая подтвердила наименование Санкт-Петербург. 12 июня 1991 года Анатолий Собчак был избран мэром города, 13 марта 1996 года исполнительная власть была передана администрации Санкт-Петербурга, которая формируется губернатором Санкт-Петербурга, должность мэра была упразднена.
В 1993 году в рамках Всероссийского референдума 25 апреля в Санкт-Петербурге был поставлен дополнительный вопрос о его республиканском статусе, за что проголосовало 75 % жителей — однако республиканский статус Санкт-Петербург так и не получил.
Важным событием стали Игры доброй воли 1994 года. В результате аварии 1995 года на участке метрополитена между станциями «Лесная» и «Площадь Мужества» было прекращено движение поездов (возобновлено в 2004 году). В 1991—2007 годах было установлено множество памятников, отреставрированы и восстановлены Константиновский дворец, Храм Спаса на Крови и многие другие. Впервые 25 мая 1991 года, после долгого перерыва, церковная служба прошла в Казанском соборе. В 2000 году был построен Ледовый дворец, в котором в тот же год прошёл чемпионат мира по хоккею. В 1998—2011 годах построена кольцевая автомобильная дорога вокруг Санкт-Петербурга. 27 мая — 1 июня 2003 года было пышно отпраздновано 300-летие Санкт-Петербурга. 15 декабря 2004 года открыт Большой Обуховский мост (известный как «Вантовый мост»). В 2005 году Законодательным собранием города был принят новый генеральный план Санкт-Петербурга, определивший будущее развитие города до 2025 года.

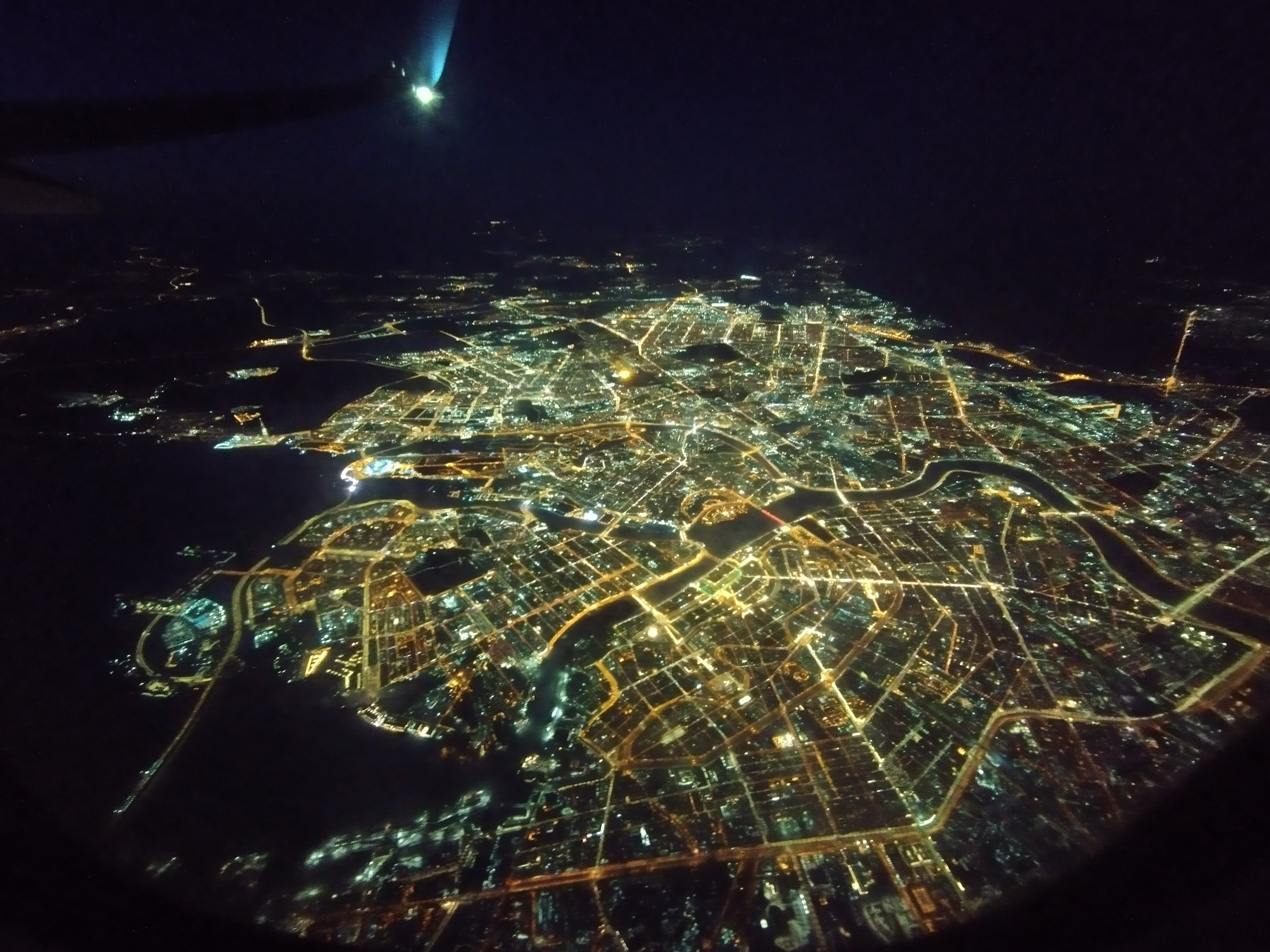
Центр и север Санкт-Петербурга зимней ночью, февраль 2024 года

С 1997 года проводится ежегодный экономический саммит Петербургский международный экономический форум, важное международное экономическое и политическое мероприятие, получившее неофициальное название «Русский Давос». В 2006 году форум поменял формат, став мероприятием с участием руководителей крупнейших российских и иностранных компаний, глав государств и политических лидеров, председателей правительства, вице-премьеров, министров, губернаторов (в 2017 году: более 14 тысяч человек из более чем 143 стран). С 15 по 17 июля 2006 года в Константиновском дворце в Стрельне состоялся саммит «большой восьмёрки». 31 августа 2011 года губернатором Санкт-Петербурга был назначен Георгий Полтавченко. 8 сентября 2019 года губернатором избран Александр Беглов (временно исполняющим обязанности с 3 октября 2018 года).
В 2017 году на стадионе «Крестовский» проводились футбольные матчи группового этапа и финал кубка конфедераций ФИФА. В 2018 году город принял матчи чемпионата мира по футболу 2018 года. Здесь сыграны матчи группового этапа, ⅛ финала, полуфинал и матч за третье место. Все игры проведены на стадионе на Крестовском острове.
С 2017 года в соответствии с указом Президента России в Санкт-Петербурге восстановлена традиция проведения в День Военно-Морского Флота Главного военно-морского парада на Неве. 25 июля 2021 года в очередном параде приняли участие 39 кораблей, 7 подводных лодок, 48 воздушных судов и свыше 4 тысяч военнослужащих.
В 2021 году город принял матчи Чемпионата Европы по футболу 2020 года. Здесь были сыграны матчи группового этапа и один матч ¼ финала. Все матчи проведены на Газпром Арене.

### Этимология

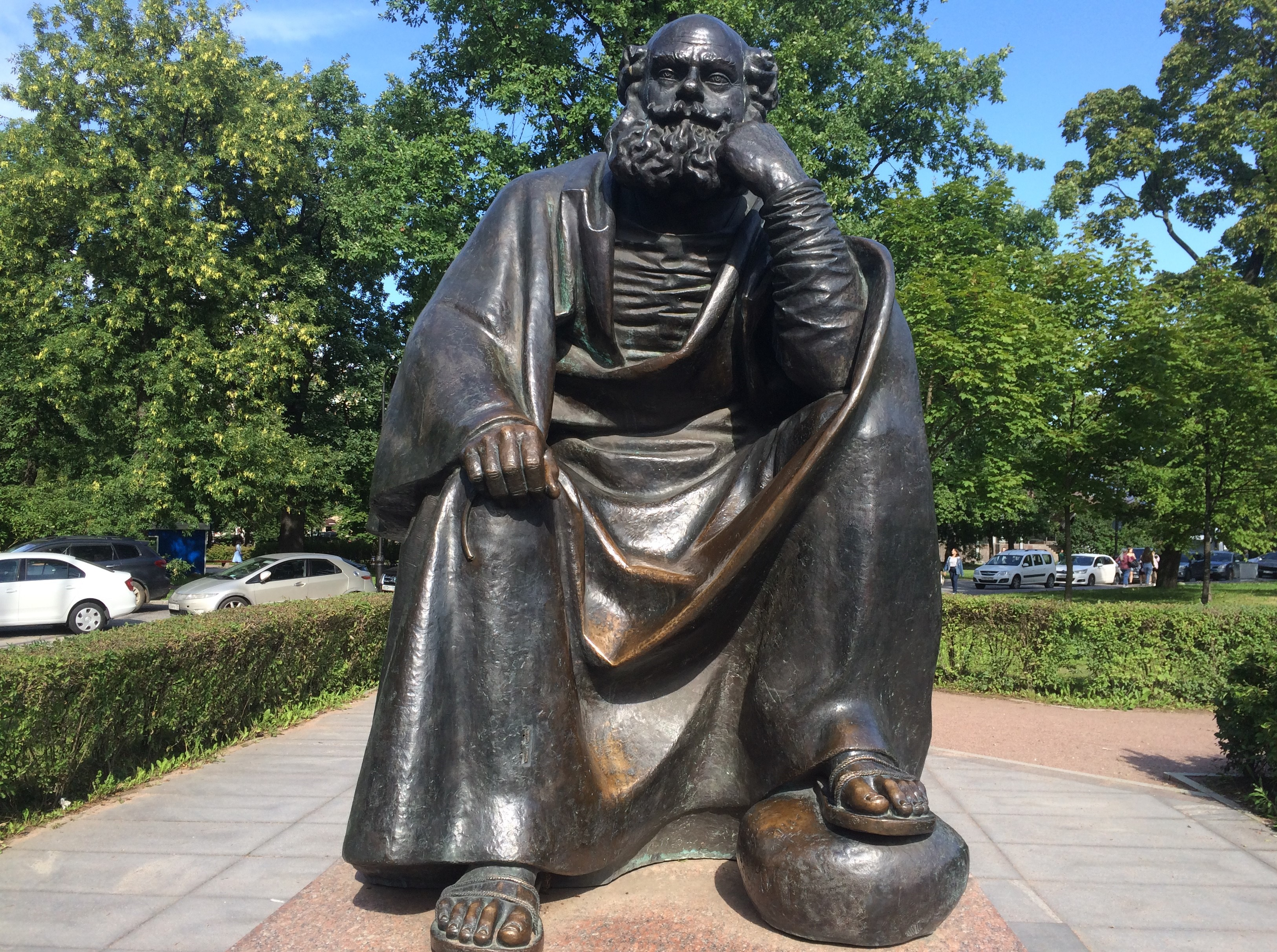
Памятник апостолу Петру, Александровский парк, Санкт-Петербург, скульптор Михаил Дронов, 2008 год

Санкт-Петербург (с нем. — «город Святого Петра»), а также первоначальная (нидерландская) форма официального названия Sankt Pieter Burch (Сан(к)тпитербурхъ) со дня основания города 16 (27) мая 1703 года до 18 (31) августа 1914 года; в честь апостола Петра, небесного покровителя Петра I. Первоначально так была названа крепость, заложенная в середине мая 1703 года на Заячьем острове, вскоре название распространилось на весь город. Поскольку специального акта, устанавливающего официальное название города, принято не было, а иноязычное окружение Петра использовало немецкий, шведский, голландский, английский языки (равно как и русские сподвижники императора, в какой-то мере владевшие этими языками), в источниках первой четверти XVIII века наблюдается огромный разнобой в именовании города (отмечено более 30 вариантов). При этом разнобой касался всех компонентов названия: Санкт, Сант и Сан; Питер и Петер (нередко в родительном падеже:Питере, Петере); бург, бурк и бурх. Сам топоним мог быть записан в одно, два или три слова. Так, среди вариантов, встречающихся в письмах самого Петра I, имеются следующие варианты: Санктъпетерсъбурк (20.VII.1703), Сантпитербурх (20.IX.1703), Питербурх (17.V.1706), Санктпетерзбурк (20.XI.1710), Санкт-Питер-Бург (28.IV. 1714), Санктъ Питербурх (13.1.1720). В газете «Ведомости» название упоминалось в таких формах, как Санктпитербурх (XII. 1703), Сантъпитербург (I.1704), Санктпитерзбурк и Санктъпетерзбурк (V, VI.1711), но чаще — Санктъпитербурх, и только начиная с июля 1724 года «Ведомости» вместо -Питер начинают постоянно использовать написание -Петер. Это позволяет считать, что неофициальное название города «Питер», широко употребляющееся и в настоящее время, получило распространение до 1724 года. Установившаяся после смерти Петра I чисто немецкая форма написания «Санкт-Петербург» употреблялась до 1914 года. В неофициальном употреблении город называли Петербургом, а в просторечии — Питером.
18 (31) августа 1914 года, после вступления России в Первую мировую войну, императором Николаем II было высочайше объявлено о смене названия города с иностранного Санкт-Петербург на Петроград, как более патриотическое и во избежание каких-либо нежелательных ассоциаций. Теперь имя столицы больше не соотносилось со Святым апостолом Петром, только с её основателем императором Петром I. Ранее встречалось как в художественной литературе (А. С. Пушкин), так и в наименованиях некоторых учреждений (Петроградская старообрядческая епархия). Тем не менее, в быту название приживалось очень плохо, и ещё в начале 1920-х годов в бытовой речи многие продолжали называть город Петербургом.
26 января 1924 года II Всесоюзный съезд Советов СССР удовлетворил просьбу Петросовета (инициатива Григория Зиновьева) и переименовал своим постановлением Петроград в Ленинград в честь В. И. Ленина, одного из организаторов Октябрьской революции 1917 года, основателя и руководителя Советского государства (РСФСР, СССР), скончавшегося за пять дней до этого.

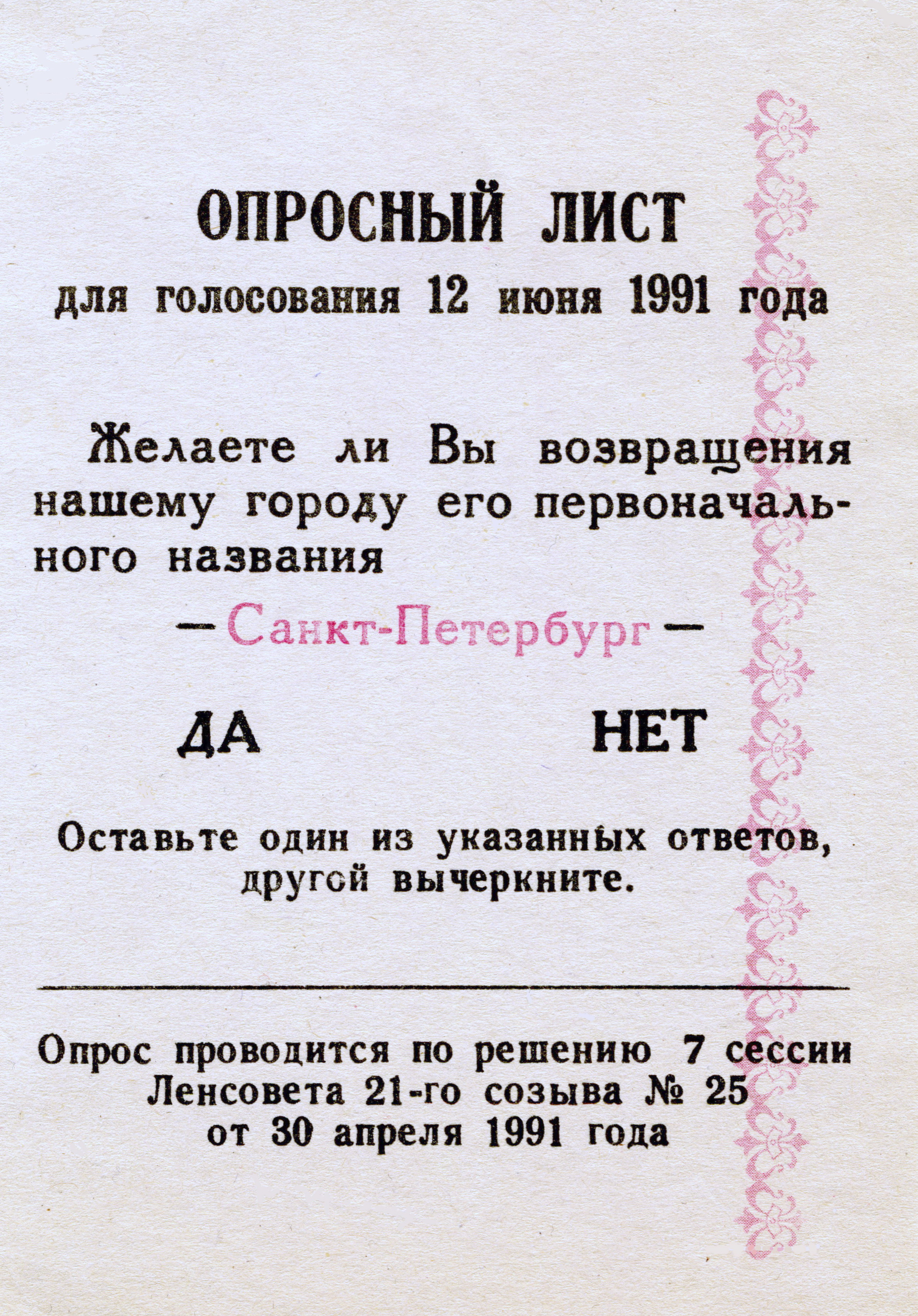
Опросный лист на референдуме 12 июня 1991 года по возвращению городу исторического названия

В ходе проведённого 12 июня 1991 года опроса 54,86 % участвовавших в нём горожан высказались за возвращение городу его первоначального названия. Указом Президиума Верховного Совета РСФСР от 6 сентября 1991 года № 1643-I городу возвращено наименование Санкт-Петербург. Однако до февраля 1992 года ряд учебных заведений продолжали называться ленинградскими. 21 апреля 1992 года Съезд народных депутатов Российской Федерации внёс возвращённое название города в ст. 71 Конституции РСФСР. Данная поправка вступила в силу с момента опубликования в «Российской газете» 16 мая 1992 года. Главным инициатором, сыгравшим решающую роль в возвращении городу его первоначального названия, был мэр города А. А. Собчак, впоследствии считавший это дело своим самым значительным политическим достижением, что увековечено на установленном в 2006 году памятнике ему. Он надеялся на то, что его город станет новым банковским, торговым, туристическим и культурным центром на Балтике, с оптимизмом оценивал возможность переноса столицы новой России в Санкт-Петербург.
На протяжении 1990-х годов и в начале XXI века в речи некоторых людей старшего поколения продолжает встречаться название Ленинград. В то же время это название встречается у молодёжи коммунистических и просоветских взглядов, а также упоминается в культуре (например, в названии группы «Ленинград»). Прежнее название сохранилось в наименовании некоторых организаций (Ленинградский зоопарк, Ленэнерго и др.).
Неофициальные наименования города:
- Северная столица (или Вторая столица России), так часто называют Санкт-Петербург, вспоминая о его дореволюционном статусе и учитывая нынешний статус города федерального значения;
- СПб. — по аббревиатуре, официальное библиографическое сокращение названия города[102];
- Культурная столица;
- Город на Неве;
- Город белых ночей;
- Питер — сокращённое имя от Санкт-Петербург, одно из старейших неофициальных наименований города;
- Северная Венеция — образное сравнение с Венецией, из-за большого количества рек и каналов, а также архитектуры;
- Северная Пальмира — поэтическое сравнение с Пальмирой, городом легендарной красоты[103];
- Город Ленина — полуофициальное название в советское время (встречающееся, в частности, на плакатах времён Великой Отечественной войны);
- Колыбель (город) трёх революций — полуофициальное, связанное с ключевой ролью города в революционных событиях 1905—1907 и 1917 годов;
- Петрополь — поэтический троп, эллинизированная форма имени Петербург (греч. Πετρούπολης), впервые употреблён М. В. Ломоносовым[104];
- Невоград — название города в среде старообрядцев, начиная с момента заселения староверами Санкт-Петербурга в XVIII веке. Сейчас на некоторых периодических изданиях ставится местом издания не Санкт-Петербург, а Невоград (Извещение Российского Совета Древлеправославной Поморской Церкви. — Невоград, 1991). Также местная поморская старообрядческая община носит неофициальное название Невской[105]. В 1991 году данное название для проекта переименования города предлагал Александр Солженицын;
- Окно в Европу, этот эпитет стал популярным после того, как им воспользовался Александр Пушкин во вступлении к поэме «Медный всадник» (1833). Сам Пушкин, однако, заимствовал этот образ у итальянского философа и критика Франческо Альгаротти[106];
- Криминальная столица — название, вошедшее в обиход после выхода на телеэкраны сериала «Бандитский Петербург». Также данное название упоминается в нескольких сериях телесериала «Улицы разбитых фонарей».

В честь Санкт-Петербурга назван астероид (830) Петрополитана, открытый в 1916 году российским астрономом Григорием Неуйминым в Симеизской обсерватории.
Имеются пять вариантов названия горожан в зависимости от наименования города. От топонима Петрогра́д в 1914—1924 годах жители города назывались: петрогра́дцы, петрогра́дец, петрогра́дка. От топонима Ленингра́д в 1924—1991 годах: ленингра́дцы, ленингра́дец, ленингра́дка. От топонима Петербу́рг: петербу́ржцы, петербу́ржец, петербу́ржка. От топонима Санкт-Петербу́рг: санктпетербу́ржцы, санктпетербу́ржец. От неофициального названия Пи́тер: пи́терцы, пи́терец. По опросам жители современного города идентифицируют себя с понятиями: ленинградец (36 % опрошенных), петербуржец (32 %), и тем и другим (21 %).

### Награды
- Городом-героем Ленинград впервые официально был назван в приказе Верховного Главнокомандующего И. В. Сталина № 20 от 1 мая 1945 года[115]. С утверждением Положения о почётном звании «Город-Герой» подписан Указ Президиума Верховного Совета СССР от 8 мая 1965 года о вручении медали «Золотая Звезда» «за выдающиеся заслуги перед Родиной, мужество и героизм, проявленные трудящимися Ленинграда в борьбе с немецко-фашистскими захватчиками в тяжёлых условиях длительной вражеской блокады, и в ознаменование 20-летия победы советского народа в Великой Отечественной войне 1941—1945 гг.»[116]
- Орден Ленина (26 января 1945 года) «за выдающиеся заслуги трудящихся Ленинграда перед Родиной, за мужество и героизм, дисциплину и стойкость, проявленные в борьбе с немецкими захватчиками в трудных условиях вражеской блокады»[117].
- Орден Ленина (21 июня 1957 года) «за выдающиеся заслуги трудящихся Ленинграда перед Родиной, за мужество и героизм, проявленные им в дни Великой Октябрьской социалистической революции и в борьбе против немецко-фашистских захватчиков в Великой Отечественной войне, за успехи, достигнутые в развитии промышленности и культуры, в развитии и освоении новой техники, в связи с 250-летием города Ленинграда»[118].
- Орден Октябрьской Революции (4 ноября 1967 года) «за выдающиеся заслуги трудящихся Ленинграда в революционном движении, в Великой Октябрьской социалистической революции и большой вклад в становление и укрепление Советской власти, за мужество и героизм, проявленные в боях со врагами Советского государства, за успехи в строительстве коммунизма»[119].
- Орден Красного Знамени РСФСР (5 декабря 1919 года) «за героизм и самоотверженность петроградского пролетариата, за оборону Петрограда в Гражданскую войну»[120].
- Победитель премии в области туризма World Travel Awards в номинации «Ведущий культурный город мира» в 2016—2021 годах[121].

## Административно-территориальное устройство

Административно-территориальное деление города Санкт-Петербурга

С момента своего основания Санкт-Петербург постепенно расширялся, занимая всё новые земли. В 1717 году площадь города составляла 12 км², в 1828 — 54 км²; в 1917—105 км²; в 1935—314 км²; в 1990—606 км²; на 2022 год — 1439 км². С 1718 по 1917 год территория Петербурга делилась на несколько полицейских частей. Деление города на районы возникло в 1917 году и существует в настоящее время.
Санкт-Петербург делится на 18 районов:
1. Адмиралтейский
2. Василеостровский
3. Выборгский
4. Калининский
5. Кировский
6. Колпинский
7. Красногвардейский
8. Красносельский
9. Кронштадтский
10. Курортный
11. Московский
12. Невский
13. Петроградский
14. Петродворцовый
15. Приморский
16. Пушкинский
17. Фрунзенский
18. Центральный

В границах районов располагаются 111 внутригородских муниципальных образований: 81 муниципальный округ (некоторым из них присвоены названия, некоторые называются по номерам), девять городов (Зеленогорск, Колпино, Красное Село, Кронштадт, Ломоносов, Павловск, Петергоф, Пушкин, Сестрорецк) и 21 посёлок.

### Органы власти

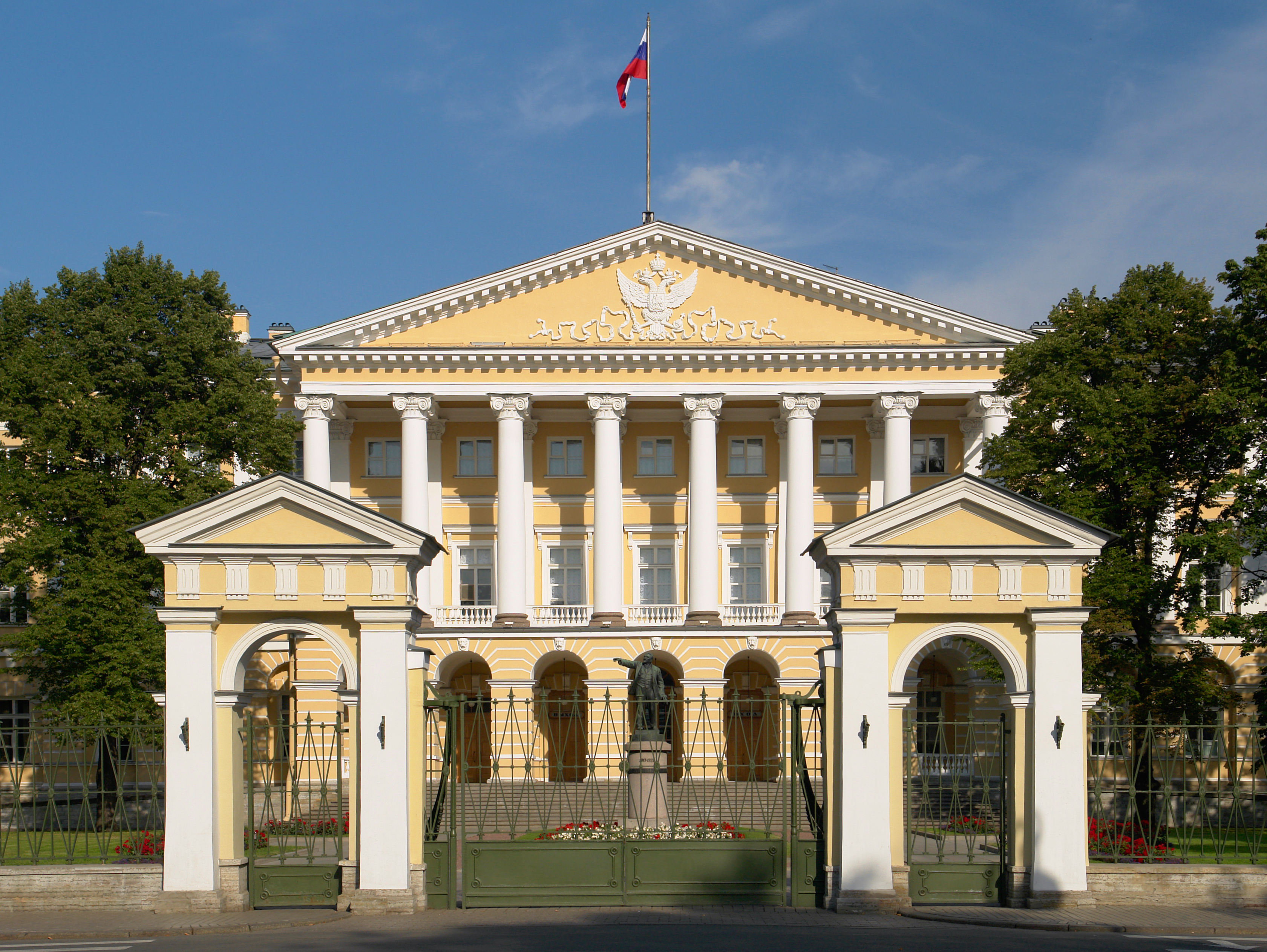
Смольный — Правительство Санкт-Петербурга

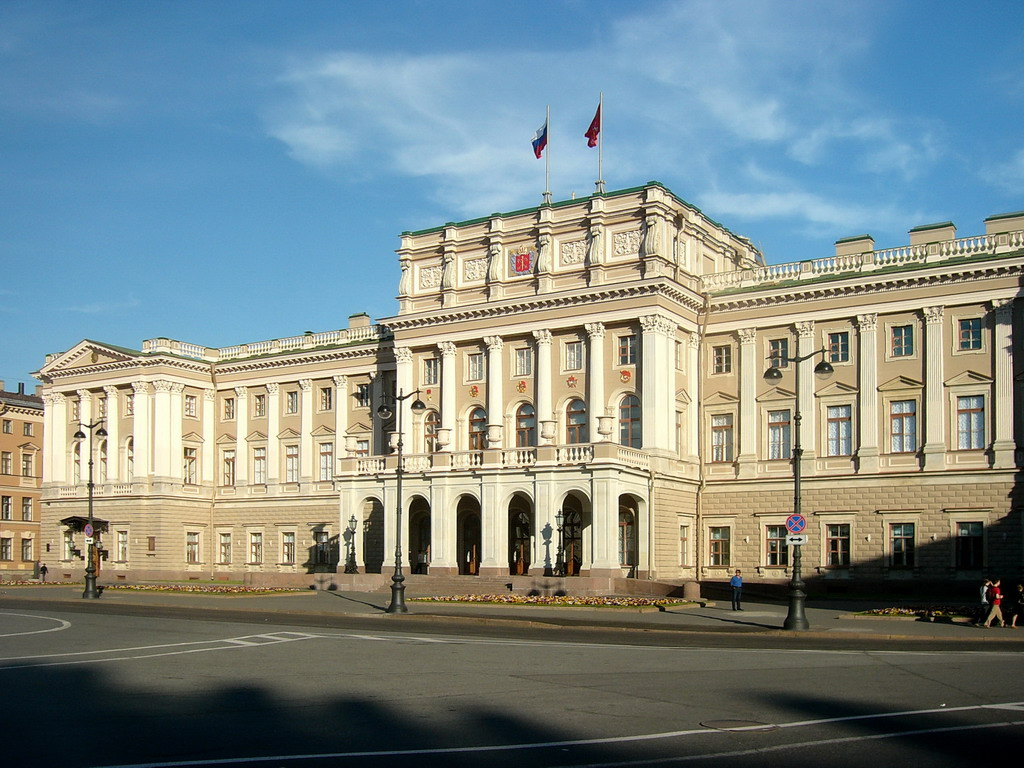
Мариинский дворец — Законодательное собрание Санкт-Петербурга

Государственная власть в городе осуществляется на основании Устава, который был принят Законодательным собранием 14 января 1998 года. Высшим должностным лицом является губернатор, избираемый гражданами Российской Федерации, проживающими на территории Санкт-Петербурга и обладающими в соответствии с федеральным законом активным избирательным правом, на основе всеобщего равного и прямого избирательного права при тайном голосовании на срок 5 лет. С сентября 2019 года губернатором Санкт-Петербурга избран Александр Беглов. Исполнительную власть в городе осуществляет Правительство, возглавляемое губернатором, и иные исполнительные органы государственной власти Санкт-Петербурга, составляющие систему исполнительных органов государственной власти города — Администрацию города Санкт-Петербурга. Правительство размещается в здании Смольного института.
Законодательную власть в городе осуществляет Законодательное собрание, состоящее из 50 депутатов, избираемых жителями города по пропорциональной системе сроком на 5 лет. В сентябре 2021 года сформировано Законодательное собрание седьмого созыва, в котором присутствуют шесть фракций: «Единая Россия» (29 мест (было 36)), КПРФ (7 (3)), «Справедливая Россия» (5 (3)), ЛДПР (3 (3)), Новые люди (3 (0)), «Яблоко» (2 (2)) и 1 самовыдвиженец. Председателем Законодательного собрания является Александр Бельский (с сентября 2021 года). Оно размещается в Мариинском дворце. Для организации и осуществления контроля за исполнением бюджета города, расходованием средств внебюджетных фондов создана контрольно-счётная палата Санкт-Петербурга. Судебную власть осуществляют Уставный суд города Санкт-Петербурга и мировые судьи.
Также действуют советы депутатов муниципальных образований, выборы в которые состоялись в 2014 и 2019 годах.

### Городской бюджет
К числу основных доходных источников бюджета Санкт-Петербурга относятся: налог на прибыль организаций (26 %), налог на доходы физических лиц (45,7 %), акцизы (4,4 %), налог на имущество организаций (6,9 %), доходы от использования имущества, находящегося в государственной и муниципальной собственности (3,6 %). Основные статьи расходов: национальная экономика (24,61 %), образование (24,07 %), здравоохранение (16,34 %), социальная политика (12,48 %), жилищно-коммунальное хозяйство (10,21 %), общегосударственные вопросы (4,86 %), культура и кинематография (3,80 %), физическая культура и спорт (1,37 %). Государственный долг Санкт-Петербурга на 1 марта 2021 года составляет 85 миллиардов рублей.
| Исполнение бюджета Санкт-Петербурга, млрд р. | Исполнение бюджета Санкт-Петербурга, млрд р. | Исполнение бюджета Санкт-Петербурга, млрд р. | Исполнение бюджета Санкт-Петербурга, млрд р. | Исполнение бюджета Санкт-Петербурга, млрд р. | Исполнение бюджета Санкт-Петербурга, млрд р. | Исполнение бюджета Санкт-Петербурга, млрд р. | Исполнение бюджета Санкт-Петербурга, млрд р. | Исполнение бюджета Санкт-Петербурга, млрд р. | Исполнение бюджета Санкт-Петербурга, млрд р. | Исполнение бюджета Санкт-Петербурга, млрд р. | Исполнение бюджета Санкт-Петербурга, млрд р. | Исполнение бюджета Санкт-Петербурга, млрд р. | Исполнение бюджета Санкт-Петербурга, млрд р. | Исполнение бюджета Санкт-Петербурга, млрд р. | Исполнение бюджета Санкт-Петербурга, млрд р. | Исполнение бюджета Санкт-Петербурга, млрд р. | Исполнение бюджета Санкт-Петербурга, млрд р. | Исполнение бюджета Санкт-Петербурга, млрд р. | Исполнение бюджета Санкт-Петербурга, млрд р. | Исполнение бюджета Санкт-Петербурга, млрд р. | Исполнение бюджета Санкт-Петербурга, млрд р. | Исполнение бюджета Санкт-Петербурга, млрд р. |
|                                              | 2003                                         | 2004                                         | 2005                                         | 2006                                         | 2007                                         | 2008                                         | 2009                                         | 2010                                         | 2011                                         | 2012                                         | 2013                                         | 2014                                         | 2015                                         | 2016                                         | 2017                                         | 2018                                         | 2019                                         | 2020                                         | 2021                                         | 2022                                         | 2023                                         | 2024                                         |
| -------------------------------------------- | -------------------------------------------- | -------------------------------------------- | -------------------------------------------- | -------------------------------------------- | -------------------------------------------- | -------------------------------------------- | -------------------------------------------- | -------------------------------------------- | -------------------------------------------- | -------------------------------------------- | -------------------------------------------- | -------------------------------------------- | -------------------------------------------- | -------------------------------------------- | -------------------------------------------- | -------------------------------------------- | -------------------------------------------- | -------------------------------------------- | -------------------------------------------- | -------------------------------------------- | -------------------------------------------- | -------------------------------------------- |
| Доход                                        | 76                                           | 87                                           | 116                                          | 215                                          | 278                                          | 339                                          | 316                                          | 347                                          | 400                                          | 374                                          | 405                                          | 426                                          | 439                                          | 477                                          | 512                                          | 580                                          | 639                                          | 671                                          | 843                                          | 1046                                         | 1148                                         | 1307                                         |
| Расход                                       | 77                                           | 92                                           | 134                                          | 183                                          | 259                                          | 356                                          | 322                                          | 359                                          | 404                                          | 376                                          | 443                                          | 441                                          | 432                                          | 497                                          | 557                                          | 570                                          | 650                                          | 710                                          | 796                                          | 1043                                         | 1174                                         | 1347                                         |
| Дефицит/профицит                             | -1                                           | -4                                           | -18                                          | +32                                          | +19                                          | -17                                          | -7                                           | -11                                          | -5                                           | -2                                           | -39                                          | -15                                          | +7                                           | -20                                          | -45                                          | +10                                          | -11                                          | -39                                          | +47                                          | +3                                           | -26                                          | -40                                          |

- Доход
- Расход

### Внешние связи

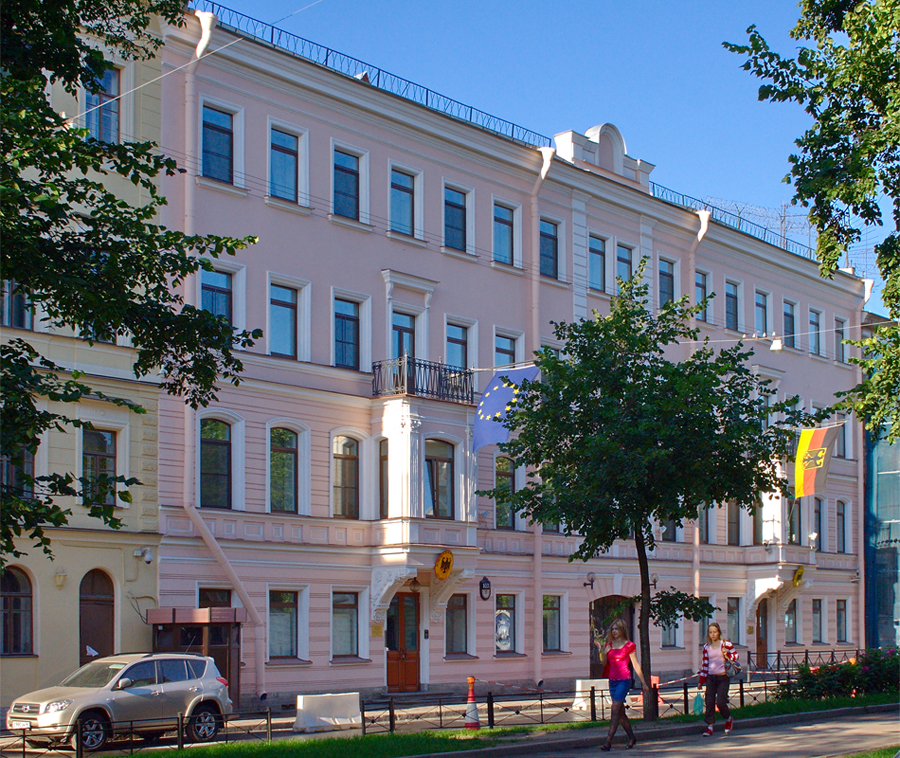
Генеральное консульство Германии в Санкт-Петербурге

Город имеет обширные внешние связи. Периодически проводятся дни культуры других городов и стран. К 2020 году у Санкт-Петербурга насчитывается 96 городов-побратимов.
В городе расположены генеральные консульства 35 стран, три почётных генеральных консульства, 25 почётных консульств, представительства международных организаций: Межпарламентская ассамблея государств-участников СНГ, представительство Европейского банка реконструкции и развития, филиал Евразийского банка развития, Межпарламентская ассамблея Евразийского экономического сообщества; представительства 28 субъектов Российской Федерации; зарегистрированы 17 национально-культурных автономий, 51 национально-культурное объединение, 20 землячеств.

### Официальные символы города
Исторический герб Санкт-Петербурга, утверждённый в 1730 году, подтверждённый в 1780 году, дополненный в 1857 году, никогда не отменявшийся и вновь введённый в употребление в 1991 году, является старейшим и основным официальным символом города. Современный флаг принят 8 июня 1992 года и внесён в Государственный геральдический регистр Российской Федерации с присвоением регистрационного номера 49. На гербе и флаге Санкт-Петербурга изображены скипетр как символ столицы и императорской власти, морской якорь как символ морского порта и речной якорь как символ речного порта. Прообразом послужил герб Ватикана как города Святого Петра. Флаг Санкт-Петербурга — официальный символ субъекта Российской Федерации, обозначающий его конституционно-правовой статус, единство жителей Санкт-Петербурга, культурное достояние Санкт-Петербурга. Принят 8 июня 1992 года, через девять месяцев после выхода соответствующего решения.
Гимн Санкт-Петербурга является одним из символов города (музыка: «Гимн Великому городу» из балета «Медный всадник» Рейнгольда Глиэра, в редакции Григория Корчмара, слова Олега Чупрова). Полностью был утверждён 13 мая 2003 года.
Согласно статье 7 Устава Санкт-Петербурга, историческими символами города являются кораблик на шпиле Адмиралтейства, памятник «Медный всадник», ангел на шпиле Петропавловского собора. Согласно статье 8 Устава Санкт-Петербурга, традицией является полуденный пушечный выстрел сигнального орудия с Нарышкина бастиона Петропавловской крепости.

### Городские праздники и памятные даты
Помимо общероссийских и международных праздников, в Санкт-Петербурге отмечаются следующие городские праздники и памятные даты:
- 14 января — День Устава Санкт-Петербурга (принят в 1998 году);
- 18 января — День прорыва блокады Ленинграда (в 1943 году);
- 27 января — День полного освобождения Ленинграда от фашистской блокады (в 1944 году);
- 10 февраля — День памяти Александра Сергеевича Пушкина (день смерти поэта в 1837 году);
- 27 мая — День города — День основания Санкт-Петербурга (в 1703 году);
- 5 июня — День прорыва морской минной блокады Ленинграда (в 1946 году; празднуется с 2006 года);
- 9 июня — День рождения Петра Первого (в 1672 году);
- 14 июня — День памяти Святого праведного Иоанна Кронштадтского;
- 20-е числа июня — Праздник выпускников петербургских школ «Алые паруса» (празднуется c 1968 по 1979 год и с 2005 года);
- 1 июля — День реставратора (празднуется с 2006 года)[148];
- 12 июля — День Святых Первоверховных апостолов Петра и Павла;
- 15 августа — День Ладоги, первой столицы Руси, предшественницы Санкт-Петербурга (основана в 753 году);
- 8 сентября — День памяти жертв блокады (начало блокады Ленинграда в 1941 году);
- 10 сентября — День санкт-петербургской промышленности (празднуется с 2016 года);
- 12 сентября — День перенесения мощей святого благоверного князя Александра Невского в Санкт-Петербург (1724 год) — день Ништадтского мира (1721 год);
- 30 октября — День судостроителя (празднуется с 2014 года).

## Население
Численность населения: 5 652 922 (2025) чел. Санкт-Петербург — второй по численности населения город России и четвёртый город Европы; а также второй в Европе (после Стамбула) по численности населения город, не являющийся столицей государства, центр Санкт-Петербургской городской агломерации. Является самым северным городом-миллионером в мире. Согласно предварительным данным Всероссийской переписи населения 2020—2021 года на дату 1 октября 2021 года население Санкт-Петербурга составляло около 5,6 млн жителей. В то же время Комитет по труду и занятости Петербурга произвёл оценку численности постоянного населения на основании технологий «big data», эта оценка на октябрь 2021 года составила около 7 млн человек.
В 1990 году численность населения города превышала 5 млн человек, но с начала 1990-х по 2007 год наблюдалась устойчивая депопуляция. В 2007 году численность населения составляла лишь 4 568 047 человек. С 2009 года отмечается прирост населения, однако до 2012 года отмечался за счёт превышения миграционного прироста над естественной убылью. В итоге с 2002 года по 2010 год прирост населения составил чуть больше 4 % (с 4661,2 до 4879,6 тыс.). По данным Росстата РФ на 2010 год показатель рождаемости составил 12,0 на тысячу, показатель смертности: 14,2 на тысячу. По результатам Всероссийской переписи 2010 года численность населения составила 4 879 566 человек, из них мужчин 45,6 %, женщин 54,4 % (то есть на 1000 мужчин приходится 1194 женщины).
Первое место среди районов города по численности населения занимает Приморский район: 507,2 тысяч человек. Ожидаемая продолжительность жизни петербуржцев в 2007 году составляла 64 года у мужчин и 75 лет у женщин (эти показатели на один год превышают показатели 2006 года). По состоянию на 2008 год, 1 млн 100 тысяч из 4 млн 571 тысяч общего населения города составляют пенсионеры (из них 55 % — инвалиды). В это время в городе проживало 139 тысяч жителей в возрасте от 80 до 90 лет, 13,4 тыс. жителей от 90 лет и старше и 188 жителей старше 100 лет.
По Всероссийской переписи населения 2021 года в Санкт-Петербурге проживают представители более 170 национальностей и народностей: русские — 3 миллиона 949 тысяч человек (92 % от всего населения, указавшего свою национальность), украинцы — 87 тысяч человек (2 %), белорусы — 54 тысячи человек (1,27 %), евреи — 37 тысяч человек (0,85 %), татары — 36 тысяч человек (0,83 %), армяне — 19 тысяч человек (0,45 %), азербайджанцы — 16,6 тысяч человек (0,39 %), грузины — 10,1 тысяча человек (0,24 %), чуваши — 6 тысяч человек (0,14 %), поляки — 4,5 тысяч человек (0,10 %), финны — 4 тысячи человек (0,09 %), корейцы — 3,9 тысяч человек (0,09 %), немцы — 3,8 тысяч человек (0,09 %). На 1000 мужчин в городе приходится 1218 женщин, в трудоспособном возрасте находятся 60,2 % всего населения (на 1000 мужчин приходится 972 женщины), моложе нетрудоспособного — 13,9 % (на 1000 мужчин — 953 женщины), старше нетрудоспособного — 25,9 % (на 1000 мужчин — 2 482 женщины). На 1000 жителей трудоспособного возраста приходится 660 жителей нетрудоспособного возраста. 34 % от населения города, старше 15 лет и указавших своё образование, имеют высшее (из них 3 % — кандидаты наук и 0,69 % — доктора наук), 11,8 % — среднее образование, 1,2 % — не имеют образования, 828 человек — неграмотные. Уровень регистрируемой безработицы в июле 2022 года составил 1,4 % от численности рабочей силы. Средняя номинальная заработная плата, начисленная за март 2022 года, составила 89 679 рублей. Величина прожиточного минимума в расчёте на душу населения на 2022 год, установленного постановлением правительства Санкт-Петербурга от 19.12.2022 года, составила 16 160,2 рубля.
По состоянию на 2022 год 49 жителей города удостоены звания Почётный гражданин Санкт-Петербурга, из них двое — посмертно.
В 2023 году список почётных граждан Санкт-Петербурга пополнили Пьеха Эдита Станиславовна — народная артистка СССР и Строгонова Надежда Васильевна — учитель блокадного Ленинграда, участник Великой Отечественной войны. В Мариинском дворце располагается портретная галерея Почётных граждан города.

## Религия
По данным различных социологических опросов больше половины жителей Санкт-Петербурга «верят в Бога» (до 67 % по данным ВЦИОМ на 2002 год). Среди верующих подавляющее большинство являются православными (57 %), вторыми по численности являются мусульмане, затем идут протестанты и католики. Из неавраамических религий представлены буддисты и некоторые малочисленные другие. Всего в городе насчитывается 268 общин конфессий и религиозных объединений: Русской православной церкви (131 объединение), Христиан евангельской веры (23 объединения), Евангелическо-Лютеранской церкви (19 объединений), Евангельских христиан-баптистов (13 объединений), а также старообрядческие, Римско-Католической церкви, Армянской Апостольской церкви, Церкви адвентистов седьмого дня, иудейских, буддийских, мусульманских, бахаи и другие.
Всего в городе 229 культовых зданий находятся в собственности или ведении религиозных объединений. Среди них памятники архитектуры федерального значения: Исаакиевский собор, Казанский собор, Сампсониевский собор, Смольный собор, Петропавловский собор, Николо-Богоявленский морской собор, Владимирский собор, Софийский собор, Троице-Измайловский собор, Феодоровский (Государев) собор, собор Спас на Крови, Троицкий собор Александро-Невской лавры, православные монастыри (Александро-Невская лавра, Иоанновский ставропигиальный женский монастырь, Воскресенский Новодевичий монастырь, Свято-Троицкая Сергиева Приморская пустынь), Армянская Апостольская церковь Святой Екатерины, католический Храм Святой Екатерины Александрийской, Католический монастырь Святого Антония Чудотворца, Лютеранская церковь Святых Петра и Павла, Голландская реформатская церковь, Соборная и кафедральная мечеть, Большая хоральная синагога, Буддийский дацан и другие. Старейшим храмом города является Петропавловский собор (1733), а крупнейшим — Казанский собор (1811).
В городе работают Санкт-Петербургская духовная академия и Санкт-Петербургская духовная семинария Русской православной церкви, католическая высшая духовная семинария «Мария — Царица Апостолов». В Санкт-Петербурге хранятся мощи святых Александра Невского, Иоанна Кронштадтского, Ксении Петербургской.

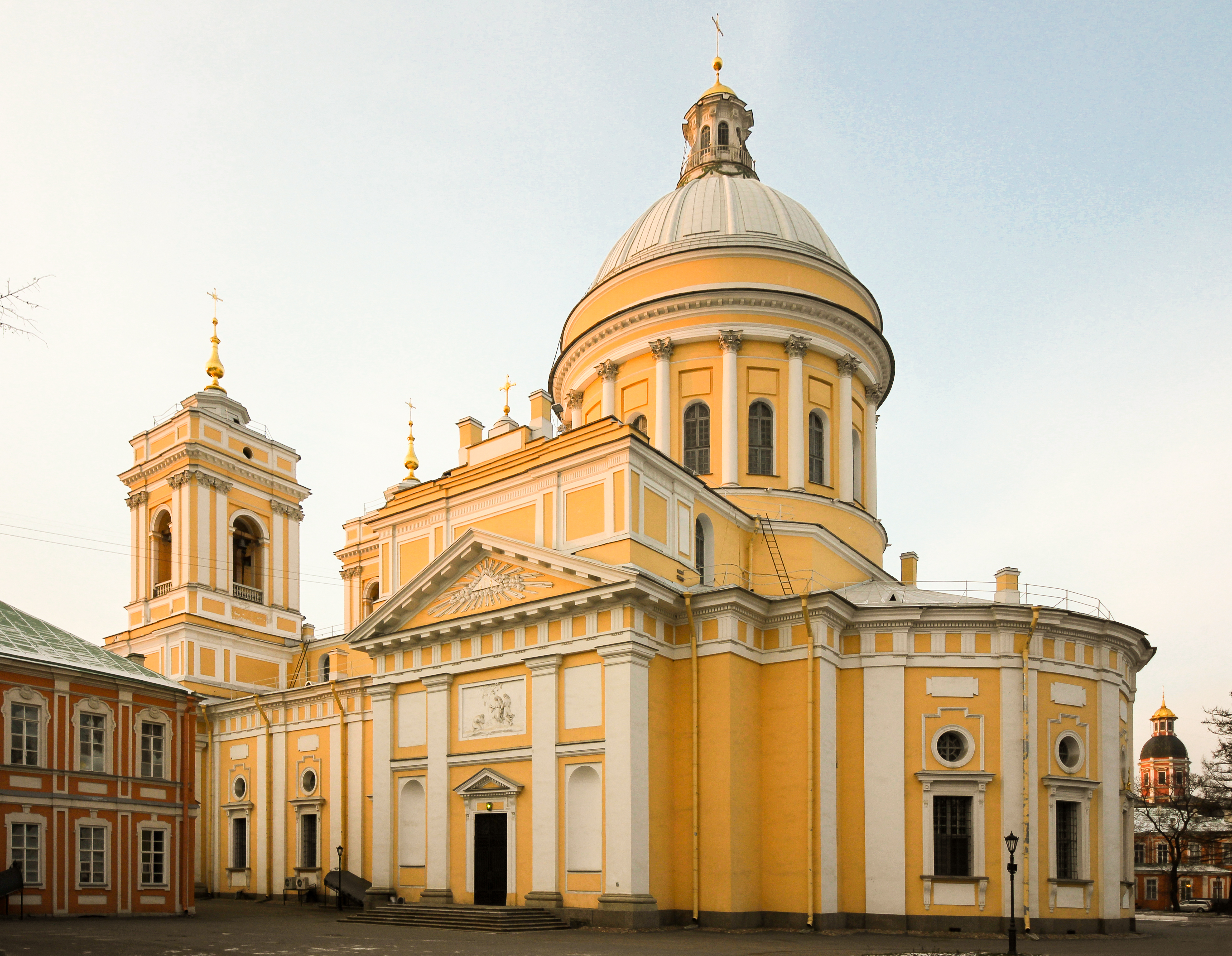
Троицкий собор Александро-Невской лавры
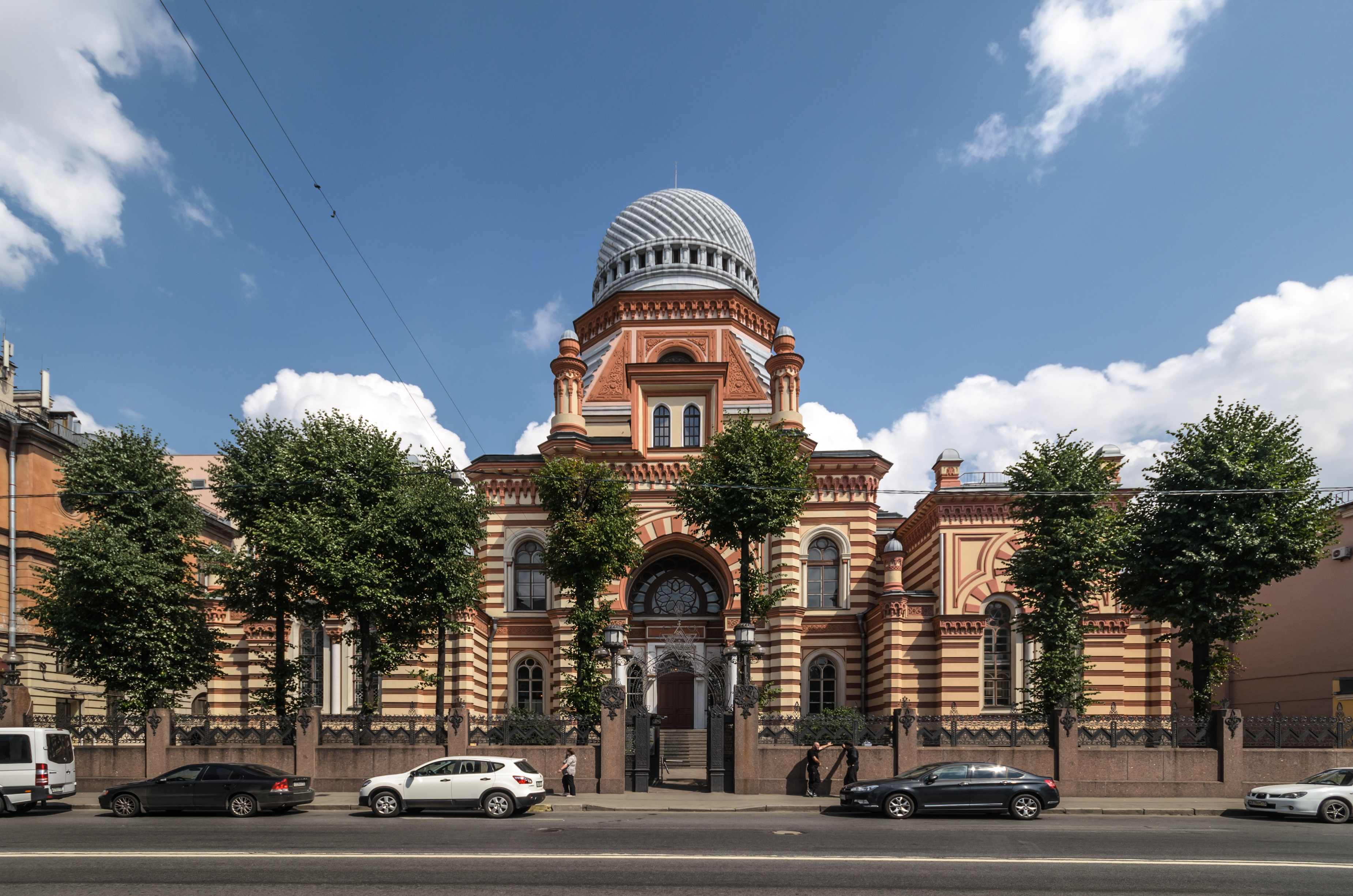
Большая хоральная синагога
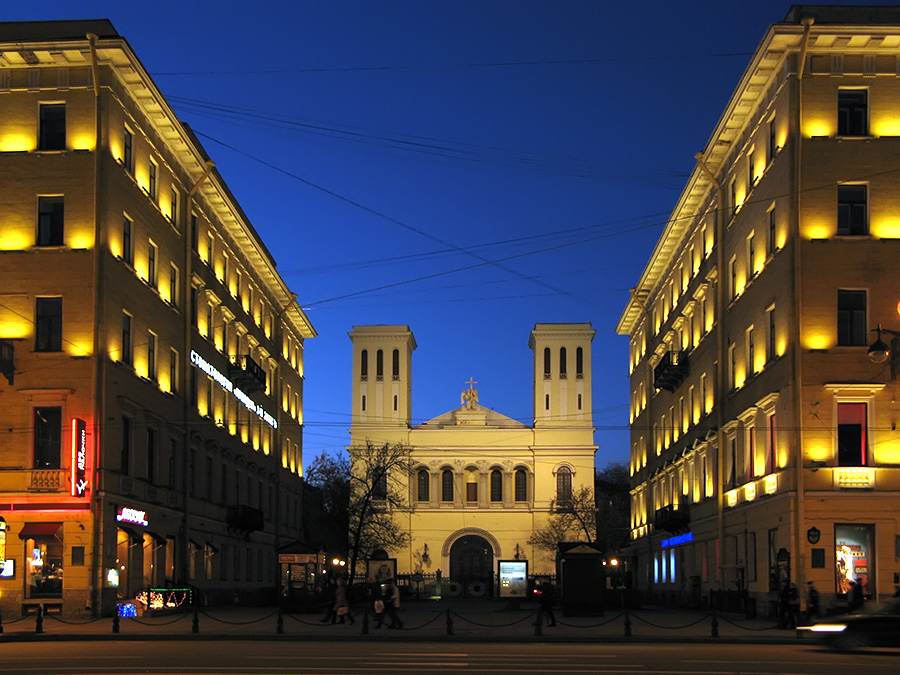
Лютеранская церковь Святых Петра и Павла
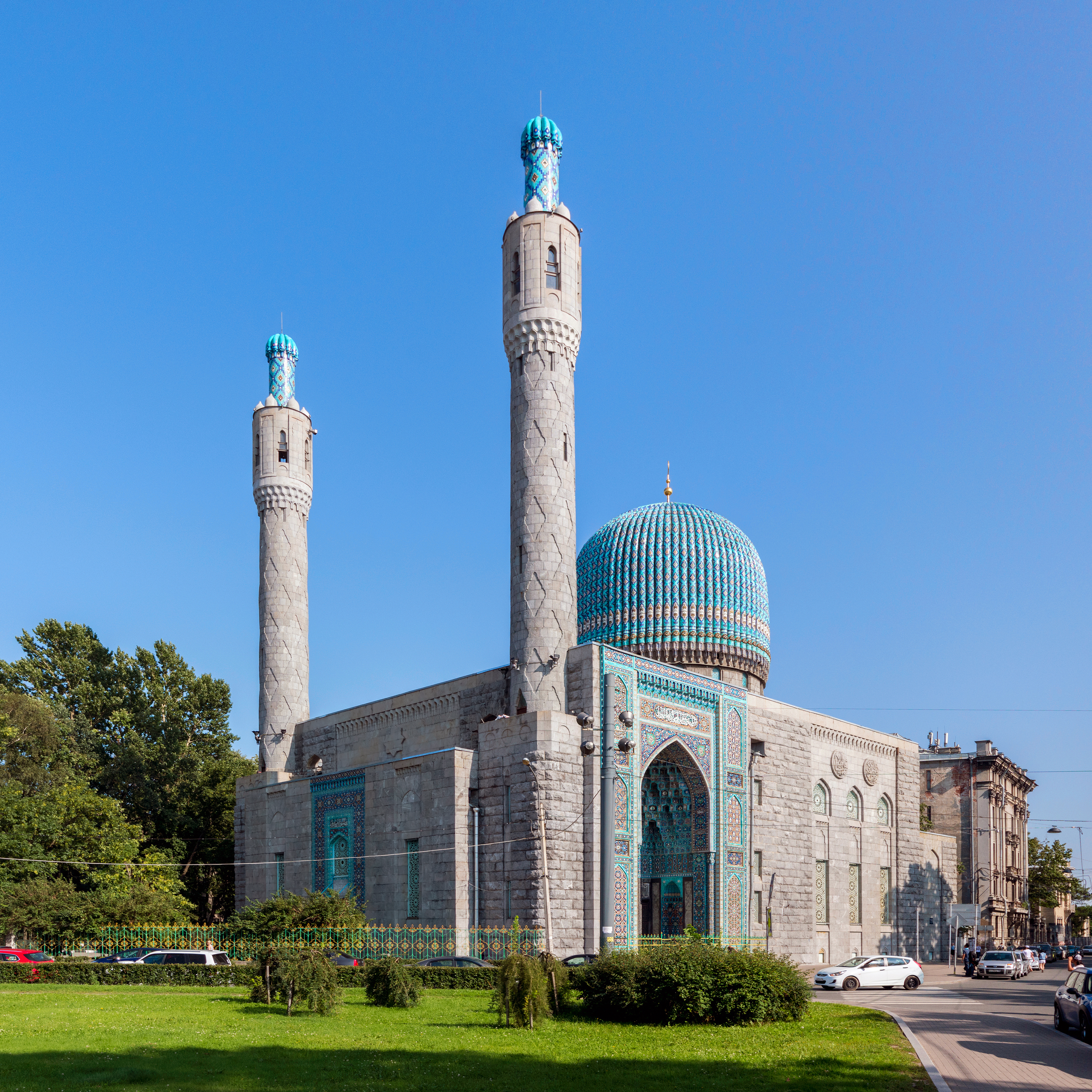
Соборная и кафедральная мечеть
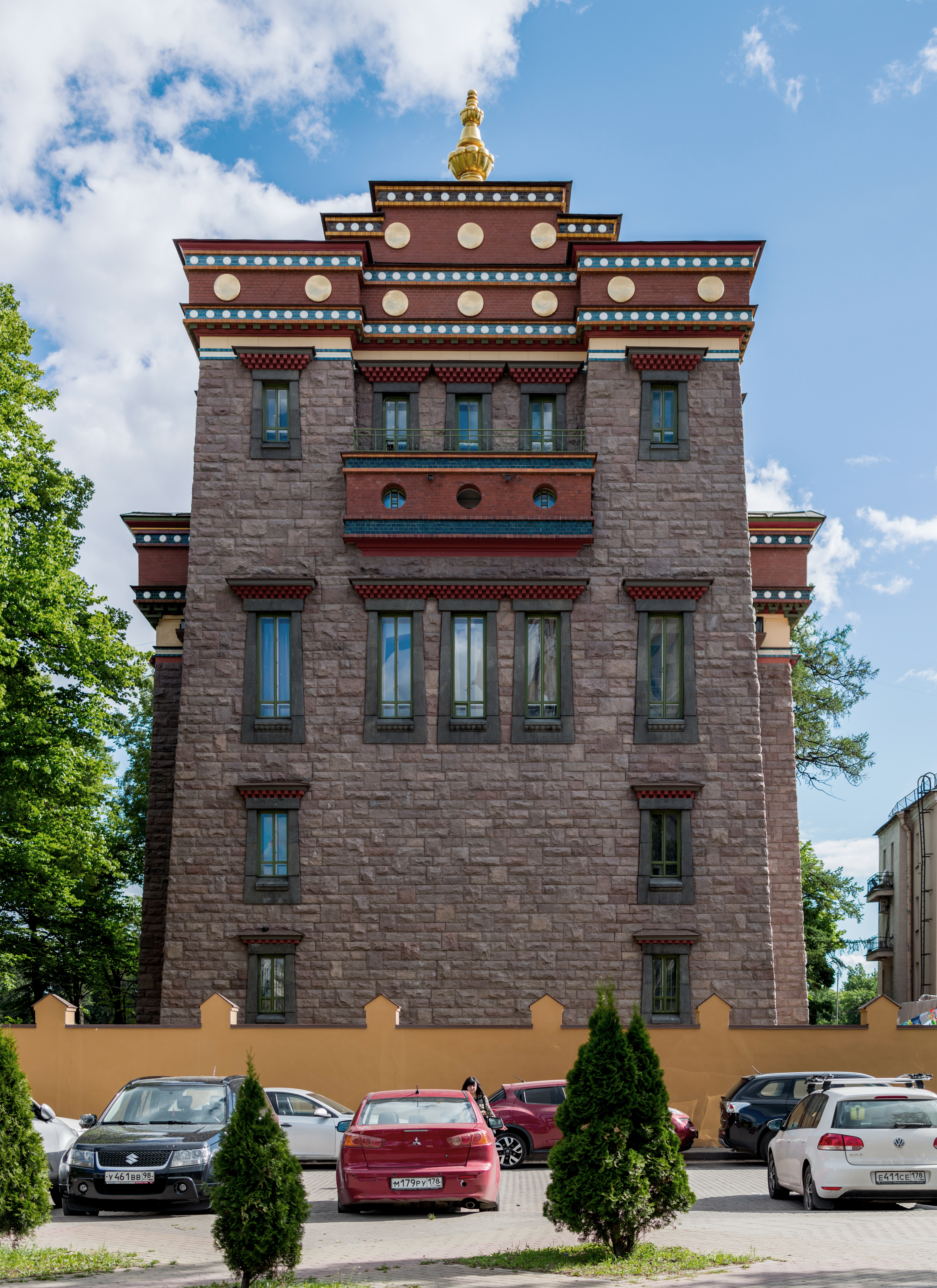
Буддийский храм «Дацан Гунзэчойнэй»
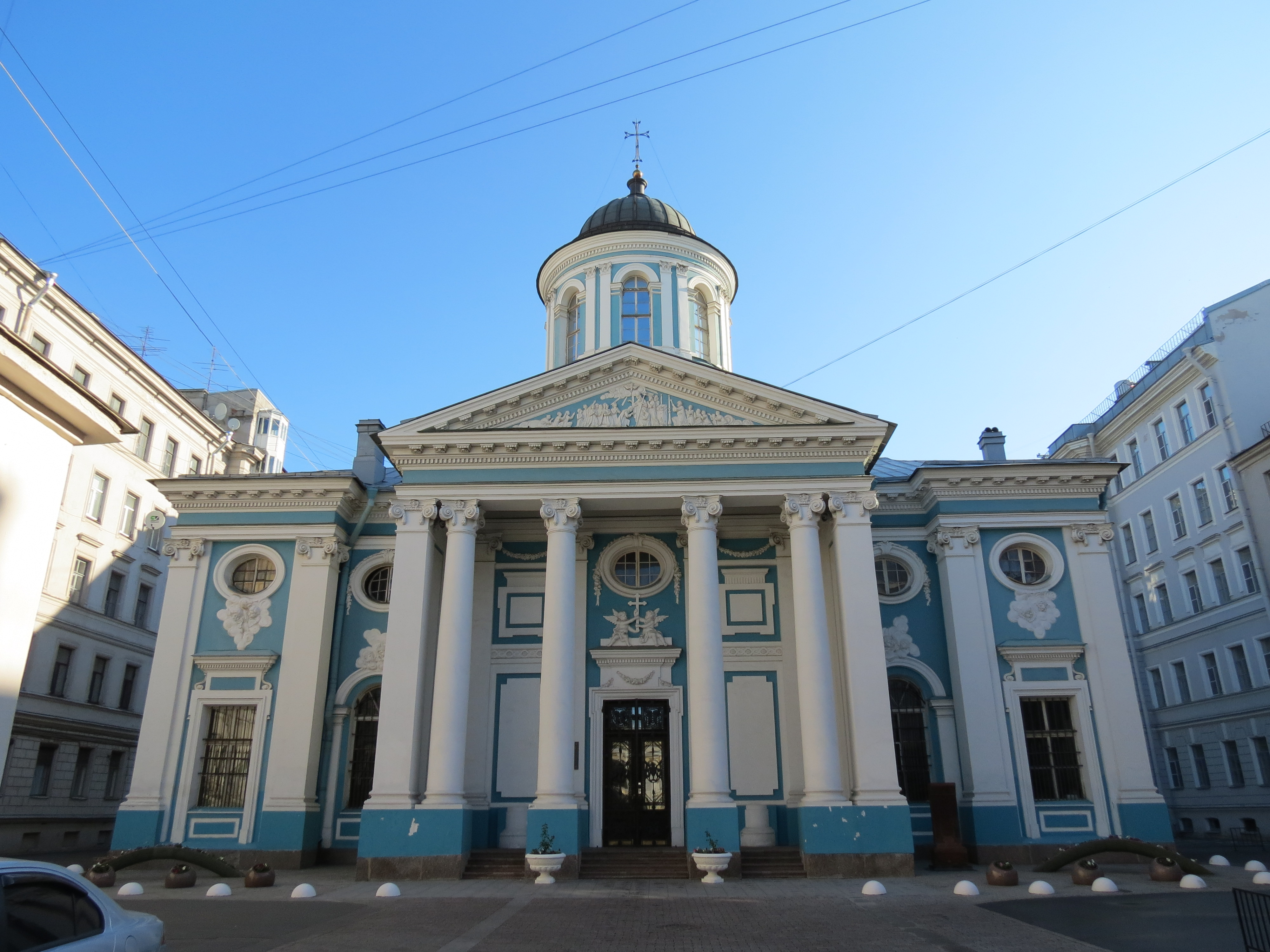
Армянская церковь Святой Екатерины

## Экономика
Санкт-Петербург — один из важнейших экономических центров Российской Федерации.
Валовой региональный продукт (ВРП) города в 2021 году по данным Комитета по экономической политике и стратегическому планированию Санкт-Петербурга составил 9,440 триллионов рублей (120 % к 2021 году). Основными видами экономической деятельности являются (в скобках — доля в ВРП за 2020 год):
- оптовая и розничная торговля (39,7 %);
- операции с недвижимостью (14,4 %);
- промышленное производство (12,7 %);
- транспорт и хранение (7,1 %);
- профессиональная, научная и техническая деятельность (6,0 %);
- здравоохранение и социальные услуги (3,8 %);
- деятельность в области информации и связи (3,7 %).

Финансовый рынок города является вторым по величине региональным финансовым рынком России. В городе действуют Санкт-Петербургская валютная биржа, ПАО «СПБ биржа», Петербургская биржа. В городе зарегистрировано 16 банков (наиболее крупные: ВТБ, «Россия», «Санкт-Петербург», «Таврический», Балтинвестбанк) и представительства более 90 банков из других регионов.
По оценке Mercer, в 2017 году Санкт-Петербург занимал 176-е место из 231 в мировом рейтинге уровня качества жизни в городах.
В 2022 году объём инвестиций в основной капитал составил 997,5 миллиардов рублей. В 2018 году в городе на той или иной стадии реализации находилось 2,5 тысячи инвестиционных проектов.
По итогам первого полугодия 2021 года Санкт-Петербург занял 445-е место в рейтинге самых дорогих для проживания городов мира по версии консалтингового агентства Numbeo, а в 2022 году — 279-е, обогнав таким образом Москву, которая заняла 287-е место.
Рейтинговое агентство АКРА в 2017 году присвоило городу кредитный рейтинг на уровне AAA(RU) и дважды в год подтверждает его (2017—2025).

### Промышленность
Основу промышленности составляют свыше 700 крупных и средних предприятий, также более 20 тысяч малых предприятий. В 2016 году объём отгружённой продукции промышленностью города составил 2340,5 миллиарда рублей, что на 6,9 % превысило показатели предыдущего года. В структуре отгружённой продукции 30 % приходится на транспортные средства, машины и различные виды оборудования, 15,7 % — пищевые продукты, включая напитки, и табак, 5,7 % — продукция металлургии и готовые металлические изделия.
Основа промышленности: тяжёлая индустрия. В городе работают такие судостроительные предприятия, как «Адмиралтейские верфи» (корабли для ВМФ, танкеры, подводные лодки), «Средне-Невский судостроительный завод» (катера, тральщики для ВМФ), «Балтийский завод» (суда для Морфлота, ледоколы), «Северная верфь» (суда для ВМФ и Морфлота). Действуют предприятия машиностроения: «Компрессор» (компрессорное оборудование, нефтегазовое оборудование), «Ленинградский металлический завод» (паровые, газовые и гидравлические турбины), «Электросила» (электромашины, генераторы), завод «Электропульт» (электрическая аппаратура), «Севкабель» (силовые кабели, медный прокат), «Кировский завод» (тракторы, металлопродукция, сельскохозяйственная техника), «Арсенал» (космические спутники, артиллерийские установки, компрессорные станции), «Ижорские заводы» (прокатное оборудование, специальное оборудование, атомные реакторы), «Ленинец» (оборудование для авиации и вооружения, радиоэлектронное оборудование), «Светлана» (рентгеновские трубки, радиоэлектронная аппаратура, комплектующие), ЛОМО (оптические приборы) и другие. Развито транспортное машиностроение: «Вагонмаш» (пассажирские вагоны для железных дорог и электровагоны для метрополитена), автомобильные заводы компаний Ford, Toyota, General Motors, Scania, Nissan, Hyundai Motor и MAN. За 9 месяцев 2016 года в городе было собрано 25 % новых автомобилей, продаваемых в России. Значительный объём промышленного производства формируется предприятиями отрасли производства вооружений. В городе развита чёрная (Ижорский трубный завод компании «Северсталь») и цветная металлургия («Красный выборжец»), химическая («ВМП-Нева»), лёгкая, полиграфическая промышленность.
Среди крупнейших предприятий пищевой промышленности: завод пивоваренной компании «Балтика» (пиво, безалкогольные напитки, минеральные воды), пивзавод компании «Объединённые пивоварни» (ранее принадлежал Heineken), Пивоваренный завод имени Степана Разина, Хлебозавод Московского района (хлебобулочные, мучнистые кондитерские изделия, принадлежит Fazer), Фабрика имени Крупской (конфеты и шоколад), мясокомбинат «Парнас-М» (колбасные изделия, мясные консервы и полуфабрикаты), «Мельница Кирова» (крупа, мука), молочный комбинат «Петмол» (принадлежит Danone), завод минеральных вод «Полюстрово», мясокомбинаты, предприятия по производству кондитерских изделий, рыбной продукции и многие другие.
Численность работников промышленных предприятий по данным оперативной статистической отчётности за 2018 год составила 346,9 тыс. человек (99,8 % к 2017 году), среднемесячная заработная плата работников в промышленности — 65,4 тыс. рублей (109,7 % к 2017 году).

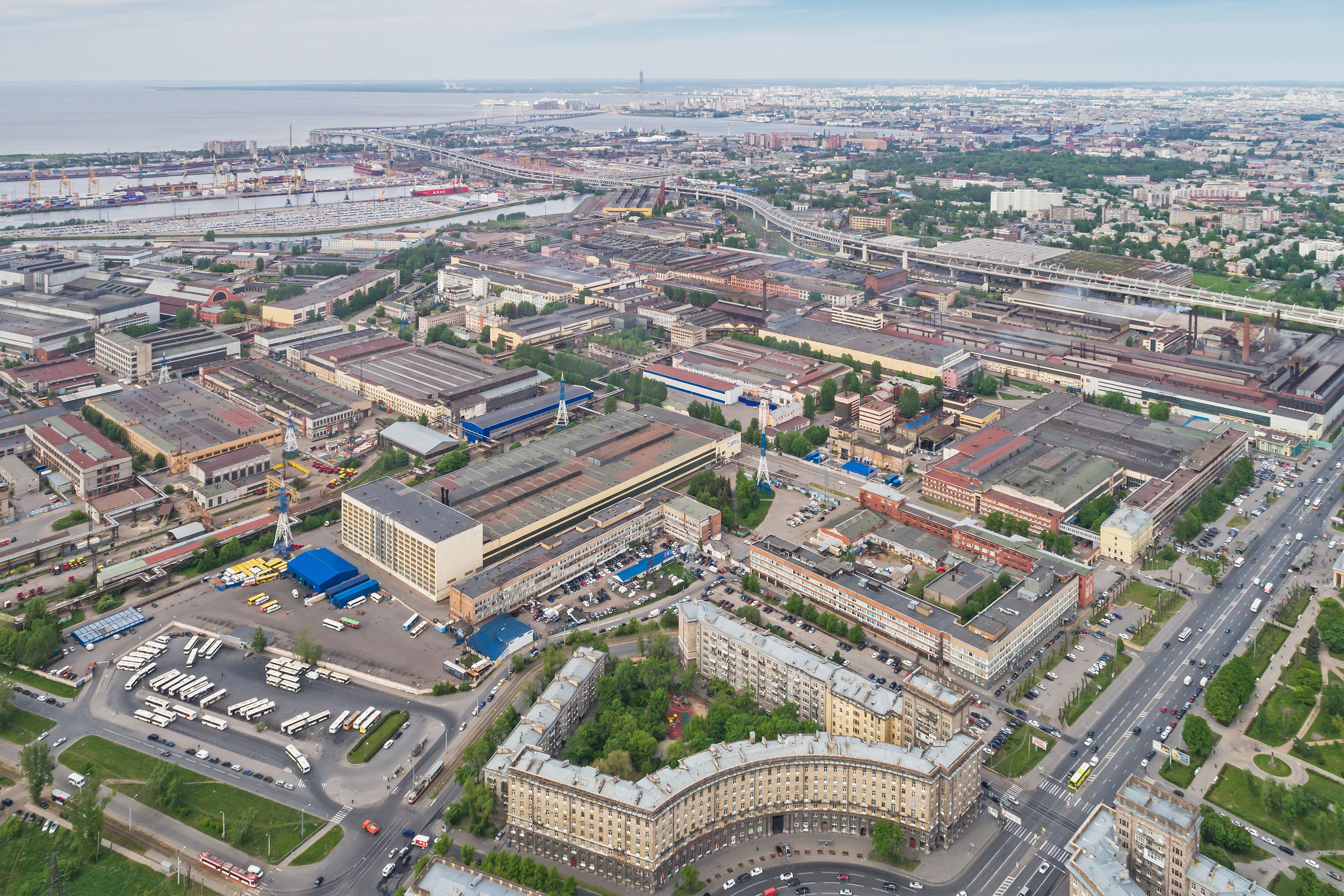
Кировский завод
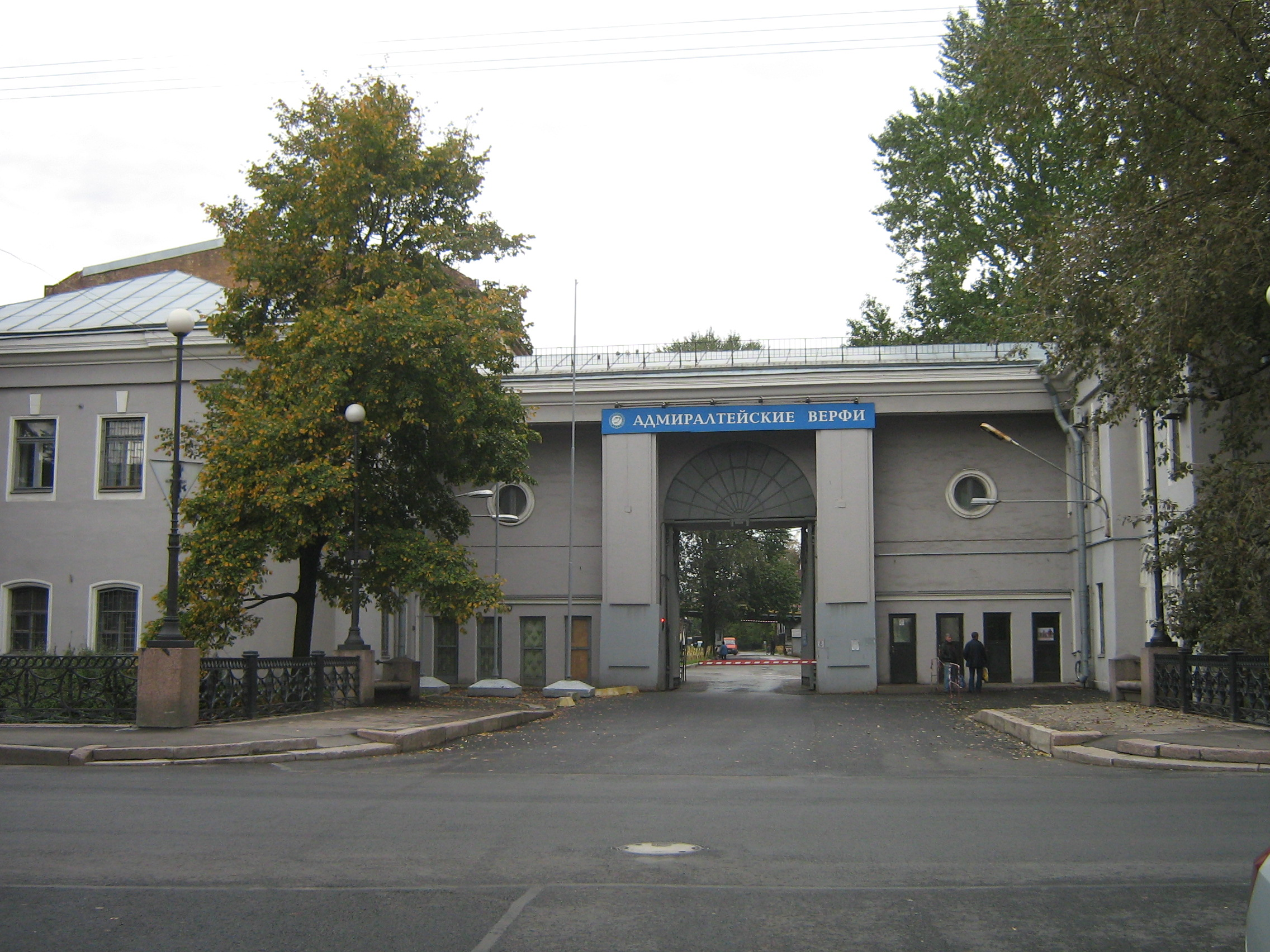
Северная проходная Адмиралтейских верфей
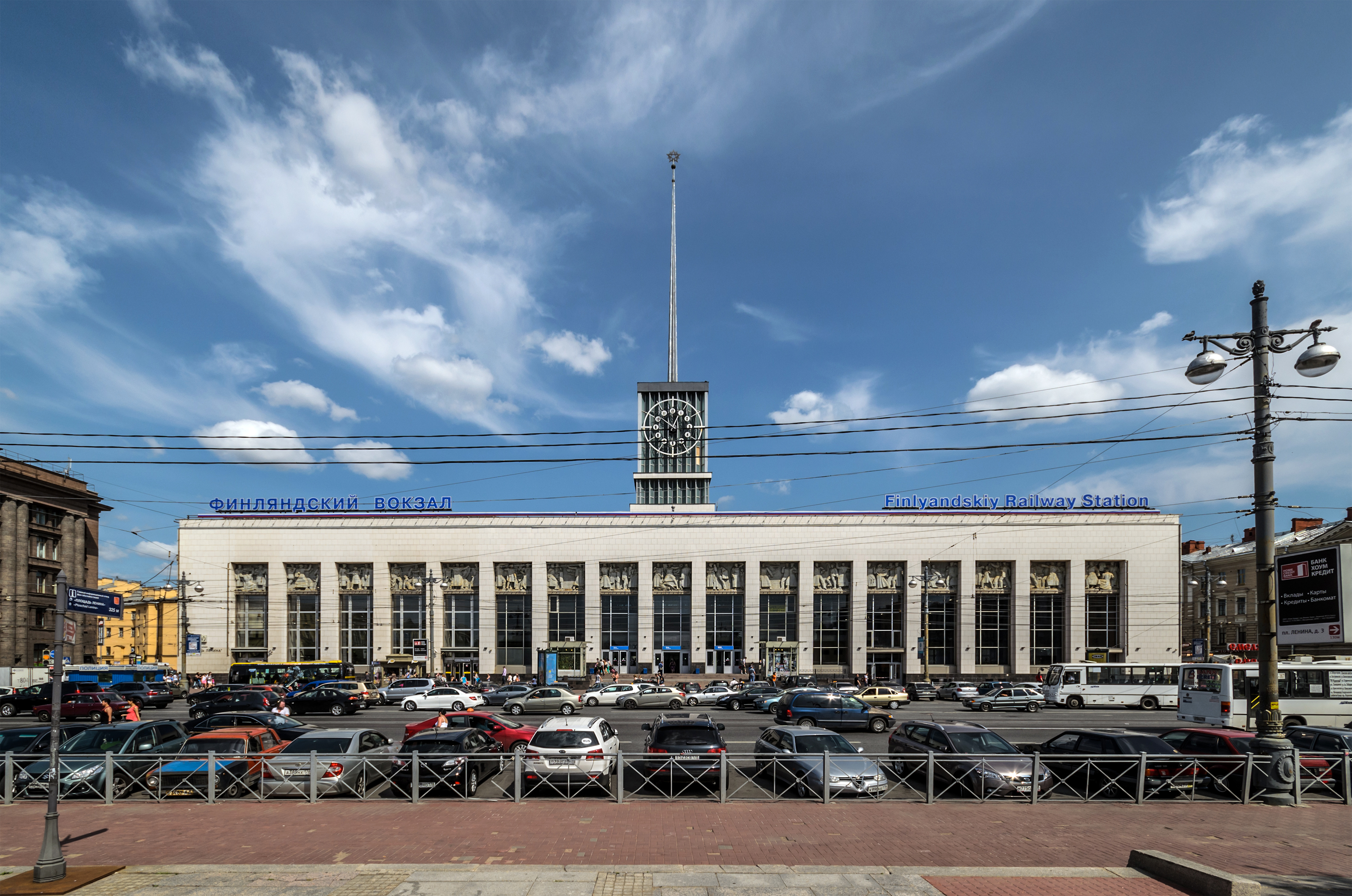
Финляндский вокзал
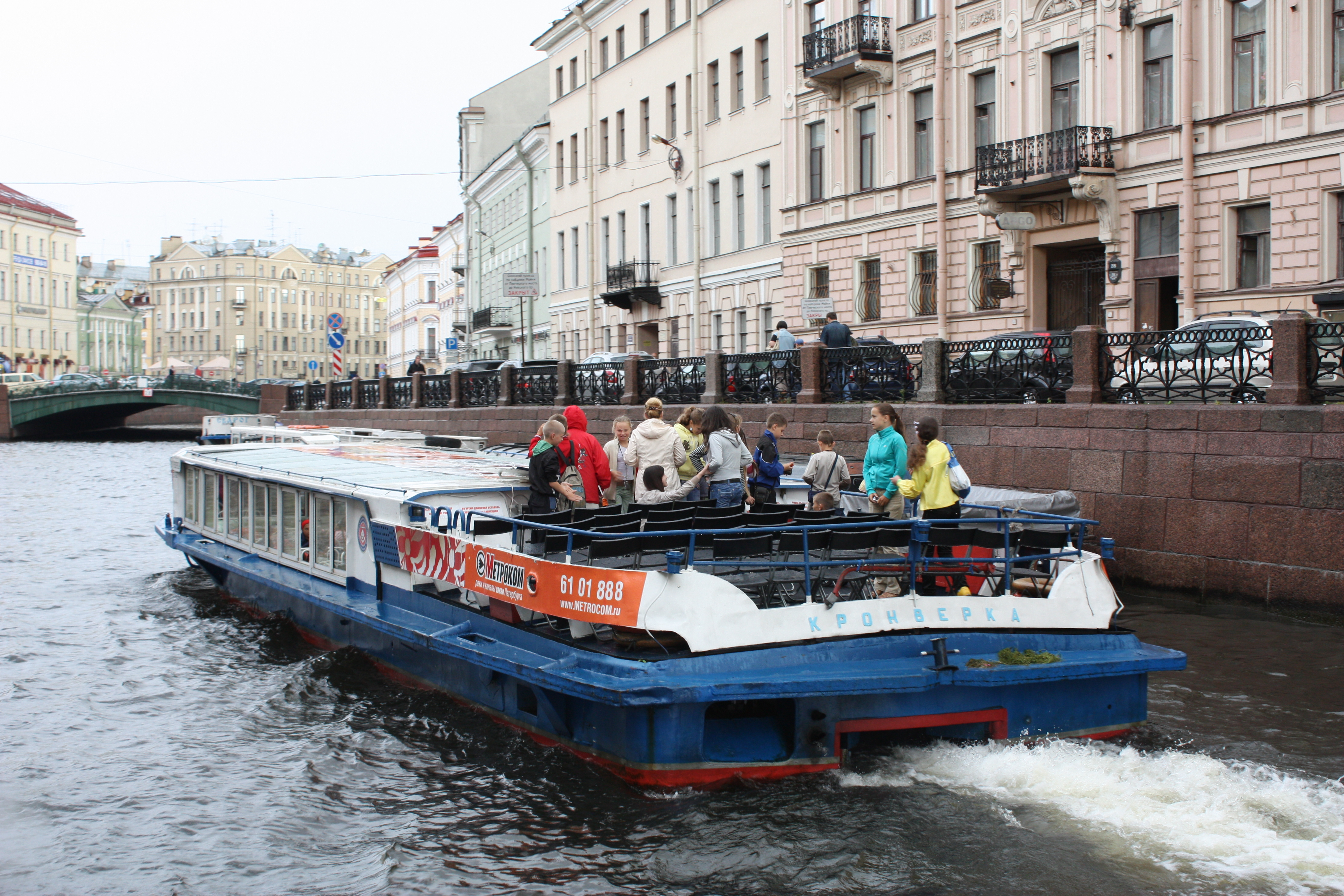
Туристический катер на реке Мойке

### Потребительский рынок
Оборот розничной торговли в 2022 году составил 1 951,2 миллиардов рублей, что на 12,5 % меньше, чем в предыдущем году. В структуре оборота пищевые продукты (включая напитки и табачные изделия) в 2016 году составили 36 %, непродовольственные товары — 64 %. В 2022 году населению было оказано платных услуг на 694 миллиарда рублей. Потребительский рынок Санкт-Петербурга обеспечивает работой пятую часть занятого в городском хозяйстве населения и составляет пятую часть валового внутреннего регионального продукта. Он включает в себя порядка 15,9 тысяч предприятий розничной торговли (в том числе продовольственные товары повседневного спроса населению реализуют более 6,5 тысяч предприятий торговли), 6,8 тысяч — общественного питания, более 8,5 тысяч — бытового обслуживания. В городе действуют 171 комплекс мелкорозничной торговли, 22 рынка (из них 16 специализированных по реализации сельхозпродукции). В Санкт-Петербурге представлены торговые сети: международные («Ашан», Spar, Metro), федеральные («О’Кей», «Лента», «Дикси», «Магнит», «Вкусвилл», «Светофор», а также «Пятёрочка» и «Перекрёсток», принадлежащие X5 Group), межрегиональные («Верный», «Норма», «Идея», «Нетто», «Азбука вкуса», «Монетка»), местные («Семишагофф», «Сезон», «Лайм», «Лэнд», «РиоМаг», «Смарт», «РеалЪ») и другие. Доля крупных торговых сетей в розничном товарообороте составляет 76 %.
Санкт-Петербург является одним из городов, определяющих развитие медиапространства страны, для печатного рынка Северной столицы характерны высокие количественные и качественные показатели. Здесь выпускается более 100 газет (разовый тираж около 10 миллионов экземпляров) и 150 журналов (свыше 7 миллионов экземпляров). Примерный годовой объём реализации периодической печатной продукции в городе — 185 миллионов экземпляров: 132 миллиона экземпляров реализуется в розницу и 53 миллиона — по подписке. В Санкт-Петербурге расположен головной офис федерального телевизионного «Пятого канала». Кроме того, в городе вещают региональные телеканалы «78 канал», «Санкт-Петербург». Работает также ряд региональных телестудий: Ленинградская областная телекомпания, «НТВ-Петербург», «СТС-Петербург», «ТНТ-Петербург». Также в городе имеются кинокомпании Ленфильм и СТВ и анимационные студии Мельница и Петербург.

### Строительство и инвестиции
В 2022 году в городе было выполнено строительных работ на сумму 508,5 миллиардов рублей, введено в эксплуатацию 3 474 тысяч м² жилья.
В 2016 году объём инвестиций в основной капитал составил 582,3 миллиарда рублей. Кредитный рейтинг Санкт-Петербурга составляет: Долгосрочный кредитный рейтинг по международной шкале в иностранной валюте Рейтинговое агентство Fitch Ratings: ВВВ- (стабильный) (дата последнего изменения рейтинга октябрь 2016 года), Рейтинговое агентство Moody’s Investors Service: Ва1 (стабильный) (февраль 2017 года).
В 2012 году Санкт-Петербург занял 2-е место в рейтинге качества городской среды, составленном Министерством регионального развития РФ, Российским союзом инженеров, Федеральным агентством по строительству и жилищно-коммунальному хозяйству, Федеральной службой по надзору в сфере защиты прав потребителей и благополучия человека, а также Московским государственным университетом им. М. В. Ломоносова.

### Туризм
Существенную роль в экономике играет туристический бизнес, связанный с приёмом гостей из России и зарубежных стран, а также связанная с этим экономическая активность в сфере обслуживания. Город обладает значительным историко-культурным наследием для формирования туристского продукта, для превращения туризма в базовую отрасль городской экономики. В 2016 году сайт путешествий Tripadvisor поместил Санкт-Петербург на 8-е место в списке лучших городов Европы.
В 2018 году Санкт-Петербург посетили около 8,2 миллиона туристов (в 2017 году — 7,5 миллиона), из них российские туристы — 4,3 миллиона человек, иностранные — 3,9 миллиона человек. В 2016 году туристов было 6,9 миллиона (количество иностранных граждан, прибывших в город через пункты пропуска Северо-Западного федерального округа в 2016 году, составило 2847,2 тысяч человек, в основном туристы из Финляндии, Германии, США, Швеции и Франции). В городе работает более 260 крупных и небольших отелей на 27 тысяч номеров (в том числе гостиницы «Гранд Отель Европа», «Астория», «Коринтия Санкт-Петербург», «Прибалтийская», «Пулковская», «Санкт-Петербург», «Москва», «Россия», «Октябрьская», «Азимут Отель Санкт-Петербург» и другие), пансионов. Со введением в эксплуатацию нового морского пассажирского порта на западе Васильевского острова и отменой визового режима для краткосрочных визитов туристов, город становится одним из центров круизного туризма Европы. В 2016 году северную столицу посетили 457 тысяч круизных туристов (209 судозаходов).
В 2016—2021 годах Санкт-Петербург получил престижную награду в области туриндустрии World Travel Awards в номинации World’s Leading Cultural City Destination (Ведущий культурный город мира), в русскоязычных источниках получившей название «Туристическая столица мира».
С января по сентябрь 2023 года Северную столицу, по предварительным данным «Турбарометра Санкт‑Петербурга», посетили около 7,8 млн туристов — это немногим меньше, чем за весь 2022 год (тогда в Северной столице побывали 8 млн туристов)

### Коммунальное хозяйство
Предприятием, занимающимся водоснабжением и канализированием в городе, является ГУП «Водоканал Санкт-Петербурга». Основным источником водоснабжения является река Нева. Из неё забирается более 96 % воды, которая проходит обработку на 5 наиболее крупных водопроводных станциях: Главной, Северной, Южной, Волковской водопроводных станциях, водопроводных очистных сооружениях города Колпино. 26 июня 2009 года Санкт-Петербург стал первым мегаполисом, в котором вся питьевая вода проходит обработку ультрафиолетом и который полностью отказался от использования жидкого хлора для обеззараживания воды. В городе действуют 21 канализационное очистное сооружение, крупнейшие из них: Центральная и Северная станции аэрации, а также Юго-западные очистные сооружения, работают три завода по сжиганию осадка сточных вод. Сточная вода начала очищаться с 1979 года. К концу 2008 года Петербург очищает 91,7 % сточных вод. В октябре 2013 года, со вводом в эксплуатацию Главного канализационного коллектора северной части города, очистку проходит 98,4 % сточных вод города (в 2010 году 93 %). В 2016 году среднесуточная подача питьевой воды потребителям составила 1597 тысяч м³, расходы и потери при транспортировке воды — 12 %, среднесуточный объём сточных вод, прошедших очистку на канализационных очистных сооружениях, составил 2,2 миллиона м³/сут.
В системе теплоснабжения работают 8 ТЭЦ «ТГК-1», 3 ведомственных ТЭЦ, 377 котельных «ТЭК СПб», 48 котельных «Лентеплоснаб», 140 котельных «Петербургтеплоэнерго», 28 котельных «Петербургэнергосбыт», 179 ведомственных котельных. Протяжённость тепловых сетей составляет более 6000 км. На территории города располагаются 118 высоковольтных подстанций суммарной мощностью более 15 тысяч мегаватт. Основным видом котельно-печного топлива в городском хозяйстве является природный газ (доля которого составляет 94 %), остальное составляют мазут и уголь. Наиболее крупные тепло- и энергогенерирующие предприятия города принадлежат ТГК-1: Центральная ТЭЦ, Правобережная ТЭЦ № 5, Выборгская ТЭЦ № 17, Северная ТЭЦ № 21, Первомайская ТЭЦ № 14, Южная ТЭЦ № 22, Автовская ТЭЦ № 15.

## Транспорт
Санкт-Петербург — крупнейший транспортный узел северо-запада России и второй в стране после Москвы. Он включает в себя железные дороги, морской и речной транспорт, автомобильные дороги и авиалинии. Через город проходят: два евразийских транспортных коридора «Север — Юг» и «Севсиб», панъевропейский транспортный коридор № 9, европейский автомобильный маршрут E 18, связывающие Скандинавию с центром России. В 2010 году в Санкт-Петербурге перевезено грузов: железнодорожным транспортом 101 миллион тонн, трубопроводным 85 миллионов тонн, морским 9 миллионов тонн, автомобильным (без малого предпринимательства) 4 миллиона тонн, внутренним водным 1,2 миллиона тонн.
Для снижения загруженности городских автомагистралей транзитным транспортом построена кольцевая автомобильная дорога (КАД). Основными трассами, связывающими Санкт-Петербург с другими регионами, являются (по часовой стрелке от Финского залива): Приморское шоссе, Выборгское шоссе, Приозерское шоссе, Рябовское шоссе, Мурманское шоссе, Петрозаводское шоссе, Московское шоссе, скоростная автомагистраль «Нева» (Москва-Санкт-Петербург), Пулковское шоссе — Киевское шоссе, Таллинское шоссе, Петергофское шоссе. По данным комитета по развитию транспортной инфраструктуры администрации Санкт-Петербурга по состоянию на сентябрь 2017 года 37 % внутригородских дорог находится в ненормативном состоянии; к 2020 году планируется снизить эту долю до 20 %.
На территории города находятся Большой порт Санкт-Петербург, включающий пять бассейнов (Восточный, Барочный, Пассажирский, рейд Лесного мола и Угольную Гавань); Василеостровский грузовой порт, Кронштадтский порт, порт Ломоносов. В них перегружаются нефтепродукты, металлы, лесные грузы, контейнеры, уголь, руда, химические грузы, металлолом. Грузооборот Большого порта по итогам первого полугодия 2010 года составил 26,35 млн тонн (+ 6,4 % к аналогичному периоду 2009 года). Он соединён с морем Морским каналом протяжённостью 27 миль и открыт для захода судов круглый год. На западной оконечности Васильевского острова расположен морской пассажирский терминал для приёма круизных лайнеров и паромов. Существенная доля перевозок водным транспортом приходится на речные перевозки по Неве, связывающей город с Ладожским озером и являющейся конечным отрезком Волго-Балтийского водного пути. Принято решение о строительстве нового речного вокзала взамен снесённого в 2012 году.
Пассажирские воздушные перевозки осуществляются через аэропорт Пулково, расположенный на южной окраине. Из городов, обладающих лишь одним аэропортом для пассажирских перевозок, Санкт-Петербург является крупнейшим по населению в Европе. В 2018 году пассажиропоток составил более 18 млн пассажиров. С 4 декабря 2013 года работает новый централизованный пассажирский терминал, осуществляющий полное обслуживание международных рейсов, а также регистрацию на рейс и предполётные процедуры для внутренних рейсов. Реконструированное здание бывшего терминала Пулково-1 введено в эксплуатацию 4 февраля 2015 года как расширение нового централизованного терминала для приёма и отправки внутренних рейсов. В городе зарегистрирована государственная авиакомпания «Россия».
Санкт-Петербургский железнодорожный узел — второй по величине в стране после московского, по времени появления первый — история российских железных дорог начиналась в XIX веке здесь. Он является частью Октябрьской железной дороги и включает в себя пять головных железнодорожных вокзалов: Балтийский, Витебский, Ладожский, Московский, Финляндский; семь радиальных направлений: Выборгское, Приозёрное, Волхостроевское, Киришское, Московское, Новгородское, Витебское, Варшавское (Псковское), Нарвское, Ораниенбаумское; две сортировочные станции: Санкт-Петербург-Сортировочный-Московский, Шушары; четыре припортовые станции: Автово, Новый Порт, Ораниенбаум, Бронка. В городе расположено управление Октябрьской железной дороги ОАО «РЖД». Проводится перевозка пассажиров высокоскоростным поездом «Сапсан» по маршруту Санкт-Петербург — Москва и скоростным поездом «Аллегро» по маршруту Санкт-Петербург — Хельсинки, также электропоездами «Ласточка», введёнными с 2018 года в пригородных направлениях: Сосновый Бор (с марта), Псков (с августа), Тосно (с декабря), через Сортавалу до туристического комплекса Рускеала (декабрь).
С 1955 года действует метрополитен. На начало ноября 2019 года в Петербургском метрополитене имелось 72 станции на пяти линиях, семь пересадочных узлов, эксплуатационная длина линий составляла 124,7 км. Проектирование и строительство метрополитена в Санкт-Петербурге осуществляется в соответствии со следующей нормативной базой: Генеральный план Санкт-Петербурга, утверждённый Законом Санкт-Петербурга от 22.12.2005 г. № 728-99 (с изменениями на 06.03.2019 г.); Отраслевая схема развития метрополитена в Санкт-Петербурге, утверждённая постановлением Правительства Санкт-Петербурга от 28.06.2011 г. № 836 (в редакции постановления Правительства Санкт-Петербурга от 04.12.2018 г. № 921); Государственная программа «Развитие транспортной системы Санкт-Петербурга», утверждённая постановлением Правительства Санкт-Петербурга от 30.06.2014 г. № 552 (с изменениями на 11.02.2020 года).
По состоянию на 2001 год в Санкт-Петербурге действовала крупнейшая в мире трамвайная сеть. В последние годы она была значительно сокращена. Также в городе имеются развитые сети автобусного и троллейбусного сообщения. Здесь эксплуатировалось наибольшее в СССР количество троллейбусных поездов Владимира Веклича, состоящих из двух машин ЗиУ-682. Всего их было больше 111 единиц.
Есть попытки развития малого судоходства по рекам и каналам города, с 2010 по 2016 год действовали несколько линий аквабуса. В 2010 году по Санкт-Петербургу общественным транспортом было перевезено: метро 777 миллионов человек, трамваями 477 миллионов, автотранспортом 473 миллиона, троллейбусами 281 миллион, железнодорожным 136 миллионов, морским 4 миллиона. В 2011 году городским пассажирским транспортом пользуются 70 % населения города, тратя на дорогу на работу и обратно в среднем по 56 минут в день.

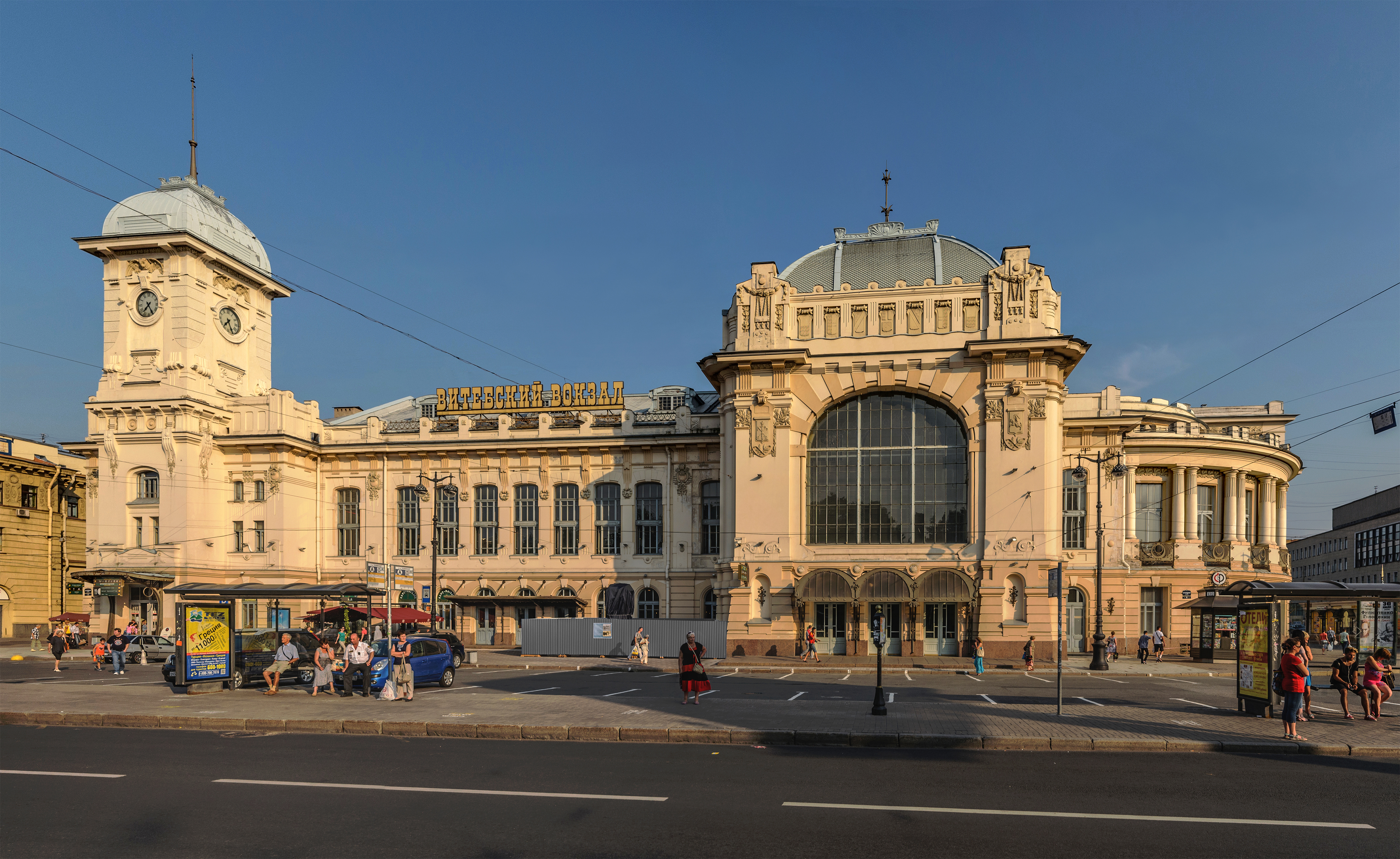
Витебский вокзал
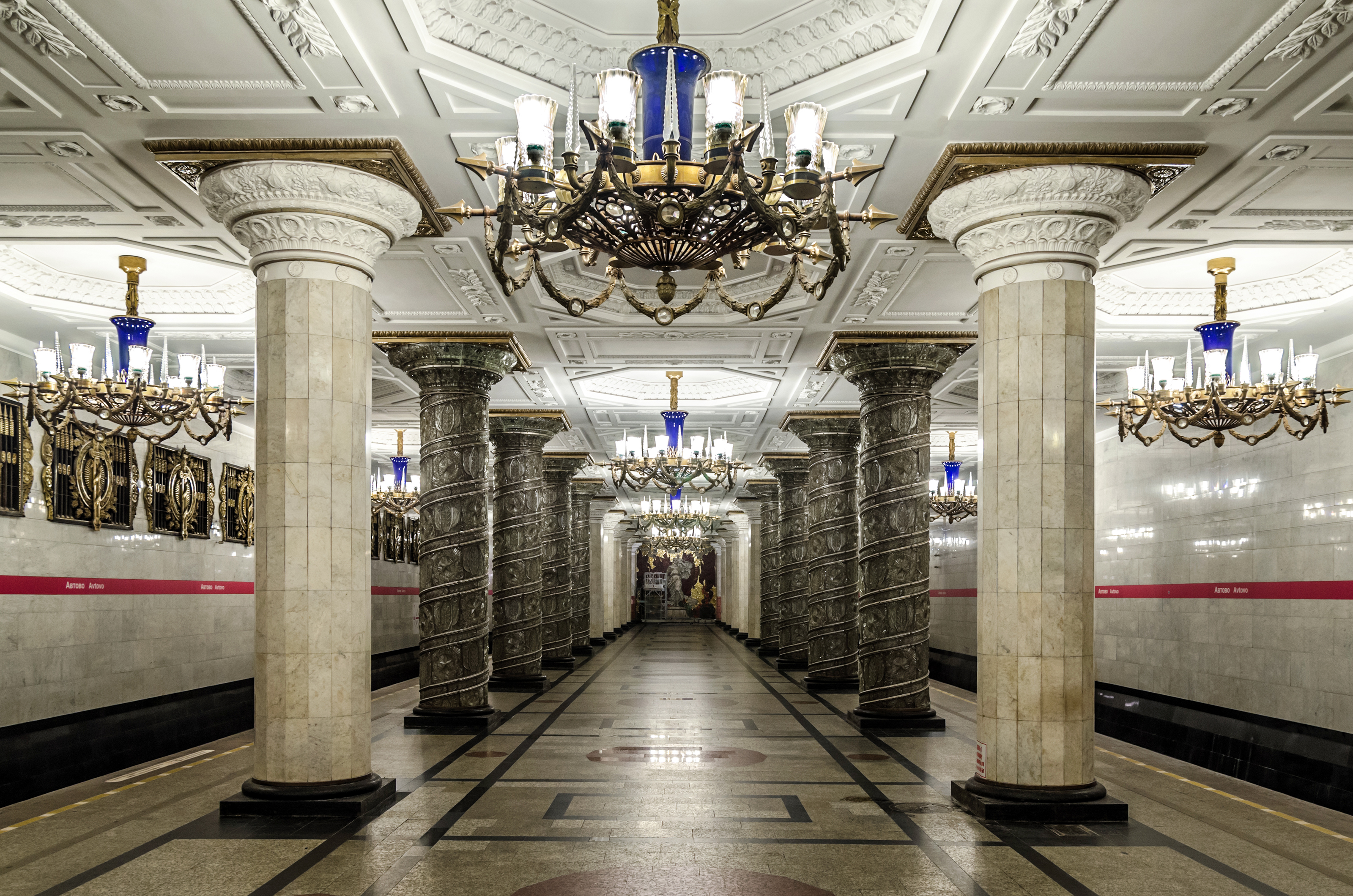
Станция метро «Автово»
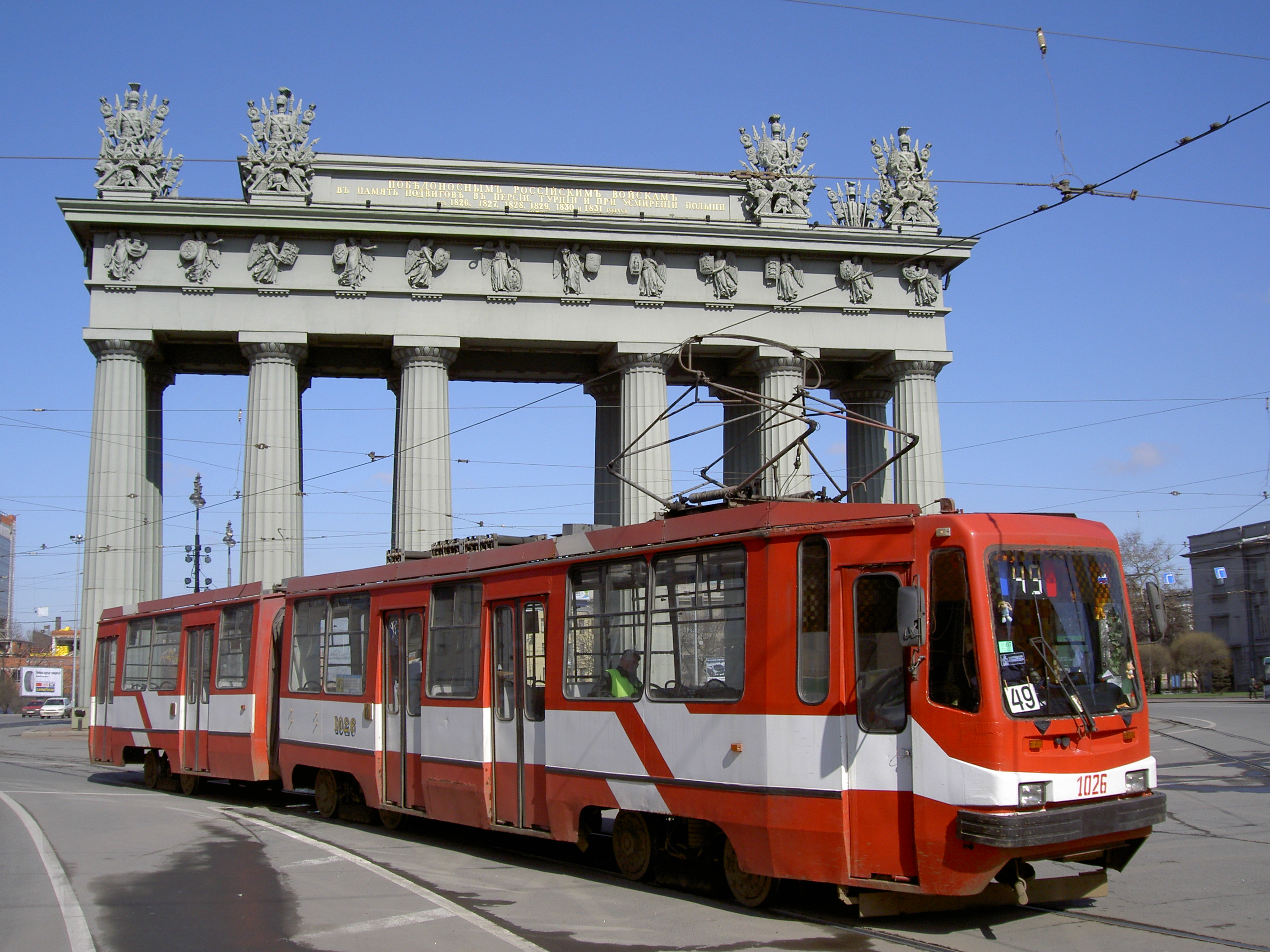
Трамвай на площади Московские Ворота
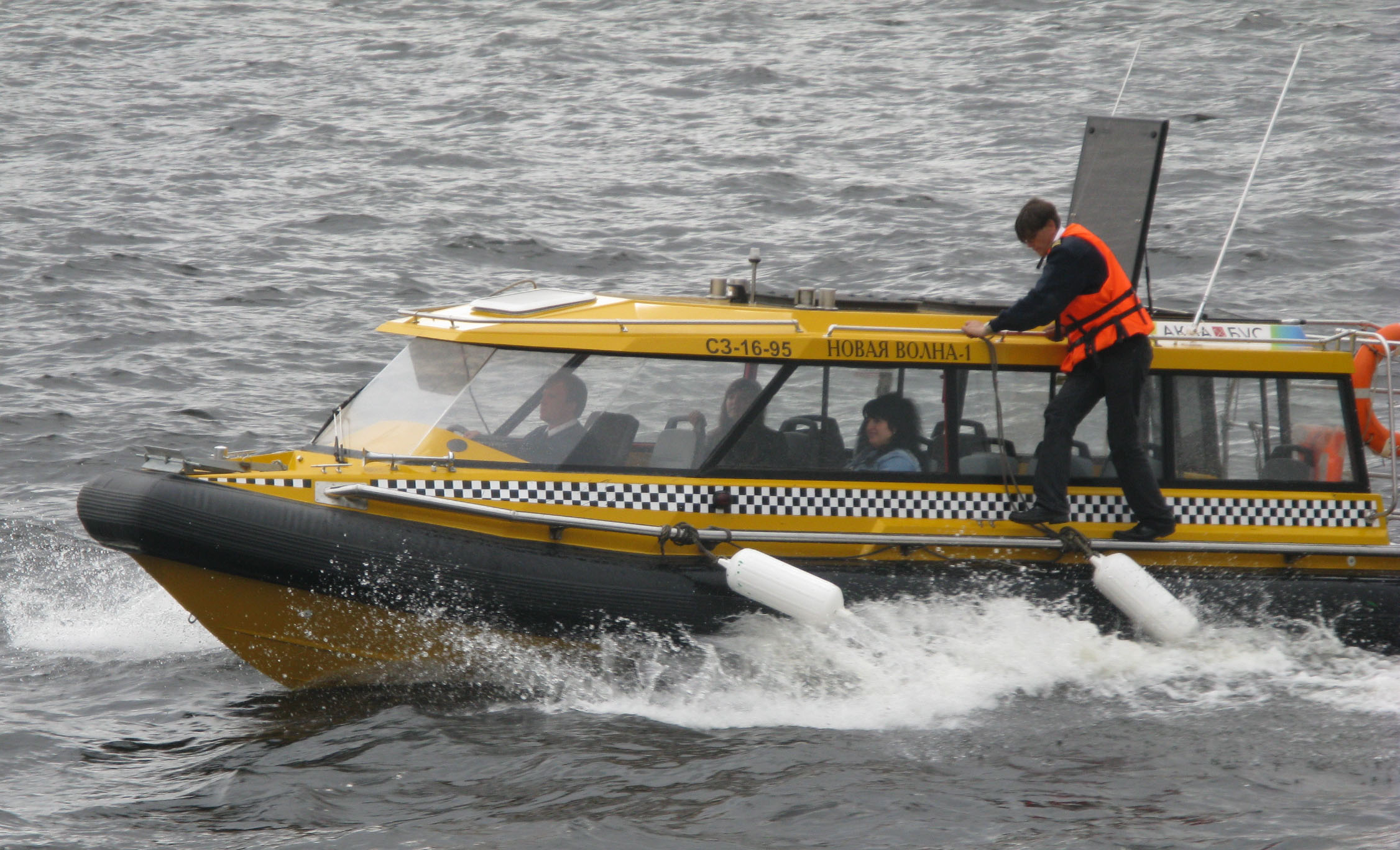
Аквабус на Приморской линии
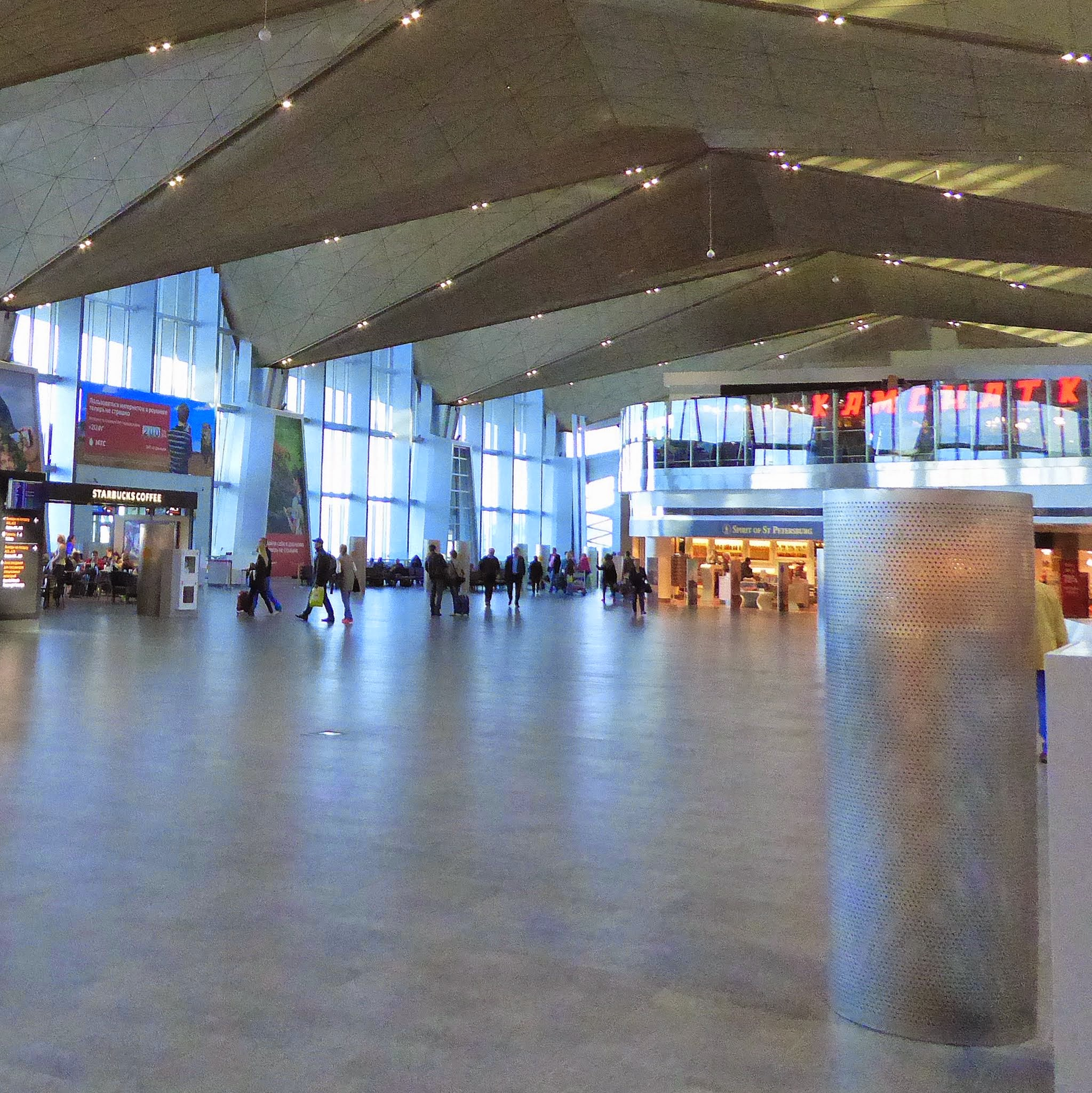
Аэропорт Пулково

## Образование и наука
На январь 2012 года систему дошкольного образования составляли 1054 детских садов и яслей. Практически все они, за исключением единичных частных заведений, находятся на балансе муниципалитета. В городе 690 общеобразовательных учреждений, из них 609 школ, в том числе 135 с углублённым изучением предметов, 72 гимназии, 45 лицеев, 21 вечерняя школа, 40 коррекционных школ, 8 школ-интернатов, 19 спецшкол, 58 учреждений дополнительного образования детей, 48 учреждений начального и среднего профессионального образования. Среди них отметим Академию русского балета им. А. Я. Вагановой, Санкт-Петербургский музыкальный колледж имени М. П. Мусоргского, из военных заведений известны Санкт-Петербургское суворовское военное училище, Нахимовское военно-морское училище, Военно-космический Петра Великого кадетский корпус, Морской кадетский корпус и другие.

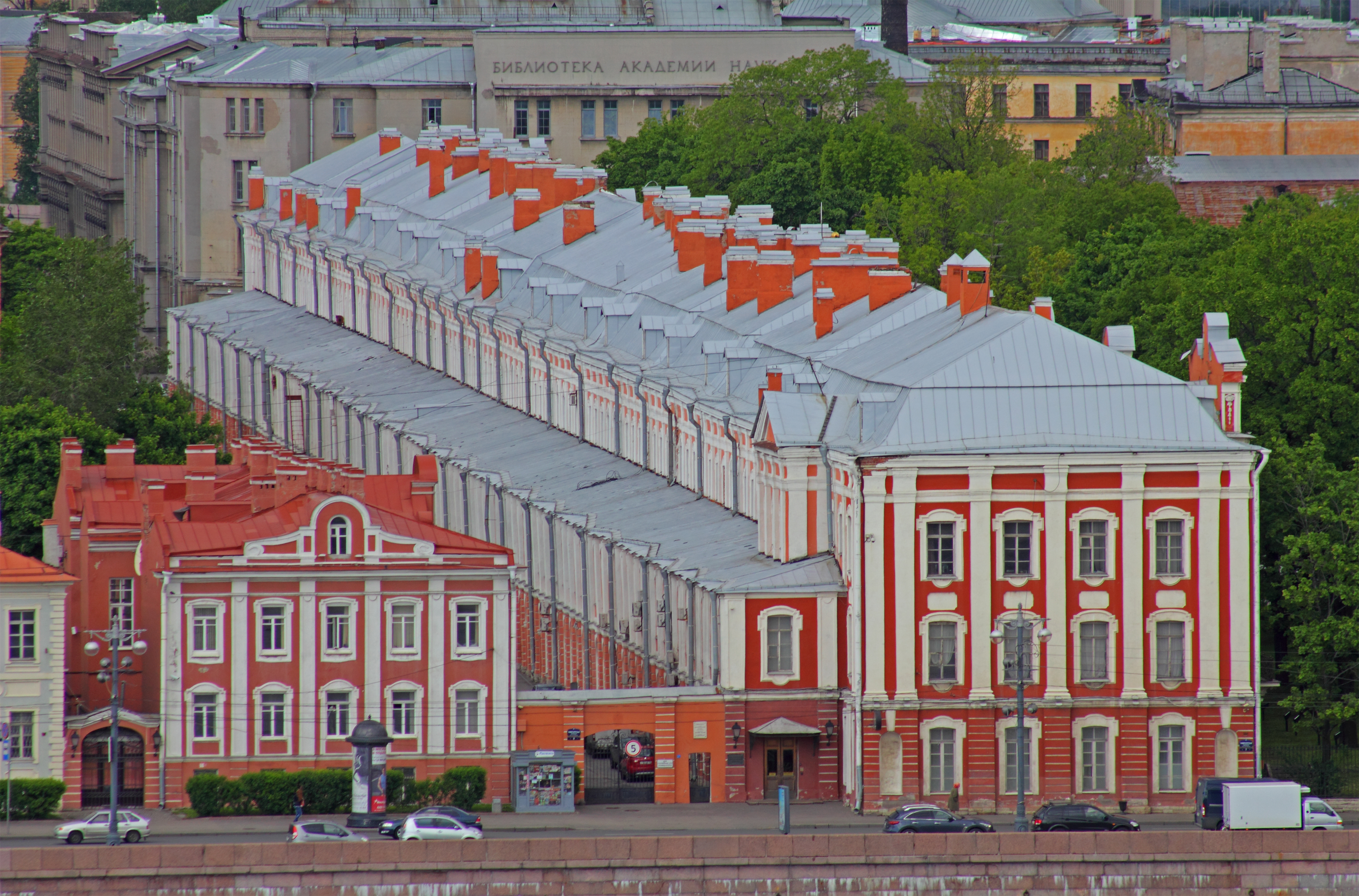
Здание Двенадцати коллегий.
Санкт-Петербургский государственный университет

По состоянию на 2025 год Санкт-Петербурге базируются 43 государственных и муниципальных и 21 частное высших учебное заведение, в числе которых такие известные как Санкт-Петербургский государственный университет (171 специальность, 23 400 учащихся), Санкт-Петербургский государственный политехнический университет (170, 29 200), Санкт-Петербургский национальный исследовательский университет информационных технологий, механики и оптики (96, 15 200), Санкт-Петербургский государственный медицинский университет имени академика И. П. Павлова (7, 20 200), Санкт-Петербургский государственный горный институт (76, 3 600), Российский государственный педагогический университет имени А. И. Герцена (86, 19 400), Санкт-Петербургский государственный электротехнический университет (55, 4 100), Санкт-Петербургский государственный экономический университет (45, 7 400), Институт медицинского образования ФГБУ «НМИЦ им. В. А. Алмазова» Минздрава России (40, 600), Санкт-Петербургский государственный архитектурно-строительный университет (53, 11 900, Санкт-Петербургский государственный педиатрический медицинский университет (98, 7 500), Северо-Западный государственный медицинский университет имени И. И. Мечникова (6, 4 500), Санкт-Петербургский государственный морской технический университет (45, 74 000), Ленинградский государственный университет имени А. С. Пушкина (59, 15 000), 
Санкт-Петербургский государственный университет аэрокосмического приборостроения (106, 13 500), Балтийский государственный технический университет «Военмех» (62, 3 500), Санкт-Петербургский государственный университет промышленных технологий и дизайна (62, 7 500), Национа́льный госуда́рственный университе́т физи́ческой культу́ры, спо́рта и здоро́вья и́мени П. Ф. Ле́сгафта (25, 6 700), Санкт-Петербургский университет МВД России (7, 8 000), Российская академия народного хозяйства и государственной службы (43, 28 500), Петербургский государственный университет путей сообщения Императора Александра I (43, 11 800), Санкт-Петербургский государственный технологический институт (технический университет) (45, 7 600), Санкт-Петербургский государственный университет гражданской авиации (19, 400), Санкт-Петербургский государственный университет телекоммуникаций имени профессора М. А. Бонч-Бруевича (33, 3 500), Военно-медицинская академия имени С. М. Кирова (5, 500), Санкт-Петербургский университет ГПС МЧС России (19, 1 700), Санкт-Петербургский государственный институт культуры (39, 8 000), Санкт-Петербургский государственный аграрный университет (38, 9 100), 
Государственный университет морского и речного флота имени адмирала С. О. Макарова (38, 980), Военно-космическая академия имени А. Ф. Можайского (16, 2 000), Российский государственный гидрометеорологический университет (41, 7 800).
Санкт-Петербург — один из крупнейших научно-образовательных центров России, в котором находится более 10 % научного потенциала страны: это более 350 научных организаций, в том числе 70 организаций Академии наук РФ и других государственных академий, в которых работают 170 тысяч научных сотрудников, в том числе 9 тысяч докторов наук и 26 тысяч кандидатов наук. По числу занятых в научно-образовательной сфере в составе общей численности населения города, город занимает второе место в Российской Федерации. В нём располагается Санкт-Петербургский научный центр Российской академии наук, объединяющий свыше 60 академических институтов и других научно-исследовательских учреждений; многочисленные научно-исследовательские институты. На южной окраине располагается Главная (Пулковская) астрономическая обсерватория Российской Академии наук.

## Здравоохранение

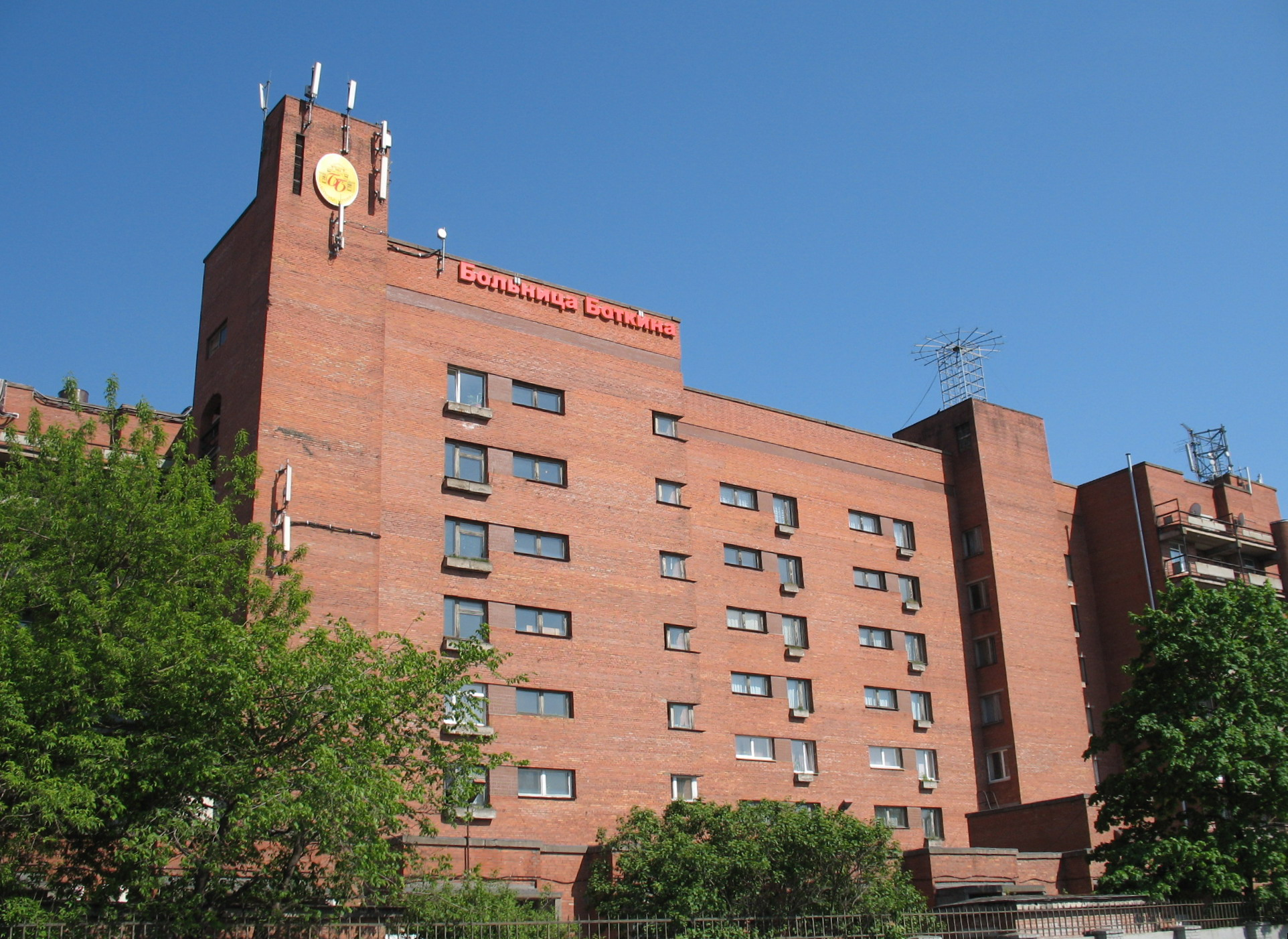
Клиническая инфекционная больница им. С. П. Боткина

Большинство учреждений здравоохранения Санкт-Петербурга входят в систему Министерства здравоохранения Российской Федерации и делятся на четыре группы: подчиняющиеся комитету по здравоохранению Санкт-Петербурга, федеральные учреждения Минздрава РФ, федеральные учреждения ФМБА и учреждения Ленинградской области, находящиеся в черте города. Комитет по здравоохранению правительства Санкт-Петербурга является исполнительным органом государственной власти по проведению городской политики в сфере здравоохранения. Помимо учреждений входящих в систему Минздрава РФ, в городе располагаются учреждения здравоохранения других ведомств, а также негосударственные учреждения.
В городе 106 амбулаторно-поликлинических учреждений, 33 стоматологических поликлиники, 44 диспансера разного профиля, 83 стационарных лечебных учреждения, 24 больницы, 57 станций скорой помощи. Среди них, Военно-медицинская академия имени С. М. Кирова, Александровская больница, госпиталь для ветеранов войн, городские психиатрические больницы имени Кащенко, Святого Николая Чудотворца, клиническая инфекционная больница имени Боткина, НИИ гриппа, НИИ акушерства и гинекологии имени Отта, детская больница имени Раухфуса, детская клиническая больница имени Филатова и другие. С 2005 года реализуется национальный приоритетный проект «Здоровье», предусматривающий модернизацию системы городского здравоохранения.
По состоянию на 2015 год уровень здравоохранения в городе по ряду показателей остаётся лучшим в России, также здесь самый низкий уровень смертности в стране. С 2012 года происходит активная модернизация медицинского оборудования и осуществляется программа по повышению качества по проведениям диспансеризации населения, проводится программа по улучшению жилищных условий медицинским работникам.

## Преступность
В 2011 году уровень преступности в Санкт-Петербурге составил 1218 зарегистрированных преступлений на 100 тысяч жителей (122 место среди городов России), снижение по сравнению с 2010 годом на 13,6 %. В 2021 году раскрываемость преступлений составила 41 % и её доля в последние годы снижается. Количество тяжких и особо тяжких преступлений снижается, их доля в общем количестве зарегистрированных преступлений составила 31,8 %. Снижается уровень уличной преступности (16,9 %), уменьшается доля преступлений, связанных с незаконным оборотом наркотиков (12 %). Уменьшается доля краж из жилищ и объектов различных форм собственности (36,4 % от общего количества преступлений по городу). Среди других зарегистрированных преступлений в городе: мошенничество — 49 %, при темпах прироста до 200 % по некоторым статьям и очень низкой раскрываемости, иногда до 20 %. Наибольший процент раскрываемости (более 90 %) по статьям бандитизм, убийство, изнасилование, причинение тяжёлого вреда, взяточничество, разбой, наименьший (менее 10 %) — мошенничество. По результатам опросов жителей города сохраняется общая неудовлетворительная оценка работы правоохранительных органов.
На территории города находятся 4 следственных изолятора (в том числе знаменитые «Кресты»), 4 исправительных колонии и 1 воспитательная колония (Колпино).

## Культура
Санкт-Петербург является культурным центром мирового значения, часто его называют «Культурной столицей» России. В городе располагаются 8464 объекта культурного наследия (памятники истории и культуры), в том числе 4213 объектов культурного наследия федерального значения, что составляет почти 10 % всех памятников, охраняемых государством на территории Российской Федерации.
Работают свыше 200 музеев (см. Музеи Санкт-Петербурга) и их филиалов (в том числе Эрмитаж (около трёх миллионов произведений искусства и памятников мировой культуры), Русский музей (самый обширный музей русского искусства), Центральный военно-морской музей, музей Академии художеств России, музей городской скульптуры, музей истории Санкт-Петербурга, музей антропологии и этнографии имени Петра Великого (Кунсткамера), «Музей-институт семьи Рерихов», дворцово-парковые музеи-заповедники Петергофа, Ораниенбаума, Царского Села, Павловска, Арт-центр «Пушкинская, 10», музей современного искусства Эрарта, Всероссийский музей А. С. Пушкина, музей обороны и блокады Ленинграда и другие); выставочный комплекс «Ленэкспо»; более 70 театров (в том числе Мариинский театр, Александринский театр, Михайловский театр, Большой драматический театр имени Г. А. Товстоногова, Санкт-Петербургский академический театр комедии имени Н. П. Акимова, Малый драматический (Театр Европы), Санкт-Петербургский академический театр имени Ленсовета, «Балтийский дом», Академический драматический театр имени В. Ф. Комиссаржевской, театр клоунады «Лицедеи», Большой Санкт-Петербургский государственный цирк и многие другие);
1100 библиотек (крупнейшие среди них Российская национальная библиотека (Публичная), Библиотека Российской академии наук, Президентская библиотека имени Б. Н. Ельцина); более 50 культурно-досуговых учреждений; более 50 кинотеатров. В Санкт-Петербурге несколько творческих вузов: Санкт-Петербургская консерватория имени Римского-Корсакова, Академия Русского балета имени А. Я. Вагановой, Российский государственный институт сценических искусств, Санкт-Петербургская академия художеств имени Ильи Репина, Санкт-Петербургская художественно-промышленная академия имени Штиглица, Санкт-Петербургское художественное училище имени Рериха, Санкт-Петербургский государственный институт кино и телевидения.
В городе действуют около 10 киностудий, среди них, старейшие «Ленфильм», «Леннаучфильм».
В 2011 году в Санкт-Петербурге проходило почти 1000 выставок, более 120 премьер, почти 300 фестивалей, среди них: международный фестиваль балета «Мариинский», международный фестиваль искусств «Звёзды белых ночей», международный зимний фестиваль «Площадь Искусств», международный фестиваль балета «Dance Open», международный музыкальный фестиваль «Дворцы Санкт-Петербурга», международный фестиваль джаза «Свинг белой ночи», международный фестиваль искусств «От авангарда до наших дней», международный кинофестиваль «Фестиваль Фестивалей», международный фестиваль байкеров в Ольгино, международный театральный фестиваль «Балтийский дом», международный конкурс-фестиваль детско-юношеского творчества «Праздник детства».
С 1981 по начало 1990-х годов в Ленинграде действовал Ленинградский рок-клуб, положивший начало легализации рок-коллективов города. В организации клуба участвовали группы «Пикник», «Аквариум», «Зоопарк», «Мифы», а позже принимали участие в его работе группы «АукцЫон», «Кино», «Алиса», «Поп-механика», «ДДТ», «Ноль» и многие другие. Сейчас в городе действует клуб-музей Виктора Цоя «Камчатка», могила певца на Богословском кладбище является местом паломничества его почитателей.
26 мая 2013 года в дни празднования 310-летнего юбилея со дня основания города прошло массовое исполнение песен о Санкт-Петербурге. 4335 человек на Исаакиевской площади под аккомпанементы симфонического оркестра в течение часа спели 14 песен. Событие может войти в Книгу рекордов Гиннесса.

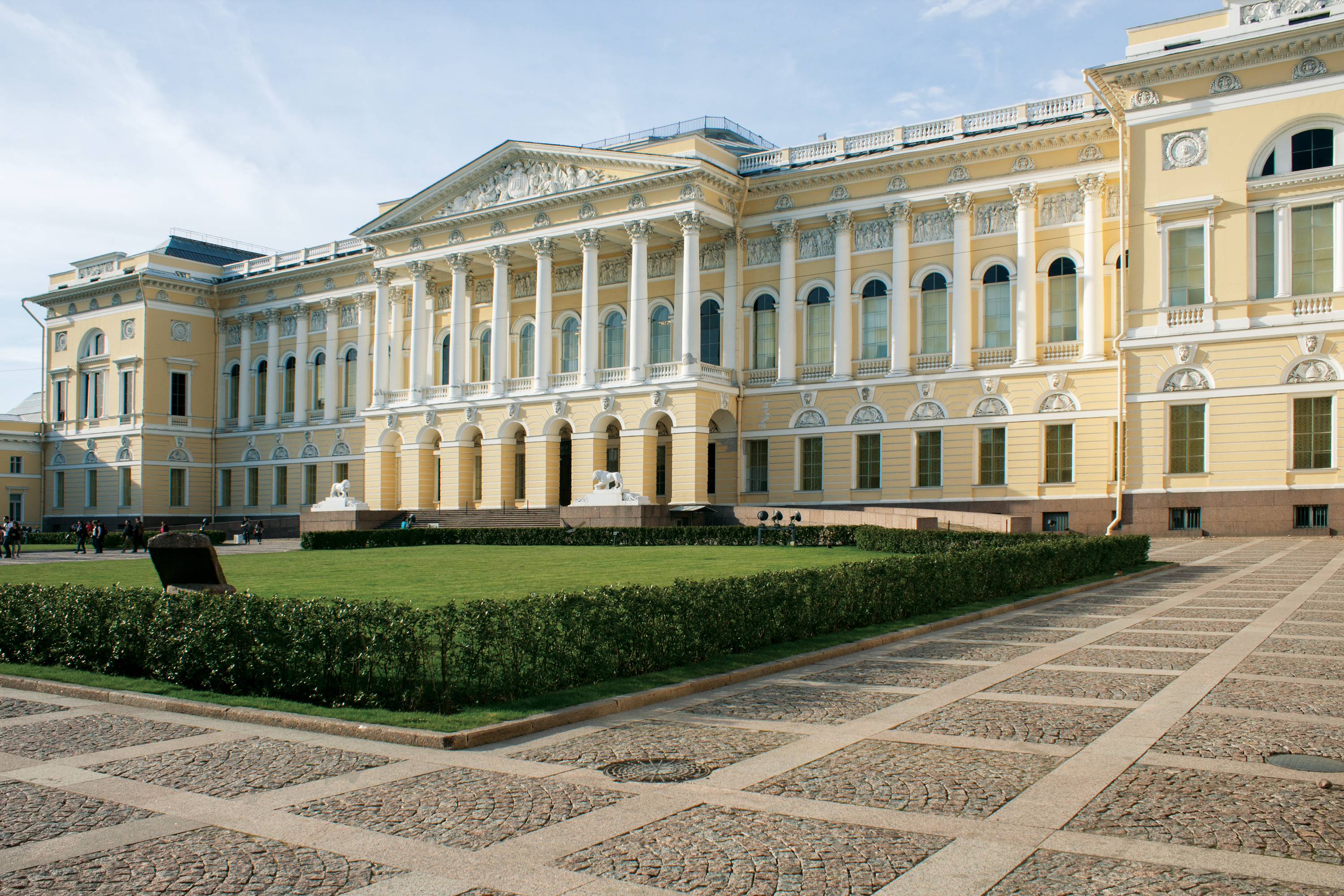
Михайловский дворец — главное здание Русского музея
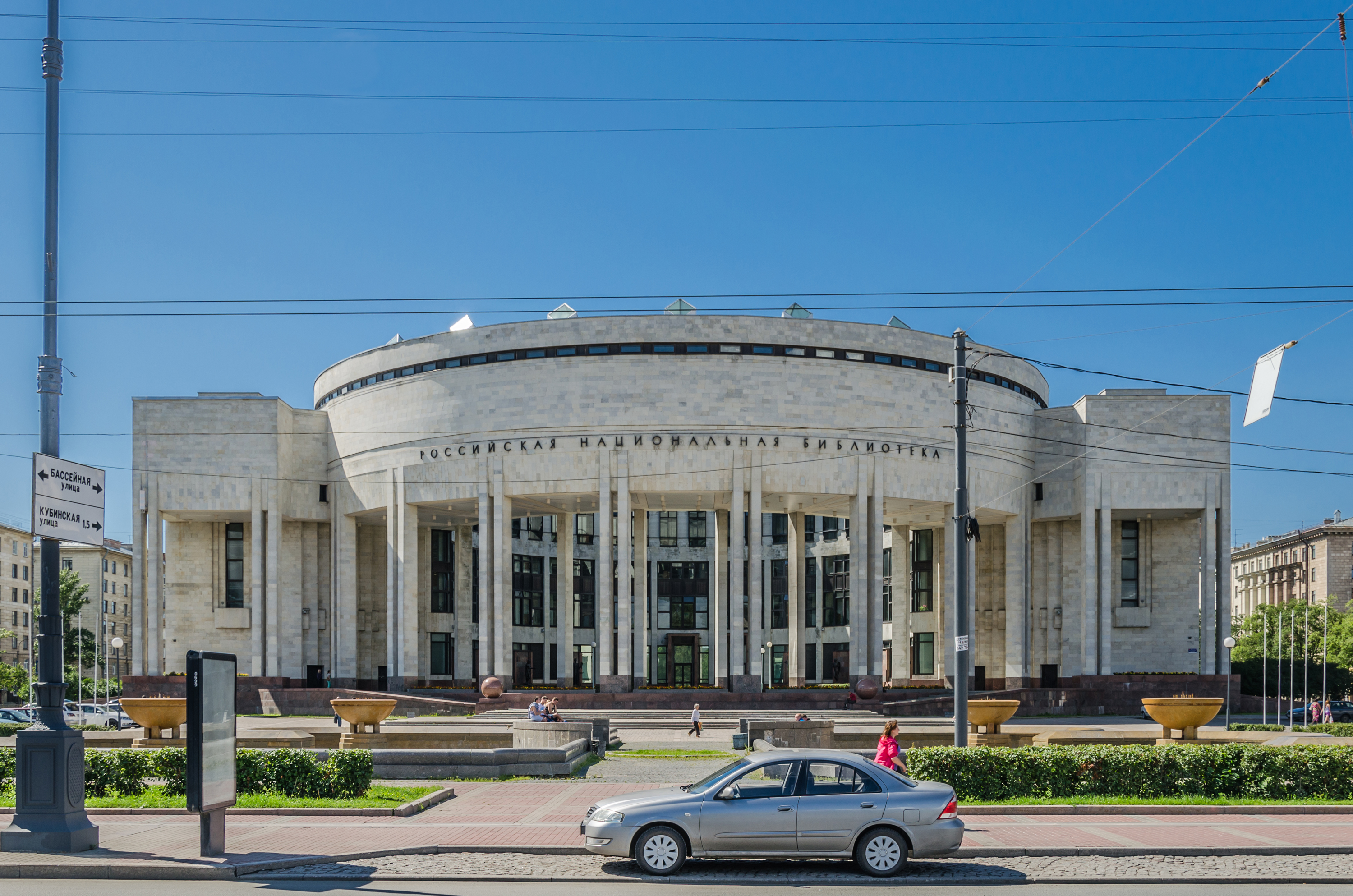
Российская национальная библиотека, здание на Московском проспекте
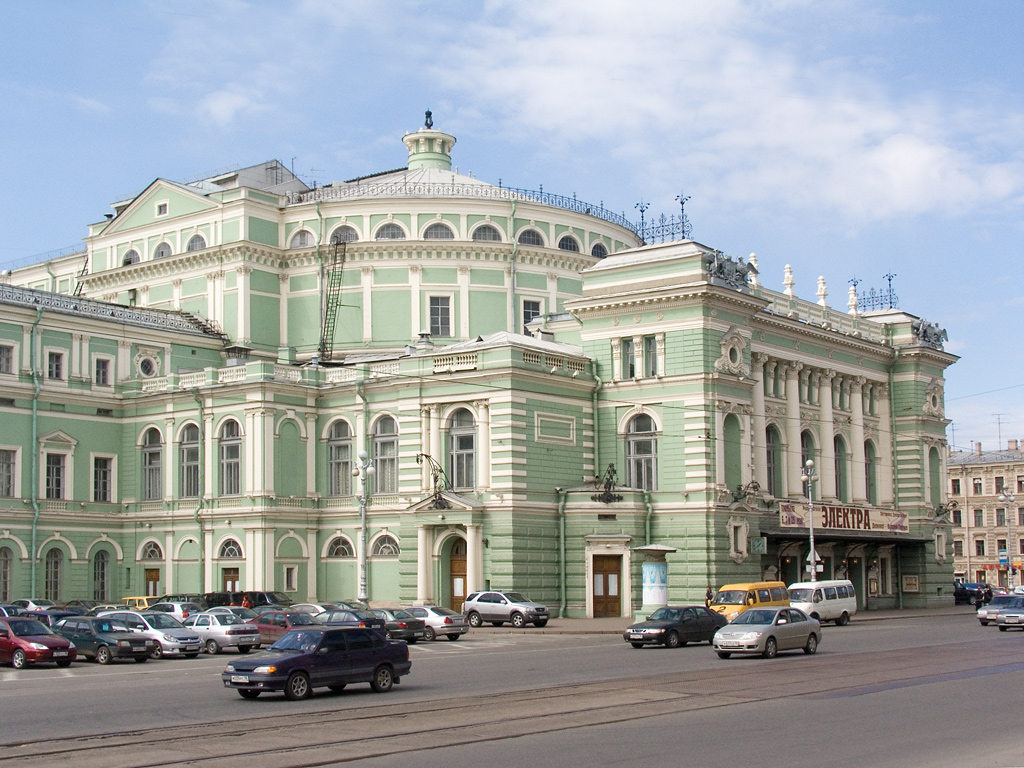
Мариинский театр
Московская площадь

### Архитектура
В 1990 году исторический центр Санкт-Петербурга и дворцово-парковые ансамбли пригородов включены в список объектов Всемирного наследия ЮНЕСКО. Под охраной государства находятся около 8 тысяч памятников архитектуры. В 2005 году принята Петербургская стратегия сохранения культурного наследия. Величественный облик города определяют архитектурные ансамбли, строгие прямые улицы, просторные площади, сады и парки, реки и многочисленные каналы, набережные, мосты, узорчатые ограды, монументальные и декоративные скульптуры. Архитектурные ансамбли XVIII—XX веков: Петропавловская крепость, Александро-Невская лавра, Смольный институт, Дворцовая площадь с Зимним дворцом, Адмиралтейство, Невский проспект, Стрелка Васильевского острова со зданием Биржи, Сенатская площадь с памятником Петру I, улица Зодчего Росси и площадь Островского, площадь Искусств, Исаакиевская площадь и, сформировавшаяся в XX веке, площадь Восстания.
Стремительное развитие Петербурга стало вызовом традиционному представлению о городе с многовековой историей, который растёт и развивается медленно. Пётр I задумывал город по образцу Венеции и Амстердама: вместо улиц, мощёных камнем, город должна была покрыть сеть каналов, по которым жители перебирались бы на лёгких судах. Хотя мечте Петра не суждено было сбыться, именно зарубежный опыт лёг в основу дальнейшей застройки. Автором первого генерального плана города 1716 года был итальянский архитектор Доменико Трезини: прямые перпендикулярные улицы, широкие «прошпекты» стали характерной чертой новой столицы. Такая планировка видна на примере Васильевского острова и «трезубца»: Адмиралтейство — Невский проспект, Гороховая улица, Вознесенский проспект. Почти вся застройка центральной части города появилась позже, но геометрически заданные площади и улицы определили облик города до наших дней. Решающую роль в этом сыграла личность Петра I, он лично выбрал место Невского проспекта, Адмиралтейства, Петропавловской крепости, ввёл жёсткую градостроительную дисциплину. Все здания по его указу должны были строиться из камня (одновременно с этим во всех иных городах России было запрещено использовать камень в качестве основного строительного материала). В те времена получил распространение стиль петровского барокко, представителями которого являются итальянцы Д. Трезини, Дж. М. Фонтана, Н. Микетти, француз Жан-Батист Леблон, немцы А. Шлютер, Г. Маттарнови, русский М. Земцов. В городе сохранилось несколько зданий, построенных в этом стиле: Петропавловская крепость с Петропавловским собором, Летний дворец, Кунсткамера, здание Двенадцати коллегий, Меншиковский дворец. В середине XVIII века стал преобладать стиль елизаветинского барокко, представленного архитекторами Ф. Б. Растрелли (Зимний дворец, Смольный монастырь, Большой Петергофский дворец в Петергофе, Большой Екатерининский дворец в Царском Селе) и С. И. Чевакинским (Никольский морской собор).
В 1844 году императором Николаем I был издан указ о запрещении строить гражданские здания в городе выше карниза Зимнего дворца. Со второй половины XVIII века преобладающим в архитектуре города стал классицизм. Основные архитекторы этого стиля: В. И. Баженов (Михайловский замок), Ж.-Б. Валлен-Деламот (здание Академии художеств, Большой гостиный двор), А. Ринальди (Мраморный дворец), И. Е. Старов (Таврический дворец, Троицкий собор Александро-Невской лавры), Дж. Кваренги (здание Смольного института, Александровский дворец в Царском Селе), Ч. Камерон (Павловский дворец); и более поздней (с начала XIX века) его разновидности, стиля русского ампира: А. Н. Воронихин (Казанский собор), А. Д. Захаров (Главное адмиралтейство), Ж. Тома де Томон (Стрелка Васильевского острова), К. И. Росси (Михайловский дворец, здание Главного штаба, Александринский театр, здание Сената и Синода), В. П. Стасов (Спасо-Преображенский собор, Троице-Измайловский собор), О. Монферран (Исаакиевский собор). В середине XIX века в архитектуре стала преобладать эклектика: А. И. Штакеншнейдер (Мариинский дворец, дворец Белосельских-Белозерских), А. П. Брюллов (Лютеранская церковь Святых Петра и Павла), К. А. Тон (здание Московского вокзала), А. А. Парланд (храм Спаса на Крови). С середины века начинается сооружение новых набережных и мостов, идёт большое строительство доходных домов. Именно в этот период формируются Литейный, Владимирский и Загородный проспекты.
В начале XX века в городе появляются здания в стиле модерн, в числе которых дом компании «Зингер», Елисеевский магазин, гостиница «Астория», Витебский вокзал. В этот период массовый характер приобрело украшение доходных домов, частных особняков и общественных сооружений витражами. Следом пришёл стиль неоклассицизма («Дом с башнями» на площади Льва Толстого), сменившийся с 1920-х годов конструктивизмом (Дворец культуры имени А. М. Горького, Большой дом на Литейном проспекте) и сталинским ампиром (ансамбли Московской площади, Московского проспекта, проспекта Стачек, площади Калинина, станции первой очереди Ленинградского метрополитена). С 1923 года начинается жилищное строительство в новых районах по принципу комплексной застройки («Жилмассивы»). С начала 1960-х годов началось массовое возведение «хрущёвок», а с 1970-х годов «домов-кораблей». В то же время появляются здания, построенные по индивидуальным проектам: Дворец спорта «Юбилейный», ансамбль площади Победы, гостиница «Прибалтийская», спортивно-концертный комплекс им. В. И. Ленина, здание аэропорта Пулково.
В последнее время происходит снос зданий в историческом центре: были уничтожены казармы Преображенского полка (одного из старейших в России) и сапёрного батальона (Кирочная улица), 5 домов на Невском проспекте, корпус XVIII века и интерьеры дома Чичерина, несколько домов на улице Восстания и Литейном проспекте, дом на Вознесенском проспекте, ряд зданий на Петроградской стороне и другое. Некоторые из снесённых домов имели официальный статус памятников архитектуры. В 2008 году вступили в силу изменения в законодательстве, которые сняли запрет на приватизацию памятников федерального значения, действовавший в России с 2002 года. В этот список приватизации могут попасть около 650 строений города, находящихся пока в федеральном списке охраны.

### Отражения и влияние города в литературе и искусстве
Красуйся, град Петров, и стой 

Неколебимо как Россия,

Да умирится же с тобой

И побеждённая стихия;

Вражду и плен старинный свой

Пусть волны финские забудут

И тщетной злобою не будут

Тревожить вечный сон Петра!
В эпоху классицизма Российская империя пропагандировала торжественный, мажорный образ Петербурга как идеального города, рождённого наперекор стихиям в соответствии с рациональными планами просветителей. В Европе за Екатериной II закрепилась репутация Северной Семирамиды, Петербург же называли Северной Пальмирой. Придворные поэты воспевали его в одах, пейзажисты круга Фёдора Алексеева создавали ведуты с видами бескрайних проспектов и площадей, где на фоне грандиозных строений теряются стаффажные фигурки людей.

Надобно расстаться с Петербургом на некоторое время, надобно видеть древние столицы: ветхий Париж, закопчённый Лондон, чтобы почувствовать цену Петербурга. Смотрите — какое единство! как все части отвечают целому! какая красота зданий, какой вкус и в целом какое разнообразие, происходящее от смешения воды со зданиями.— К. Батюшков, 1814
А. С. Пушкин в «Медном всаднике» (1833) создал образ Петербурга как умозрительно сконструированного пространства, плода рационализма эпохи Просвещения, воздвигнутого на болотах по воле монарха ценой бесчисленных человеческих жизней и оттого враждебного чувствам и счастью «маленьких людей». В «Петербургских повестях» Гоголя «всё мокро, гладко, ровно, бледно, серо, туманно»; автор импрессионистическими мазками рисует столицу империи как «место разгула враждебных человеку дьявольских сил, под которым всегда шевелится зыбкая почва, угрожая всосать в себя и величественные, но холодные здания, и бездушные правительственные департаменты, и заполняющее их множество маленьких несчастных чиновников» (С. Волков).
Против Петербурга ополчились, помимо Гоголя, и его друзья-славянофилы московской закваски: «Первое условие для освобождения в себе пленного чувства народности — возненавидеть Петербург всем сердцем своим и всеми помыслами своими», — писал, к примеру, И. С. Аксаков. Каменным громадам царской столицы — не предназначенного для жизни лабиринта парадных подъездов и доходных домов за завесой нездоровых испарений и вечных туманов — посылали свои проклятия герои Н. А. Некрасова и Ф. М. Достоевского. Герой его романа «Подросток» рассуждает:

Мне сто раз среди этого тумана задавалась странная, но навязчивая грёза: «А что, как разлетится этот туман и уйдёт кверху, не уйдёт ли с ним вместе и весь этот гнилой, склизлый город, подымется с туманом и исчезнет как дым, и останется прежнее финское болото, а посреди его, пожалуй, для красы, бронзовый всадник на жарко дышащем, загнанном коне?»

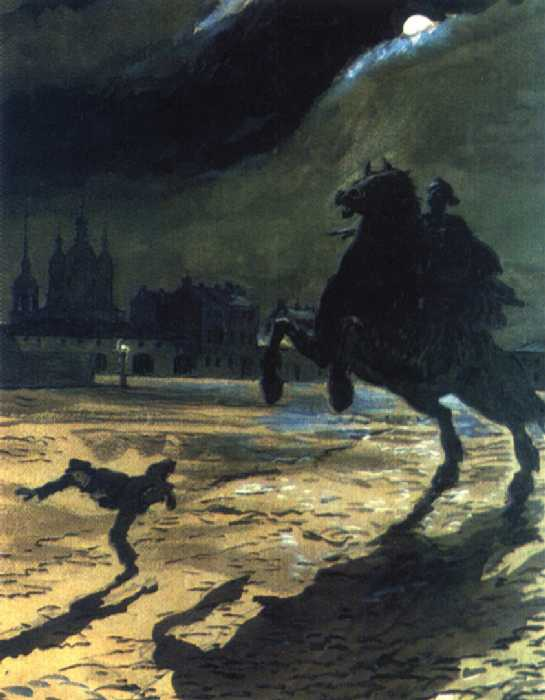
А. Бенуа. Иллюстрация
к «Медному всаднику» (1904)

Предсказания неизбежной гибели этого леденящего исполина, если не от наводнения, то от пожара, получили дальнейшее развитие в литературе «серебряного века», особенно по мере роста фабричных пригородов. Согласно дневниковой записи М. Кузмина, петербургские интеллектуалы взирали «на тёмные фабрики с таким мрачным и испуганным видом, будто с городской башни страж на гуннов у стен города». Нечто поминальное исследователи находят в том, как обрисован Петербург П. И. Чайковским в «Пиковой даме». В зарисовках М. Добужинского, в городских стихах А. Блока и в романе А. Белого «Петербург» выявлена инфернальная, потусторонняя аура имперской столицы. Эти произведения составляют своего рода реквием, где Петербург показан «уже обречённым на гибель, но ещё прекрасным предсмертной, призрачной красотой» (Е. И. Замятин).
В защиту Петербурга от подобного мифотворчества выступили с позиций неоклассицизма художники «Мира искусства» во главе с А. Бенуа, который сетовал: «Кажется, нет на всём свете города, который пользовался бы меньшей симпатией, нежели Петербург». В акварелях из истории XVIII века и в цикле просветительских статей («Живописный Петербург», «Красота Петербурга» и др.) Бенуа отмечает героический строй и своеобразную поэтическую прелесть старого города: «Во всём Петербурге царит изумительно глубокая и чудесная музыкальность». Эти ностальгические мотивы позднее были подхвачены в творчестве А. Ахматовой. C переездом столицы в Москву (1918) русская культура из обличительницы превратилась в «плакальщицу и защитницу» города на Неве, ещё недавно казавшегося бесчеловечным. В ахматовской поэме «Реквием» город видится как страдалец, ибо к середине XX века

Ленинград перестал быть символом угнетения и отчуждения, став олицетворением вековых духовных ценностей русского общества, обречённых на уничтожение безжалостным тоталитарным режимом.— С. Волков
Петербургский текст, как совокупность разнообразных литературных (прозаических и поэтических, художественных и документально-публицистических и т. д.) произведений, создающих многоплановый и сложный образ города на Неве, стал одним из интереснейших и самых масштабных явлений российской культуры. Сформированный произведениями, созданными в эпоху, когда Петербург был столицей Российской империи, петербургский текст впоследствии был расширен творческими усилиями уже советских и постсоветских авторов. В расширенном понимании, петербургский / ленинградский текст включает не только литературные произведения, но и произведения других жанров, в частности кино- и телефильмы, музыкальные произведения, посвящённые и/или ассоциируемые с городом. Петербургский текст является фундаментом символического капитала Санкт-Петербурга, который обеспечивает непреходящий интерес к городу как со стороны петербуржцев, так и со стороны жителей других городов и стран.

## Физкультура и спорт
В Санкт-Петербурге развит как любительский, так и профессиональный спорт. В городе 1649 спортивных залов, 118 бассейнов, 18 лыжных баз, 17 крытых объектов с искусственным льдом, 13 стадионов с трибунами более 1500 мест, 11 гребных баз и каналов, 10 дворцов спорта, велотрек. Среди них стадионы «Газпром Арена» и «Петровский», дворец спорта «Юбилейный», Ледовый дворец, Зимний стадион, «СКА Арена», «Сибур Арена», плавательный бассейн СКА. Важным центром спортивной культуры является Университет имени Лесгафта.
В городе базируются профессиональные клубы:
- Футбол: «Зенит» — один из сильнейших клубов премьер-лиги чемпионата России, обладатель Кубка УЕФА (2007/08), Суперкубка УЕФА (2008); «Динамо», «Зенит-2» и «Звезда» выступают в зоне «Запад» первенства ФНЛ-2; женский футбольный клуб «Зенит» — сильнейшая команда Высшего дивизиона чемпионата России по футболу среди женщин, Футбольный клуб Кировец-ГУТИД[237].
- Хоккей: СКА — один из сильнейших клубов КХЛ, обладатель Кубка Гагарина (2014/2015, 2016/2017); «СКА-Нева» и ХК «Динамо Санкт-Петербург»— в ВХЛ; «СКА-1946», «СКА-Серебряные Львы» и МХК «Динамо Санкт-Петербург» в Чемпионате МХЛ; ЖХК «Динамо Санкт-Петербург» — в ЖХЛ[238].
- Баскетбол: «Зенит» выступает в Единой лиге ВТБ, «Спартак» — с 2014 выступает в любительских соревнованиях; «Динамо» (существовал в 2004—2006 годах).
- Волейбол: «Автомобилист» — выступает в Высшей лиге Б чемпионата России, «Зенит» — выступает в Суперлиге; «Ленинградка» — выступает в Суперлиге чемпионата России.
- Пляжный футбол: «Кристалл» — один из сильнейших клубов чемпионата России последних лет, обладатель Кубка европейских чемпионов по пляжному футболу 2014, 2015, 2020, 2021 годов. Женская команда по пляжному футболу «Звезда» (основана в 2013 году) является пятикратным чемпионом России (2015, 2017, 2018, 2019, 2020), а также победителем Кубка европейских чемпионов в 2018 году.
- Мини-футбол: «Политех», выступающий в Суперлиге; «Аврора» (женский мини-футбольный клуб).
- Гандбол: «Зенит» (до 2022 года «Университет Лесгафта — Нева») — один из сильнейших клубов суперлиги чемпионата России среди мужчин.
- Хоккей на траве: «Метрострой» (женский хоккейный клуб).
- Американский футбол: «Грифоны» — чемпионы России по американскому футболу 2015, выступают в Премьер-дивизионе с 2016 года; «Северный легион» выступает в дивизионе Север с 2016 года; «Валькирии» — выступают в Высшей лиге Финляндии с 2016 года.

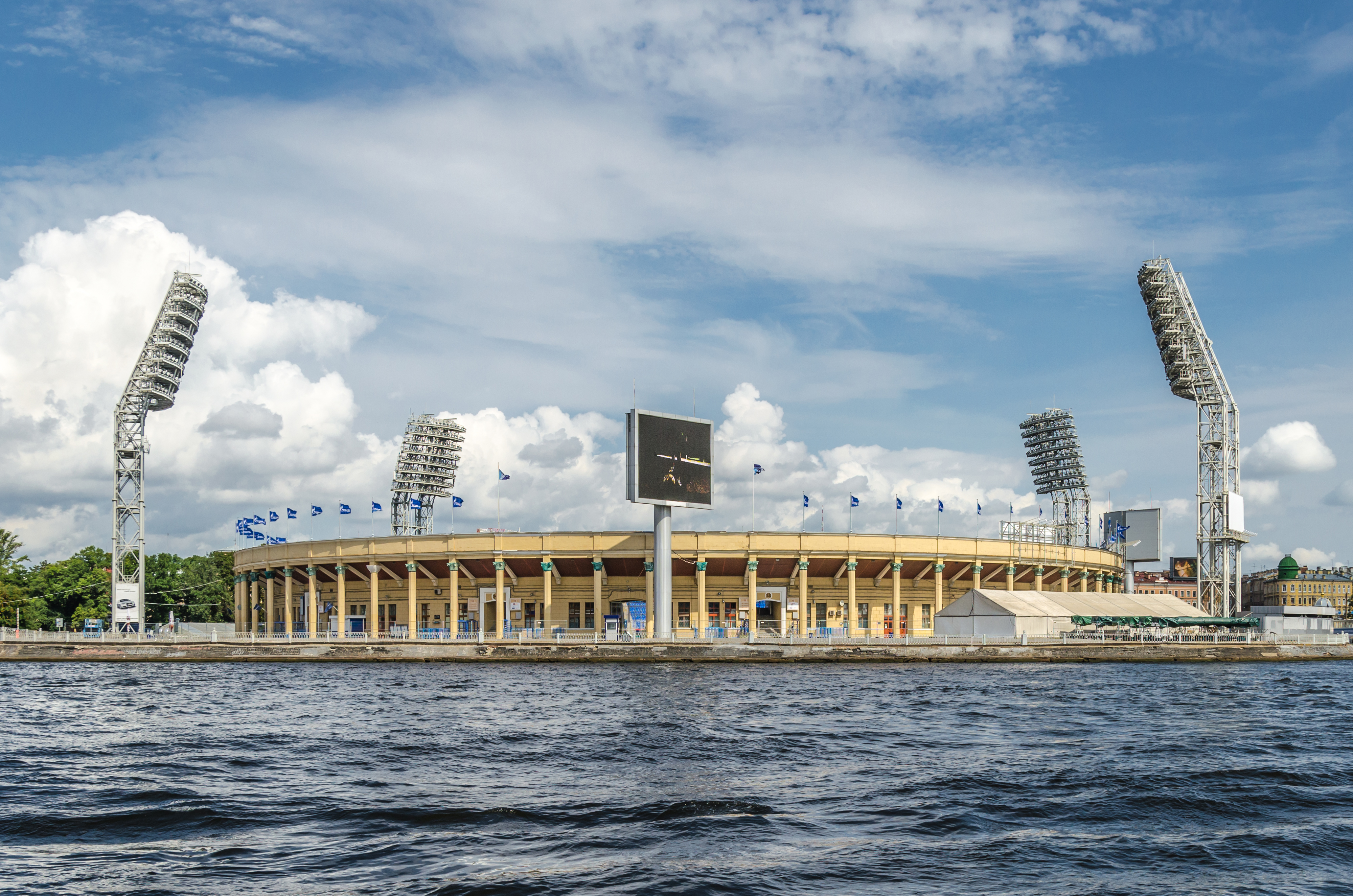
Стадион «Петровский»
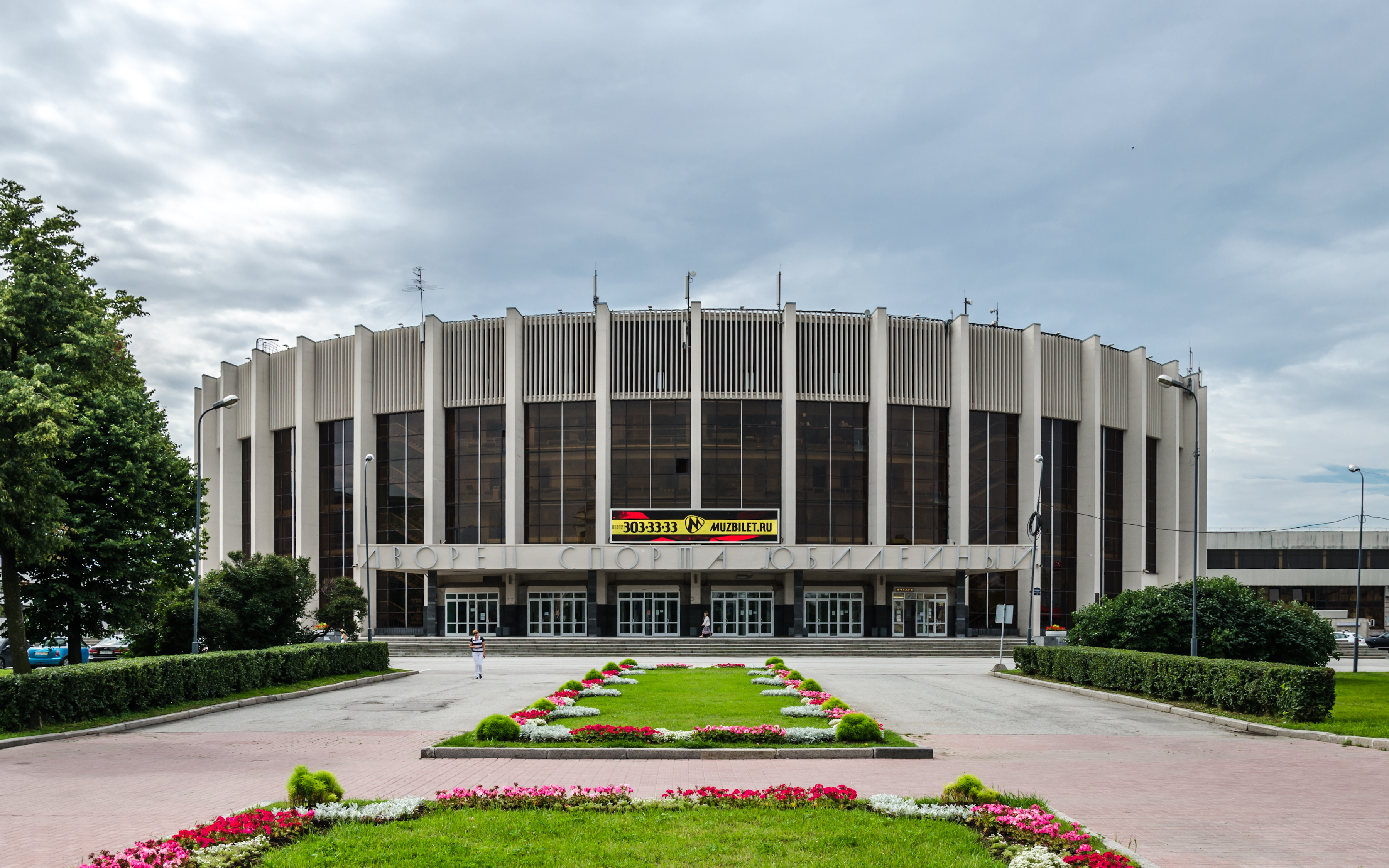
Спорткомплекс «Юбилейный»
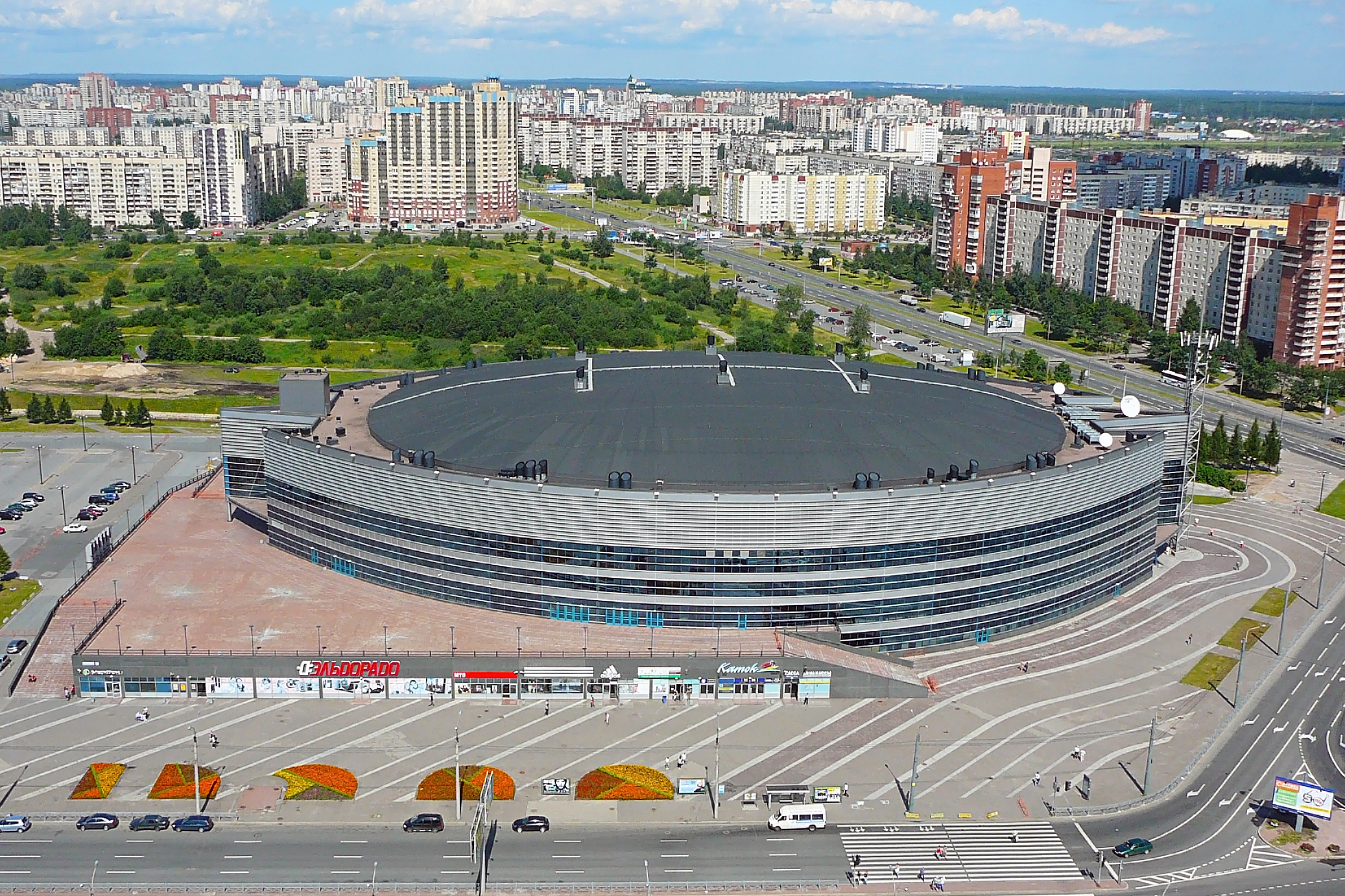
Ледовый дворец
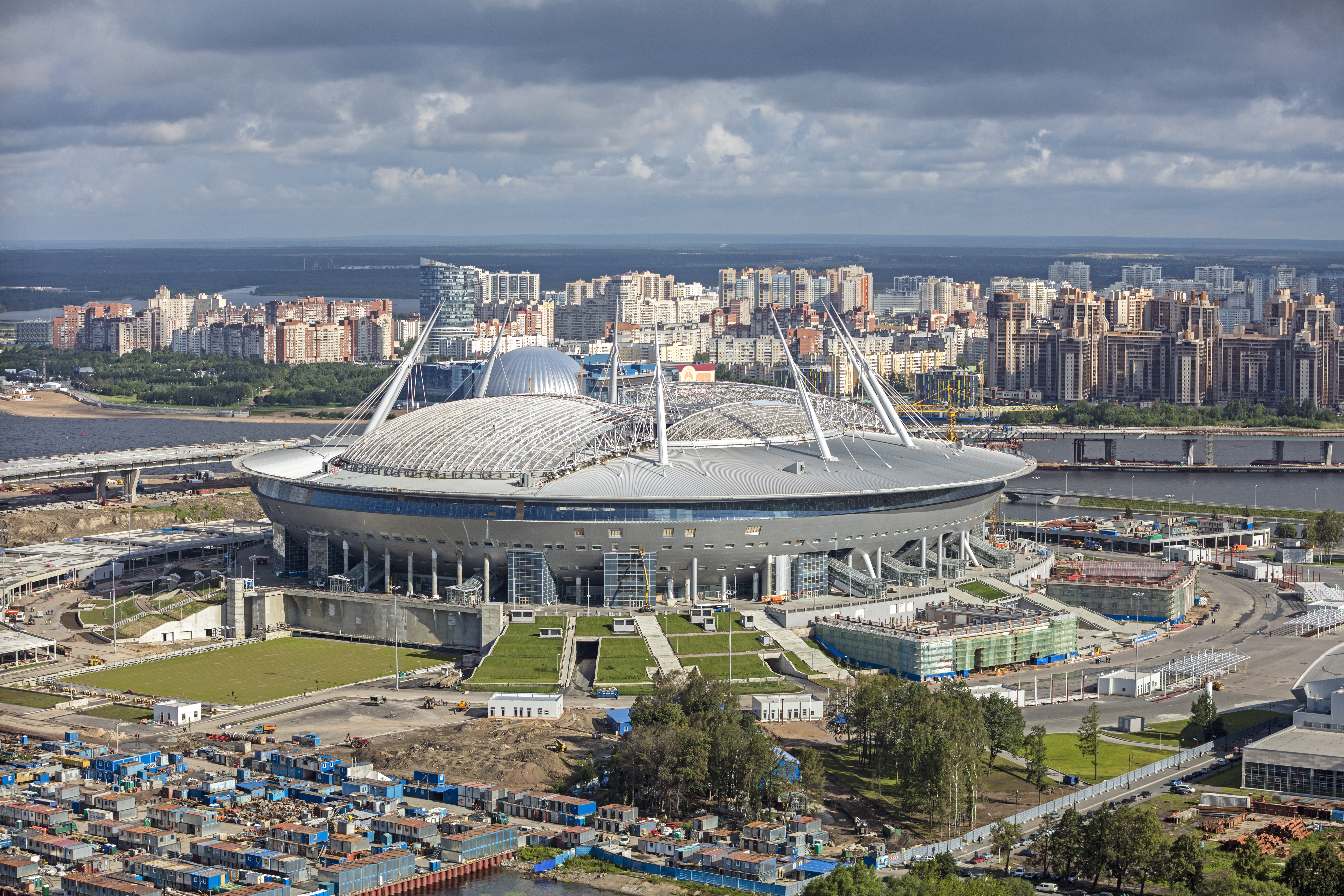
Стадион «Газпром Арена»

### Комментарии
1. ↑  является муниципальным образованием, тип: внутригородская территория города федерального значения Санкт-Петербург (ГФЗ СПб). В составе ГФЗ СПб не является отдельным населённым пунктом с 2006 года
2. 1 2  Указом Президиума Верховного Совета РСФСР от 6 сентября 1991 года № 1643-I городу Ленинграду возвращено его историческое название — Санкт-Петербург. На конституционном уровне это изменение закреплено 21 апреля 1992 года (закон вступил в силу 16 мая 1992 года, с момента опубликования)
3. ↑  До 1721 года — Русского царства, в 1721—1728 и 1732—1917 годах — Российской империи, в сентябре—октябре (по старому стилю) 1917 года — Российской республики, с октября 1917 года — Советской России.